# 나치 독일
|  |  | 좋은 글 후보 검토 진행 중 (참여하기) |

나치 독일, 공식 명칭으로 독일국 또는 대독일국은 1933년부터 1945년까지 아돌프 히틀러와 나치당이 통제한 전체주의 독재 국가이다. 이 국가를 지칭하는 또다른 명칭인 제3제국은 나치가 자신들을 이전의 신성 로마 제국(800/962년~1806년)과 독일 제국(1871년~1918년)의 후계자임을 주장하면서 사용되었다. 1933년 히틀러가 집권하며 수립된 나치 독일은 스스로를 천년 제국이라고도 지칭했지만, 불과 12년 뒤 연합군이 베를린에 입성하며 제2차 세계 대전이 유럽에서 종전된 1945년 5월 국가가 해체되었다.
1933년 1월 30일 바이마르 공화국의 대통령 파울 폰 힌덴부르크가 히틀러를 총리로 임명한 이후, 나치당은 정치적 반대파를 제거하고 권력을 장악하기 시작했다. 1934년 8월 2일 힌덴부르크가 사망한 이후, 히틀러는 총리와 대통령직을 통합하여 퓌러라는 직위를 만들고 국민투표를 통해 취임했다. 이로써 독일의 권력은 히틀러 개인에게 집중되었으며, 그의 말은 곧 법이 되었고, 정부는 조정하고 협력하는 기구가 아니라 권력을 집중시키기 위한 여러 세력의 모임으로 변질되었다. 대공황 시기 나치는 막대한 군사 지출을 통해 경제적 안정을 회복하고 대규모 실업 위기를 종식시켰으며, 적자 지출을 감당하면서까지 아우토반 개발 등 사회 기반시설 개발에 더불어 국방군 강화를 포함하는 재군비를 위한 준비를 시작했다. 이러한 나치의 정책으로 독일의 경제가 안정화되면서, 히틀러 정권의 인기는 점점 더 높아졌다. 이후 나치 정권은 영토 확장을 위한 공격적인 외교 정책을 시행했으며 자신들의 요구가 무시되면 전쟁의 위협으로 협박했다. 이러한 정책의 일환으로 독일은 오스트리아를 병합하고 체코슬로바키아의 주데텐란트 지역을 합병했다. 이후 나치 독일은 소비에트 연방과 불가침 조약을 체결하고 1939년 9월 1일 폴란드를 침공하여 유럽에서 제2차 세계 대전을 발발시켰다. 1940년까지 독일은 이탈리아 등의 추축국 동맹국들과 대부분의 유럽 국가들을 점령하고 영국을 위협했다.
인종주의, 우생학, 반슬라브주의, 이 중에서 특히 반유대주의는 나치 독일의 핵심적 이념 중 하나였다. 나치는 게르만족을 아리아 인종의 가장 순수한 분파인 "우월 인종"이라고 주장했으며, 유대인, 롬인, 슬라브족, 동성애자, 자유주의자, 사회주의자, 공산주의자, 그 외의 정치적 반대파, 여호와의 증인, 프리메이슨, 강제 노동을 거부한 사람 등 매우 광범위한 각종 분야의 "바람직하지 않은 사람들"은 투옥 혹은 추방되거나, 심한 경우 살해되었다. 히틀러의 통치에 반대하는 여러 세력과 기독교도들은 억압받았고 지도자들은 투옥되었다. 나치 시기에 교육은 과학적 인종주의, 인구 정책, 군 복무 적합성에 집중했으며, 여성의 직업과 교육의 기회는 축소되었다. 나치의 선전부는 반유대주의적 "거짓 선동"을 퍼뜨렸으며, 대규모 집회를 조직하여 히틀러를 중심으로 한 개인 숭배를 조장했다. 정부는 예술적 표현을 통제하여 특정 예술 형식을 장려하고 그 외의 예술 활동은 금지하거나 억압했다. 대량 학살, 대량 살인, 강제 노동 등이 나치 독일의 주요한 정책 중 하나였으며 이러한 인종 정책의 실행은 홀로코스트로 절정에 달했다.
1941년 나치 독일은 소비에트 연방을 침공하여 초기에 성공을 거둔 이후, 동유럽에서 인종 청소를 위해 게네랄플란 오스트, 굶주림 계획 등을 시행했다. 그러나 소비에트 연방의 반격과 미국의 참전으로 인해 1943년부터 독일은 전쟁에서 주도권을 잃고 1944년 말까지 이르러 독일 본토까지 후퇴했으며, 독일 본토에 대한 대규모 폭격이 확대되고 추축국은 동유럽과 남유럽에서 패배를 거듭했다. 독일 동부는 소비에트 연방에 의해, 서쪽은 서방 연합국에 의해 점령당했으며, 항복을 결정하지 않던 히틀러가 4월 30일 사망하자, 결국 1945년 5월 8일 독일은 항복문서에 서명했다. 항복 이후 연합국은 탈나치화 정책을 전 유럽에서 시행했으며, 살아남은 나치 지도층 중 대부분을 뉘른베르크 국제군사재판에 전쟁 범죄로 기소하여 처벌했다.

## 명칭
나치당 집권 시기의 독일을 지칭하는 일반적인 용어는 "나치 독일"과 "제3제국"이며, "천년 제국"(Tausendjähriges Reich)이라는 용어도 종종 사용되었다. 이 용어들 중에서 "제3제국"이라는 단어는 이후 나치의 선전에 활용된 아서 모엘러 반 덴 브룩의 1923년 출판된 《제3제국》(Das Dritte Reich)에서 처음 사용되었으며, 책에서는 신성 로마 제국(800/962년~1806년)을 "제1제국"으로, 독일 제국(1871년~1918년)을 "제2제국"으로 분류하여 나치 독일이 이들의 뒤를 이은 "제3제국"이 될 것이라고 주장했다.

## 배경
제1차 세계 대전이 종전된 이후 독일의 경제에 심각한 침체가 발생하였는데, 이러한 침체의 이유 중 하나는 1919년 베르사유 조약에 따라 막대한 배상금을 지불해야 했기 때문이었다. 독일 정부는 배상금을 지불하고 전쟁으로 인한 부채를 갚기 위해 많은 돈을 찍어냈지만, 그로 인해 초인플레이션이 발생하여 화폐 가치가 떨어졌으며 경제적 혼란이 일어나고 식량 부족으로 인한 폭동이 빈번해졌다. 독일 정부가 1923년 1월에 배상금을 지불하지 않자 프랑스군이 루르 지방의 산업 지역을 점령했고, 독일 내에서도 광범위한 반란이 일어났다.
"나치당"이라는 단어로 흔히 알려진 국가사회주의 독일 노동자당(Nationalsozialistische Deutsche Arbeiterpartei)은 1919년 만들어진 독일 노동자당(Deutsche Arbeiterpartei)의 후신 정당으로 1920년 창당했으며, 당시 독일에서 활동하던 여러 극우 정당 중 하나였다. 나치당의 강령에는 바이마르 공화국의 해체, 베르사유 조약의 거부, 급진적 반유대주의와 반볼셰비즘이 포함되었다. 이들은 강력한 중앙 정부, 게르만족을 위한 레벤스라움(Lebensraum, 직역: '생활권')의 확대, 인종에 기반한 국가 공동체의 형성, 유대인의 시민권 박탈을 포함한 적극적인 탄압을 통한 인종 청소를 주장했다. 나치당은 푈키셰 운동(Völkische Bewegung)에 기반한 국가적, 문화적 쇄신을 제안했으며, 나치의 준군사조직이었던 돌격대(Sturmabteilung), 또는 갈색 셔츠단은 정치적 입장을 확대하기 위해 물리적 폭력을 사용하여 경쟁 집단의 회의를 방해하고 거리에서 그 집단의 구성원들 또는 유대인들을 공격했다. 이러한 극우 무장 단체는 당시 바이에른 지역에서 흔했으며, 구스타프 리터 폰 카어의 극우 세력에 호의적이었던 주정부에게 별다른 제지 없이 용인되었다.
1929년 미국 주식 시장의 대폭락이 발생했을 때, 독일의 경제에 미친 영향은 참혹했다. 수백만의 독일인이 일자리를 잃고 주요 은행이 붕괴했다. 히틀러와 나치당은 이러한 비상사태를 이용해 지지를 확보하려고 준비했으며, 경제를 강화하고 일자리를 제공할 것을 약속했다. 많은 유권자들은 나치당이 질서를 회복하고, 내전을 진압하며, 독일의 국제적 평판을 개선할 수 있을 것이라고 판단했다. 1932년 7월 국가의회 선거에서 나치당은 37.4%의 득표율로 230석을 차지하여 국가의회에서 가장 큰 정당이 되었다.

## 역사

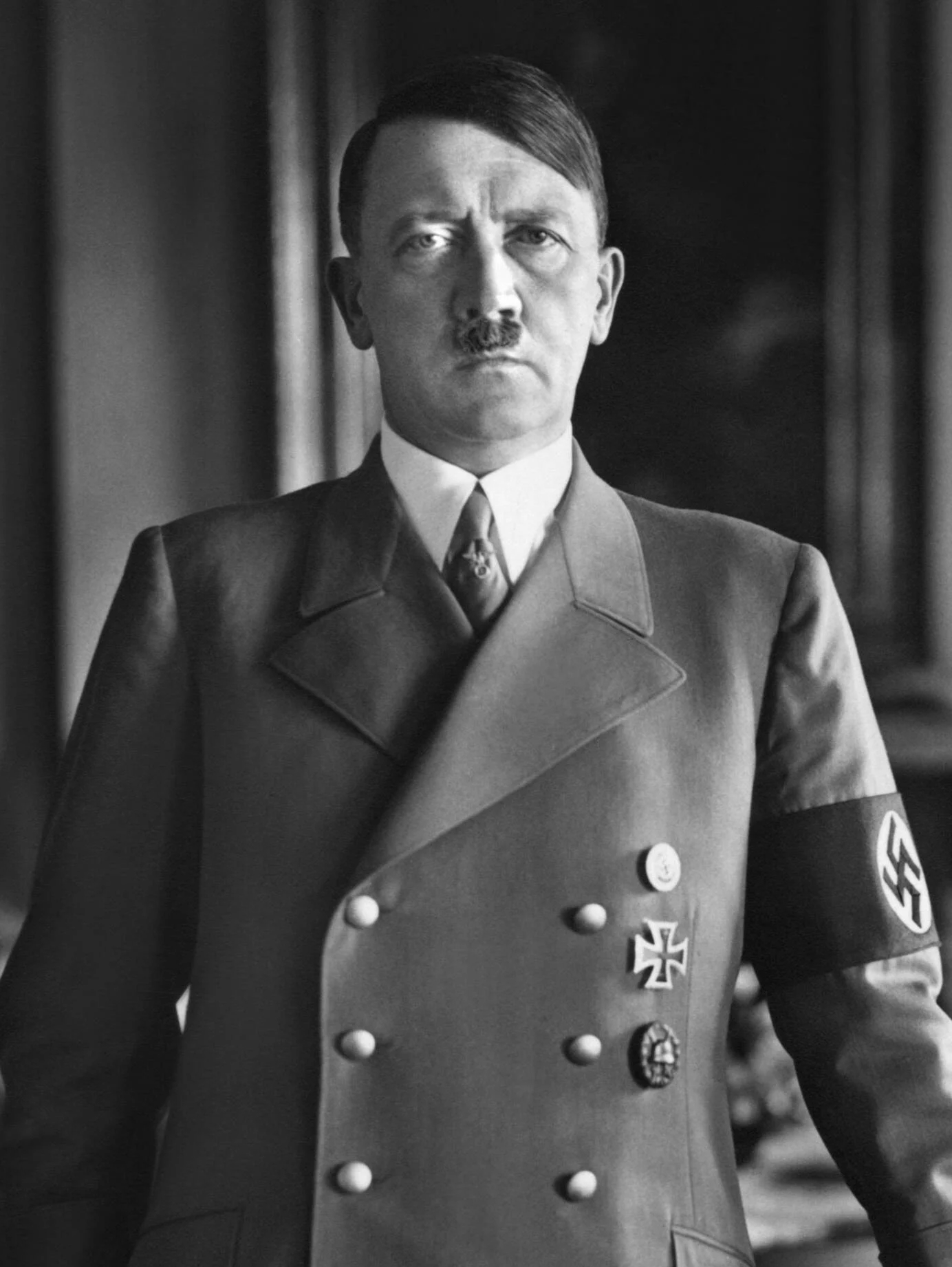
아돌프 히틀러는 1934년 지도자 겸 국가수상(Führer und Reichskanzler)이라는 칭호로 독일의 국가원수가 되었다.

### 나치당의 권력 장악
나치당은 1932년 두 차례의 국가의회 선거에서 가장 많은 득표를 얻었지만 과반수에는 미치지 못했는데, 이 상황에서 히틀러는 자신이 지도자가 되지 않는 한 연립 정부 참여를 거부했다. 결국 경제계의 기업가, 산업가들과 정치인들의 압력으로 파울 폰 힌덴부르크 대통령은 1933년 1월 30일 히틀러를 독일의 총리로 임명했으며, 이 사건은 "마흐테르그라이풍"(Machtergreifung, 권력 장악)이라는 단어로 잘 알려져 있다.
1933년 2월 27일 밤, 국가의회 의사당 건물에 화재가 발생했다. 나치당의 주장에 따라 네덜란드 공산주의자 마리누스 반 데르 루브가 화재의 주범으로 지목되어 유죄 판결을 받았고, 히틀러는 이러한 방화가 공산주의 봉기의 시작을 알렸다고 주장했다. 1933년 2월 28일 〈국가의회 화재에 관한 법률〉이 통과되어 집회의 권리와 언론의 자유를 포함한 거의 모든 시민의 자유가 박탈되었으며, 경찰의 기소 없이 사람들을 무기한 구금할 수 있도록 허용되었다. 이 법안은 나치당의 선전 캠페인 속에 통과되었으며 캠페인은 많은 대중들의 지지를 이끌어냈다. 나치당의 돌격대는 전국적으로 공산주의자들을 폭력적으로 탄압했고 독일 공산당원 4천 명을 체포했다.
1933년 3월 23일, 바이마르 헌법을 개정한 〈전권 위임법〉이 국가의회에서 찬성 444표 대 반대 94표로 통과되었다. 이 법안은 히틀러와 그의 정부가 대통령이나 의회의 동의 없이도 법률을 통과시킬 수 있도록 만들었다. 이 법안의 통과는 3분의 2 이상의 의원들의 찬성을 필요로 했기 때문에, 나치당은 협박과 국가의회 화재법의 조항을 사용하여 공산당 소속 의원들의 출입은 완전히 금지했으며 여러 사회민주당 소속 의원들의 참석을 저지하려고 시도했다. 법안의 통과 이후, 〈전권 위임법〉은 나치당과 히틀러가 수립한 독재 정권의 법적 기반이 되었다.
5월 10일 정부는 사회민주당의 자산을 압류했고 6월 22일 당을 불법 정당으로 선언했다. 6월 21일 돌격대는 이전의 연정 파트너였던 국가인민당의 사무실을 급습했으며, 6월 29일 당은 해산되었다. 나머지 주요 정당도 비슷한 과정을 통해 해산되었다. 최종적으로 1933년 7월 14일, 〈정당 결성에 대한 법률〉이 통과되면서 독일은 일당제 국가가 되었고, 나치당만이 독일에서 유일한 합법적인 정당이 되었다. 법률은 새로운 정당의 창당을 금지했고, 아직 해체되지 않은 모든 정당을 불법이라고 선언했다. 1933년, 1936년, 1938년에 실시된 이후의 선거들은 나치당의 통제를 받았으며, 나치당원과 소수의 무소속 의원만이 선출될 수 있었다.
모든 시민 단체의 지도부는 나치당의 동조자나 당원으로 대체되었고, 나치당의 휘하로 합병되거나 해체되었다. 나치 정권은 1933년 5월 1일을 "전국 노동의 날"로 선포하고 많은 노동조합 대표들을 베를린으로 초대하여 축하 행사를 열었다. 그 다음 날, 돌격대가 전국의 노동조합 사무실을 급습하여 파괴하였고, 모든 노동조합은 해체되었으며 지도자들은 체포되었다. 〈전문 공무원 복직을 위한 법률〉은 유대인이거나 나치당에 대한 헌신이 의심스러운 모든 교사, 교수, 판사, 치안판사, 공무원을 직장에서 해고할 수 있도록 만들었으며, 이로써 나치당의 통제를 받지 않는 유일한 비정치적 기관은 교회뿐이었다.
나치당은 흑적금 삼색기를 포함한 바이마르 공화국 시기의 상징을 폐지하고 재작업된 상징을 채택했다. 이전 독일 제국의 흑백적 삼색기가 독일의 두 공식 국기 중 하나로써 복원되었지만, 이후 1935년 9월 하켄크로이츠 국기가 유일한 독일의 국기가 되었다. 또한 나치당의 노래였던 호르스트 베셀의 노래(Horst-Wessel-Lied)가 독일의 두 번째 국가가 되었다.
그럼에도 불구하고 여전히 600만 명이 실업 상태였고 무역의 적자 수지가 엄청나서 경제 상황이 심각했다. 정부가 적자 지출을 감수하면서 1934년부터 공공 사업 프로젝트를 시행하여 같은 해 말까지 170만 개가 넘는 새로운 일자리를 창출했고, 평균 임금이 상승하기 시작했다.

### 권력의 강화
돌격대의 지도부는 더 큰 정치적, 군사적 권력을 원했으며 점점 더 많은 압력을 가했다. 이에 대응하여 히틀러는 슈츠슈타펠(Schutzstaffel)과 게슈타포(Gestapo)를 활용하여 돌격대 지도부 전체를 숙청했다. 히틀러는 돌격대 참모장(Stabschef)인 에른스트 룀을 포함한 돌격대 지도부와, 그레고어 슈트라서, 이전 총리 쿠르트 폰 슐라이허 등의 정치적 반대파를 함께 체포하여 총살시켰다. 나중에 장검의 밤(Nacht der langen Messer)이라고 불리게 된 사건으로 인해 1934년 6월 30일부터 7월 2일까지 최대 200명의 돌격대 지도자들과 정치적 반대파 정치인들이 사망했다.
1934년 8월 2일 힌덴부르크가 사망했다. 이전에 나치당은 〈독일국의 국가원수에 관한 법률〉을 제정했는데, 이 법률에 따라 힌덴부르크가 사망하면 국가의 대통령 직책이 폐지되고 그 권한이 총리와 합쳐져야만 했다. 이 법률로 히틀러는 국가원수이자 정부수반이 되었고 공식적으로는 지도자 겸 국가수상(Führer und Reichskanzler)이라고 명명되었지만 결국 총리 직위는 폐지되었다. 이로써 독일은 히틀러를 지도자로 한 전체주의 독재 국가가 되었으며, 독일군의 최고사령관 역시 그가 되었다. 새로운 법률은 군인들에게 퓌러에 대한 총성 맹세를 요구했기 때문에 군인들은 그들의 최고사령관이나 국가가 아닌 히틀러 개인에게 충성했다. 8월 19일 대통령직과 총리직의 통합은 국민투표에서 유권자의 90%가 찬성했다.

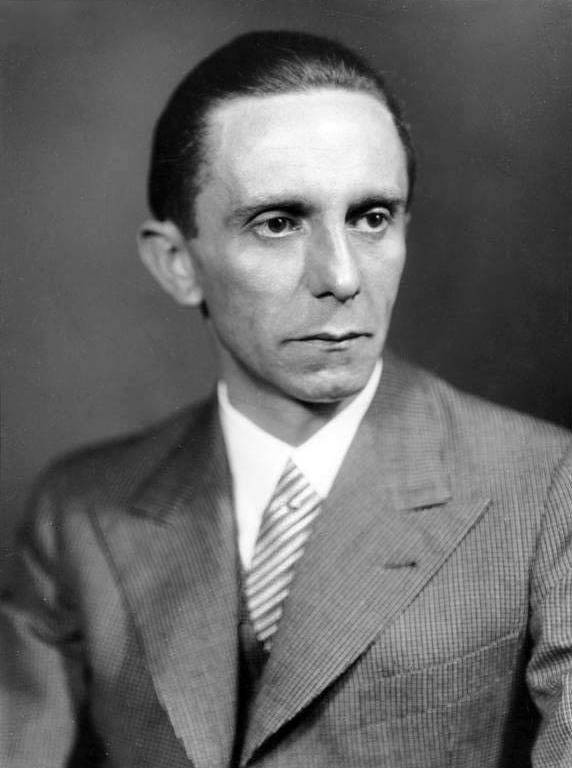
대중계몽선전국가부의 장관 요제프 괴벨스.

대부분의 독일인들은 바이마르 시대의 갈등과 시가전이 막을 내렸다는 사실에 안도했으며, 베르사유 조약의 제약과 마르크스주의가 없이 통일된 모든 사람들에게 평화와 풍요를 약속한 국가가 될 것이라는 요제프 괴벨스와 대중계몽선전국가부의 조직된 선전에 휩쓸렸다. 나치당은 혁명 초기의 활동을 통해 권력을 획득하고 정당화했고, 그 다음에 법적 매커니즘을 조작하고 경찰권을 동원하여 국가와 연방 기구를 장악함으로써 권력을 공고화했다. 최초의 나치 강제 수용소는 1933년 정치범을 수용하기 위해 다하우에 지어졌으며, 제2차 세계 대전이 끝날 때까지 규모와 기능이 수백 개가 넘을 정도로 다양한 이러한 종류의 강제 수용소가 건설되었다.
1933년 4월부터 유대인의 지위와 권리를 재정의하는 수많은 조치가 시행되었으며, 이러한 조치는 유대인의 기본권을 박탈한 1935년 뉘른베르크법으로 절정에 달했다. 나치당은 유대인에게서 재산, 비유대인과의 결혼권, 많은 직업 선택권을 빼앗았으며, 최종적으로 유대인을 독일 사회 내에 남겨두는 것이 바람직하지 않다고 선언했다.

### 군비 증강
1933년 2월 초, 히틀러는 재무장을 시작해야 한다고 주장하기 시작했지만, 이러한 재무장은 베르사유 조약을 위반하는 것이었으므로 처음에는 비밀리에 시작해야 했다. 1933년 5월 17일, 히틀러는 국가의회에서 연설하여 세계 평화에 대한 열망을 촉구했고, 유럽의 다른 국가들이 모두 똑같이 따른다는 조건으로 미국 대통령 프랭클린 D. 루스벨트가 제안한 군사적 군축을 수락할 것이라고 발표했다. 다른 유럽 강대국들이 루스벨트의 제안을 받아들이지 않자, 히틀러는 10월부터 독일을 세계 군비 감축 회의와 국제 연맹에서 철수시켰고, 군축 조항이 독일에게만 적용된다면 불공평하다고 주장했다. 같은 해 11월 실시된 국민투표에서 유권자의 95%가 독일의 국제 연맹 탈퇴에 찬성했다.
1934년, 히틀러는 군 사령관들에게 독일 국민들이 더 많은 생활 공간과 자원을 필요로 할 것이기 때문에 더 많은 영토를 얻을 수 있는 정복 전쟁을 시작해야 하며, 따라서 1942년까지 재무장을 완료해야 한다고 말했다. 제1차 세계 대전이 끝난 이후 15년 간 국제 연맹의 감독을 받았던 자를란트에서는 1935년 1월 완전한 독일의 일부가 되기 위해 국민투표가 시행되었다. 1935년 3월, 히틀러는 공군을 창설하고 국가방위군을 55만 명까지 증가시킬 것이라고 발표했으며, 1935년 6월 영국-독일 해군 협정을 통해 영국이 독일의 함선 건조에 동의하도록 설득했다.
이탈리아의 에티오피아 침공에 대응하여 영국과 프랑스 정부가 온건한 항의만을 지속하자, 1936년 3월 7일 히틀러는 프랑스-소련 상호원조조약을 근거로 베르사유 조약을 위반하여 라인란트 비무장지대에 3천여 명의 병력을 진군시키라고 명령했다. 라인란트는 베르사유 조약에 따라 비무장지대였지만 독일의 일부였기 때문에, 영국과 프랑스 정부는 이러한 히틀러의 조약 위반에 대응하여 전쟁의 위험을 감수할 만한 가치가 부족하다고 판단했다. 1932년 치러진 일당제 선거에서 나치당은 98.9%의 지지를 받았다. 1936년 히틀러는 일본과 방공 협정을, 무솔리니의 이탈리아와 불가침 조약을 체결했으며, 무솔리니는 이를 자국 내에서 "로마-베를린 추축국"이라고 홍보했다.
히틀러는 1936년 7월 시작된 스페인 내전에서 프란시스코 프랑코 장군의 국민파를 지원하기 위해 군수품을 포함한 물적 자원을 제공했다. 1937년 게르니카 폭격으로 유명한 콘도르 군단은 독일이 스페인 내전에 파견한 의용군으로, 다양한 항공기와 승무원, 전차 부대가 포함되었다. 국민파는 1939년 내전에서 승리하여 나치 독일의 비공식 동맹국이 되었다.

#### 오스트리아와 체코슬로바키아
1938년 2월, 히틀러는 오스트리아의 총리 쿠르트 슈슈니크에게 독일의 국경을 확보해야 할 필요성을 강조했다. 슈슈니크는 오스트리아의 독립 유지에 관한 국민투표를 3월 13일에 실시할 것이라고 발표했지만, 3월 11일 히틀러는 그에게 최후통첩을 보내 모든 권력을 오스트리아 나치당에게 넘기지 않으면 침공할 것이라고 위협했다. 독일군은 다음 날인 3월 12일 오스트리아에 입성했고, 오스트리아 국민들은 열렬히 환영했다.
체코슬로바키아 공화국에 살고 있는 상당수의 독일인들 중에 대부분이 주데텐란트에 거주하고 있었으며, 주데텐 독일인당 내의 분리주의 단체의 압력을 받은 체코슬로바키아 정부는 독일에 이 지역의 경제적 양보를 제안했다. 히틀러는 주데텐란트를 독일에 포함시키는 것을 넘어 체코슬로바키아를 완전히 파괴하기로 결정했으며, 나치당은 침공에 대한 지지를 얻기 위해 선전 캠페인을 벌였다. 독일 국방군 최고사령부는 아직 전쟁을 할 준비가 되지 않았기 때문에 이러한 히틀러의 계획에 반대했다.
이러한 히틀러의 계획으로 인해 영국, 체코슬로바키아, 그리고 이들의 동맹국인 프랑스가 전쟁을 준비하기 시작했다. 영국의 총리 네빌 체임벌린은 전쟁을 피하기 위해 일련의 회의를 주선했고, 그 결과 1938년 9월 29일에 뮌헨 협정이 체결되었다. 체코슬로바키아 정부는 주데텐란트가 독일에 합병되는 것을 받아들여야만 했고, 체임벌린은 런던에 도착해 환호를 받으며 이 협정이 "우리 시대의 평화"를 가져왔다고 발표했다.
오스트리아와 체코슬로바키아의 외환 자산은 나치에게 모두 압수되었고, 금속 자원과 무기, 항공기와 같은 생산 제품의 비축물도 압수되어 독일로 운송되었다. 헤르만 괴링 국가 군수품(Reichswerke Hermann Göring)은 두 국가의 철강과 석탄 생산 시설을 통제했다.

#### 폴란드
1934년 1월, 독일은 폴란드와의 불가침 조약을 체결했다. 그 이후, 1939년 3월 히틀러는 단치히 자유시를 비롯해 독일 본토와 동프로이센을 분리하는 폴란드 회랑 지역을 독일에 반환할 것을 요구했으며, 이에 영국은 폴란드가 공격을 받으면 폴란드를 지원하여 참전할 것이라고 발표했다. 히틀러는 영국이 조치를 취하지 않을 것이라고 판단하고 1939년 9월에 침공 준비를 명령했다. 5월 23일, 히틀러는 장군들에게 폴란드 회랑을 점령할 뿐만 아니라 폴란드를 희생하여 독일 영토를 동쪽으로 크게 확장한다는 전반적인 계획을 설명했으며, 이번에는 오스트리아나 체코슬로바키아와 달리 상당한 저항이 있을 것이라고 예상했다.
독일은 이탈리아와의 동맹을 재확인하고 덴마크, 에스토니아, 라트비아와 불가침 조약을 체결했으며 루마니아, 노르웨이, 스웨덴과 무역 관계를 공식화했다. 독일 외무장관 요아힘 폰 리벤트로프는 소련과의 협상을 통해 1939년 8월 독일-소비에트 연방 간의 불가침 조약인 몰로토프-리벤트로프 조약을 체결했으며, 이 조약에는 폴란드와 발트 3국을 독일과 소련의 영향권으로 나누는 기밀 의정서가 포함되었다.

### 제2차 세계 대전

#### 외교 정책
독일의 전시 외교 정책에는 베를린에서 직접적으로 혹은 간접적으로 통제되는 동맹국 정부를 수립하려는 계획이 포함되었으며, 이탈리아와 헝가리와 같은 동맹국들로부터 군인들을, 비시 프랑스와 같은 동맹국들로부터 노동자와 식량을 확보하려고 노력했다. 헝가리는 추축국에 4번째로 가입한 국가로 1940년 9월 27일에 삼국 동맹 조약에 서명했으며, 같은 해 11월 23일 불가리아는 5번째로 추축국에 가입했다. 독일은 석유를 확보하기 위해 11월 23일 추축국에 가입한 루마니아와 슬로바키아로부터 자원 공급을 협상했다. 1942년 말까지 동부 전선에는 루마니아군 24개 사단, 이탈리아군 10개 사단, 헝가리군 10개 사단이 배치되었으며, 독일은 1942년 프랑스, 1943년 이탈리아, 1944년 헝가리의 각 정부를 완전히 장악했다. 일본은 추축국 내에서 강력한 국가 중 하나였지만, 지리적으로 멀리 떨어져 있어 조정이나 협력이 거의 없었다. 이러한 예시로 독일이 전쟁 후반까지 석탄을 합성 석유로 만드는 기술을 일본에 공유하기를 거부했다.

#### 개전
독일이 1939년 9월 1일 폴란드를 침공하여 단치히 자유시를 점령하면서 유럽에서 제2차 세계 대전이 발발했다. 조약 의무에 따라 영국과 프랑스 정부는 이틀 후 독일에 선전포고했으며, 9월 17일 소비에트 연방이 동쪽에서 폴란드 침공을 시작하면서 폴란드는 빠르게 무너졌다. 보안경찰(Sicherheitspolizei)과 SS전국지도자 보안국(Sicherheitsdienst des Reichsführers-SS)의 지도자 라인하르트 하이드리히는 9월 21일에 폴란드 내 유대인들을 철도가 잘 연결된 도시로 이주시키라고 명령했고, 처음에 그는 유대인들을 더 동쪽으로, 혹은 마다가스카르로 추방할 계획이었다. 또한 나치당은 미리 준비된 명단을 바탕으로 약 6만 5천여 명의 폴란드 지식인, 귀족, 성직자, 교사들을 1939년 말까지 폴란드 국가 정체성 파괴를 목표로 살해했다. 소비에트 연방은 동쪽에서 핀란드를 침공했고, 독일은 해상에서 전투를 치렀다. 그러나 이 시기부터 5월까지 이를 제외한 다른 전투는 거의 없었기 때문에 이 기간은 "가짜 전쟁"이라는 명칭으로 알려지게 되었다.
전쟁이 발발한 이후로, 독일의 선박에 대한 영국의 봉쇄가 독일 경제에 큰 영향을 미쳤으며, 독일에서 석유, 석탄, 곡물 등의 해외 공급에 의존하는 자원에 부족을 초래했고, 무역 금수조치와 봉쇄 때문에 독일의 수입은 80% 감소했다. 독일을 향하는 스웨덴의 철광석 선박을 보호하기 위해 히틀러는 4월 9일 덴마크와 노르웨이를 침공했다. 덴마크는 하루도 채 지나지 않아 항복했고, 노르웨이는 4월 말에 항복했으며, 6월 초까지 노르웨이 전역을 점령했다.

#### 유럽 정복

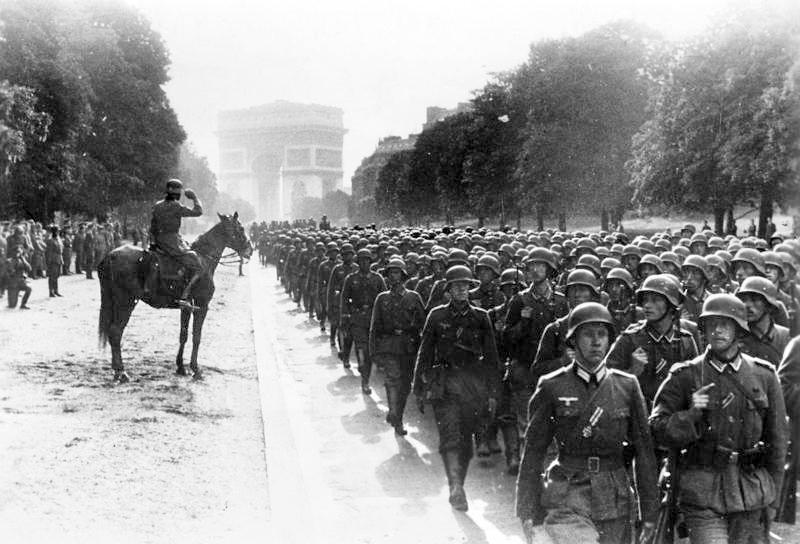
1940년 6월 14일, 독일군이 파리의 개선문 주위를 행진하고 있다.

많은 고위 장교들의 반대에도 불구하고, 히틀러는 1940년 5월 프랑스와 저지대 국가들에 대한 공격을 명령했다. 독일군은 룩셈부르크와 네덜란드를 빠르게 점령했고 벨기에의 연합군들을 혼동시켜 됭케르크에서 영국과 프랑스군을 포위했다. 프랑스 전역에서도 독일군이 승리하여 6월 22일 프랑스 정부가 항복했으며, 프랑스에서의 승리로 인해 독일 내에서 히틀러의 인기는 급등했고 전쟁 열풍이 고조되었다. 이후 독일은 헤이그 협약의 조항을 위반하고 네덜란드, 프랑스, 벨기에에 위치한 산업 지대를 군수물자 생산에 이용했다.
나치 독일은 프랑스에서 열차, 비축 군수품과 구리, 주석, 석유, 니켈과 같은 자원들을 압수했다. 점령 비용은 프랑스, 벨기에, 노르웨이의 외환 보유고를 통해 지불했으며, 독일의 무역 장벽으로 인해 미래에 대한 불확실성이 증폭되었고 암시장과 사재기가 빈번하게 발생했다. 식량 공급이 불안정했으며 거의 대부분의 유럽 지역에서 농업 생산량이 감소했으며, 독일이 점령한 많은 국가와 지역에서 기근이 발생했다.
히틀러가 새로운 영국의 총리 윈스턴 처칠에게 평화 제의를 보냈지만 1940년 7월 거부당했다. 독일 해군 총사령관 에리히 레더 제독은 6월에 히틀러에게 영국 침공의 성공적인 전제 조건은 공중 우세라고 조언했기 때문에, 히틀러는 영국 왕립 공군(RAF)의 공군기지와 레이더와 런던, 플리머스, 코번트리를 포함한 영국의 대도시들을 향한 야간 대공습을 명령했다. 그러나 독일 공군은 영국 본토 항공전에서 영국 공군을 격파하는 데 실패했고, 10월 말까지 히틀러는 공중 우세를 달성할 수 없다는 것을 깨달았다. 그는 독일군 최고사령부가 결코 진지하게 받아들이지 않았던 영국 침공을 무기한으로 연기했다. 영국의 앤드류 고든을 포함한 대부분의 역사학자들은 침공 계획이 실패했던 이유가 영국 왕립 공군의 성공적인 방어 때문이 아니라 영국 해군의 압도적인 우세 때문이라고 주장한다.
1941년 2월, 독일 아프리카 군단이 북아프리카 전선에서 이탈리아군을 지원하기 위해 리비아에 도착했다. 4월 6일, 독일군은 유고슬라비아와 그리스 침공을 시작했으며, 유고슬라비아 전역과 그리스 일부는 이후 독일, 헝가리, 이탈리아, 불가리아에 분할 점령되었다.

#### 소비에트 연방 침공

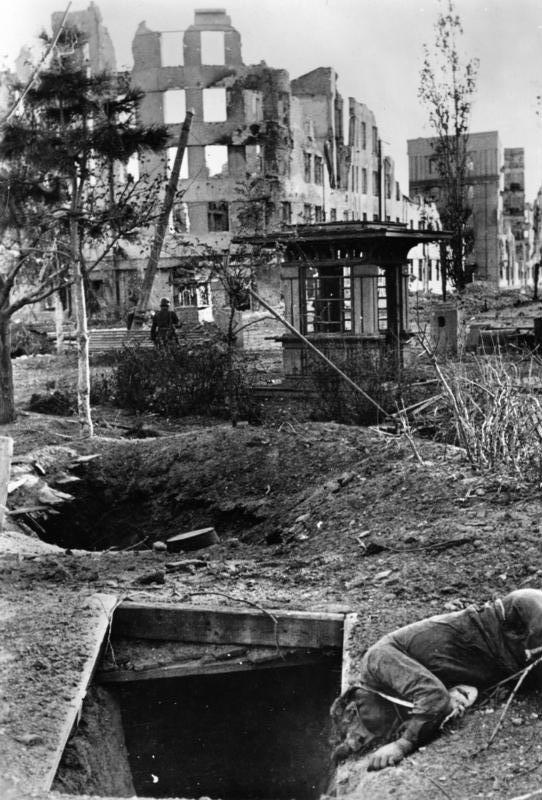
1942년 10월 스탈린그라드 전투 중의 폐허.

1941년 6월 22일, 독일이 몰로토프-리벤트로프 조약을 위반하며 약 380만 명에 달하는 추축국 연합군이 소비에트 연방을 공격했다. 히틀러가 공표한 레벤스라움의 확보라는 목적 외에도, 바르바로사 작전이라는 작전명의 이 대규모 공세는 소비에트 연방을 파괴하고 서방 강대국에 의한 후속 공격 방어를 위해 천연 자원을 탈취하는 것이 목적이었다. 많은 사람들이 전쟁이 얼마나 더 길어질지 걱정하거나 양면 전선을 감당할 수 없을 것이라고 생각했기 때문에, 국내의 많은 독일인들은 놀라움과 두려움을 느꼈다.
독일은 침공을 시작하여 발트 지방, 벨라루스, 우크라이나 서부를 포함한 광대한 지역을 점령했다. 1941년 9월 스몰렌스크 전투에서 독일군이 승리한 이후, 히틀러는 중부 집단군과 기갑군단에 모스크바 진격을 중단하고 레닌그라드와 키이우 포위 작전을 지원하라고 명령했다. 이러한 진격 중단은 붉은 군대에 예비군을 동원할 시간을 제공했으며, 1941년 10월 재개된 모스크바 공세에서 12월까지 독일군은 비참하게 패배했다. 1941년 12월 7일 일본은 하와이 진주만을 공격했으며, 4일 후 독일은 미국을 향해 선전포고했다.
소비에트 연방과 폴란드의 점령 지역에서는 후퇴하던 붉은 군대가 일부 지역의 농작물을 불태웠기 때문에 식량 수급이 원활하지 못했으며, 이 지역에서 얻은 약간의 농작물마저 거의 모두 베를린으로 향했다. 1942년 독일은 배급량이 삭감되었으나, 4개년 계획의 전권대사 헤르만 괴링은 프랑스에서 곡물을, 노르웨이에서 해산물을 더 많이 생산할 것을 요구했으며, 이를 통해 1942년 수확은 좋은 결과를 얻었고 서유럽의 식량 공급은 여전히 충분했다.
독일과 유럽 전역은 거의 전적으로 해외의 석유 수입에 의존했다. 이러한 석유 부족을 해결하기 위해 독일은 1942년 6월 청색 작전(Fall Blau)을 시작하여 코카서스 지역의 유전에 공세를 가했다. 붉은 군대는 11월 19일 반격을 시작하여 11월 23일 스탈린그라드에 갇혀 있던 추축국 연합군을 포위했다. 괴링은 이러한 상황에서도 제6군이 공중보급을 통해 충분한 지원을 할 수 있다고 히틀러에게 주장했으나, 이는 결코 가능하지 않았다. 상황 파악이 부족했던 히틀러는 후퇴를 거부했으며, 이로 인해 20만 명에 달하는 독일군과 루마니아군 병력이 사망했다. 1943년 1월 31일 스탈린그라드에서 항복한 9만 1천 명 중 전쟁이 종전되고 독일로 돌아온 생존자는 6천여 명에 불과했다.

#### 전환점과 붕괴
스탈린그라드 전투 이후 손실이 계속 증가하여 독일 내에서 나치당의 인기가 급격히 감소했으며 전선의 군인들의 사기가 저하되었다. 붉은 군대는 1943년 여름 쿠르스크 전투에서 독일의 공세가 실패한 이후부터 계속해서 서쪽으로 진군했으며, 이로 인해 1943년 말까지 독일군은 동부 점령지의 대부분을 잃었다. 이집트에서 에르빈 롬멜 원수와 아프리카 군단은 1942년 10월 버나드 몽고메리가 이끄는 영국군에게 격파되었다. 연합군은 1943년 7월 시칠리아에 상륙했고 9월까지 이탈리아 반도로 진군했다. 한편 영국에서 출발한 대규모의 미국과 영국 소속의 폭격기는 독일에 대한 폭격 작전을 시작했으며, 이러한 잦은 폭격은 독일군의 사기를 떨어뜨리기 위해 의도적으로 민간인들을 표적으로 삼았다. V-1과 V-2 로켓이 개발되고 생산되던 페네뮌데 육군 연구소 등의 육군 연구소와 항공기 공장에 대한 폭격도 독일의 전쟁 수행에 큰 영향을 미쳤다고 여겨진다. 독일의 항공기 생산은 손실을 따라잡지 못했고, 독일 공군의 저항을 받지 않은 연합군의 폭격 작전은 더욱 파괴적이었으며, 연합군은 정유소와 공장을 표적으로 삼아 1944년 말까지 독일의 전쟁 수행 능력을 마비시켰다.
1944년 6월 6일, 미국, 영국, 캐나다군은 노르망디에서 D-Day 작전을 통해 프랑스에서 전선을 열었다. 1944년 7월 20일, 히틀러는 암살 시도를 받았지만 살아남았으며, 이에 분노한 그는 잔혹한 보복으로 7천여 명을 체포하고 4,900명 이상을 처형했다. 1944년 12월 16일부터 1945년 1월 25일까지 서부 전선에서 독일군의 마지막 저항이었던 아르덴 대공세는 실패로 끝났고, 1월 27일 소비에트 연방군이 독일 본토로 진입했다. 히틀러는 패배를 인정하지 않았고 마지막 사람까지 맞서 싸우라는 그의 명령으로 인해 전쟁이 끝나갈 무렵까지 불필요한 죽음과 기반시설의 파괴가 초래되었다. 히틀러는 법무장관 오토 게오르크 티라크를 통해 싸울 준비가 되지 않은 사람은 모두 군법회의에 회부하라고 명령했으며, 이로 인해 수천 명이 처형되었다. 많은 점령지의 사람들은 계속 싸우라는 명령에도 불구하고 진군하는 연합군에 항복했다. 히틀러는 교통, 교량, 산업시설 등을 포함한 기반시설을 파괴하라는 명령을 내렸으며, 이러한 초토화 작전은 군수장관 알베르트 슈페어의 저지로 인해 완전하게 시행되지는 못했다.
1945년 4월 16일부터 5월 2일까지 이어진 베를린 전투 기간에서 소비에트 연방군이 접근하는 동안 히틀러와 참모진들은 퓌러엄폐호에서 생활했다. 소비에트 연방군이 총통 관저에서 두 블록 떨어진 곳까지 진군한 4월 30일, 히틀러와 그의 부인 에바 브라운은 자살했다. 5월 2일, 헬무트 바이틀링 장군은 소비에트 연방의 바실리 추이코프 장군에게 무조건 항복했다. 히틀러의 뒤를 이어 카를 되니츠가 대통령이 되었고 괴벨스가 총리가 되었으며, 괴벨스와 그의 부인 마그다 괴벨스는 그들의 여섯 자녀들을 살해한 다음 날 자살했다. 1945년 5월 4일에서 8일까지 남아 있던 대부분의 독일군이 무조건 항복했으며, 독일의 항복문서에 따라 나치 정권이 종식되고 유럽에서 제2차 세계 대전이 종전되었다.
전쟁이 끝나가면서 히틀러에 대한 대중들의 지지는 거의 완전히 사라졌다. 독일인들의 자살률은 특히 붉은 군대가 진격하던 지역에서 증가했으며, 군인들과 당원들 사이에서 자살은 항복 대신 명예롭고 영웅적인 대안으로 여겨졌다. 이러한 자살은 진군하는 소비에트 연방군의 야만적인 행동에 대한 직접적인 소문과 선전은 동부 전선의 민간인, 특히 강간을 두려워하는 여성들에 대한 공포를 불러일으켰다. 1945년 5월 1일 경 독일의 도시 데민(Demmin)에서 1만 6천 명의 인구 중 1천 명 이상이 자살했다. 제2 벨라루스 군단의 제65군은 증류소에 난입하여 마을에서 난동을 벌이고 대량 강간을 저질렀으며 민간인들을 자의적으로 처형하고 건물에 불을 질렀다. 노이브란덴부르크에서 600명, 슈톨프에서 1,000명, 베를린에서 최소 7,057명이 자살했다.

#### 독일인 사상자

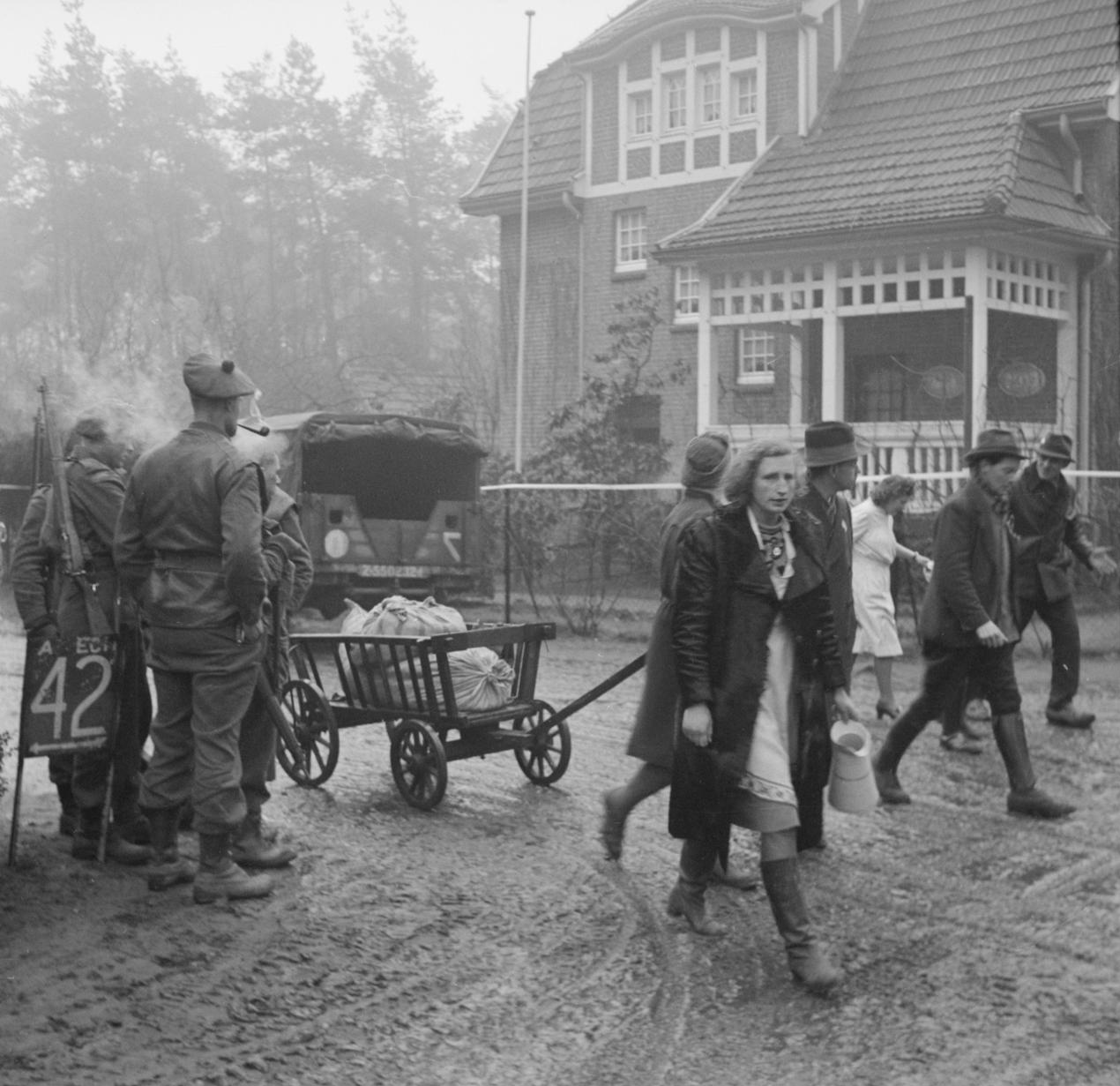
1945년 2월 19일, 클레베 근방의 독일인 난민.

총 독일군 사망자 수는 550만 명에서 690만 명까지로 추정된다. 독일의 역사학자 뤼디거 오페르만스의 연구에 따르면, 독일군의 사망자와 실종자 수는 530만 명으로 추정되며, 여기에는 1937년 이후 독일 국경 외부에서 징집된 90만 명이 포함된다. 리처드 오버리는 2014년에 연합군 공습으로 약 35만 3천여 명의 민간 독일인이 사망했다고 추정했다. 이 외의 독일 민간인 사망자로는 나치당의 정치적, 인종적, 종교적 박해의 희생자가 된 유대인을 포함한 30만 명의 독일인과 나치당의 안락사 계획에서 살해된 20만 명이 있다. 존데르게리히트(Sondergericht)라고 불리는 정치법원은 1만 2천여 명의 독일 내 저항군들에게 사형을 선고했고, 민사 법원은 추가로 4만 명에게 사형을 선고했다. 독일 여성들에 대한 대량 강간도 발생했다.

## 지리

### 영토 변화

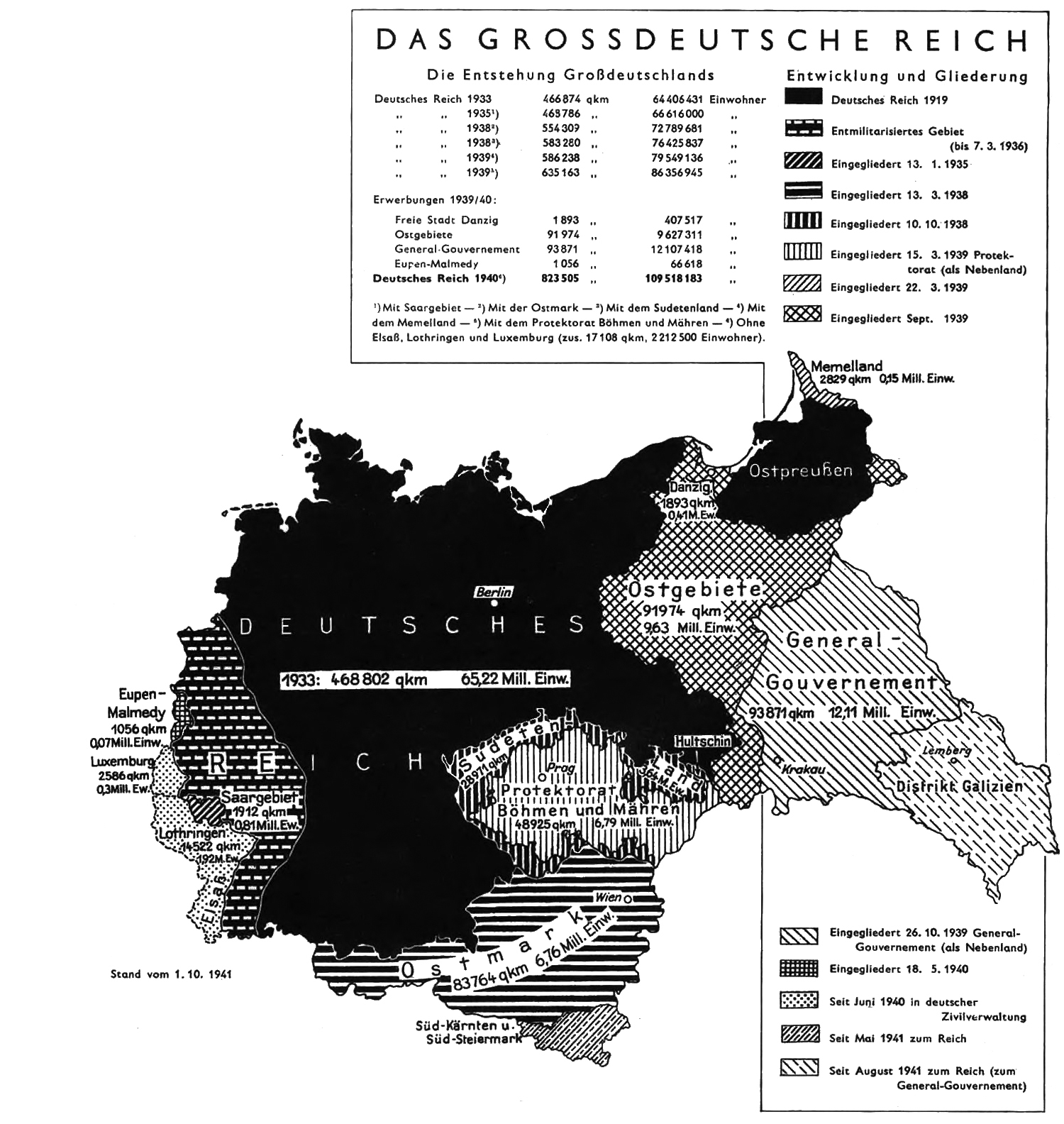
1933년부터 1941년까지 독일국의 영토 확장을 국방군 군인들에게 홍보할 때 사용한 독일어로 된 지도

제1차 세계 대전에서의 패배와 그에 따른 베르사유 조약의 결과로 독일은 알자스-로렌, 북슐레스비히, 메멜 등의 지역을 상실했다. 그 외에도 독일은 주민투표로 어느 나라의 보호령이 될지 결정하기로 프랑스와 약속한 자를란트, 그리고 독립국이 된 폴란드가 바다에 접할 수 있도록 이양한 폴란드 회랑과 자유시가 된 단치히 또한 상실했다.
독일은 1935년 실시된 주민투표를 통해 자를란트를 다시 장악했고, 1938년 안슐루스를 통해 오스트리아를 합병했다. 1938년 독일은 뮌헨 협정으로 주데텐란트를 이양받았으며, 6개월 뒤 체코슬로바키아의 대부분의 영토를 점령했다. 독일은 리투아니아에 최후 통첩을 보내 1939년 3월 메멜 지역을 얻어냈다.
1939년부터 1941년까지 독일군은 폴란드, 덴마크, 노르웨이, 프랑스, 룩셈부르크, 네덜란드, 벨기에, 유고슬라비아, 그리스, 소비에트 연방을 침공했다. 독일은 1941년 4월 유고슬라비아 북부를 합병했고, 1943년 연합군의 침공으로 무너진 무솔리니는 독일의 지원을 받고 이탈리아 사회공화국의 수장이 되었으며 트리에스테, 남티롤, 이스트라 반도를 독일에 양도했다.

### 점령지 행정

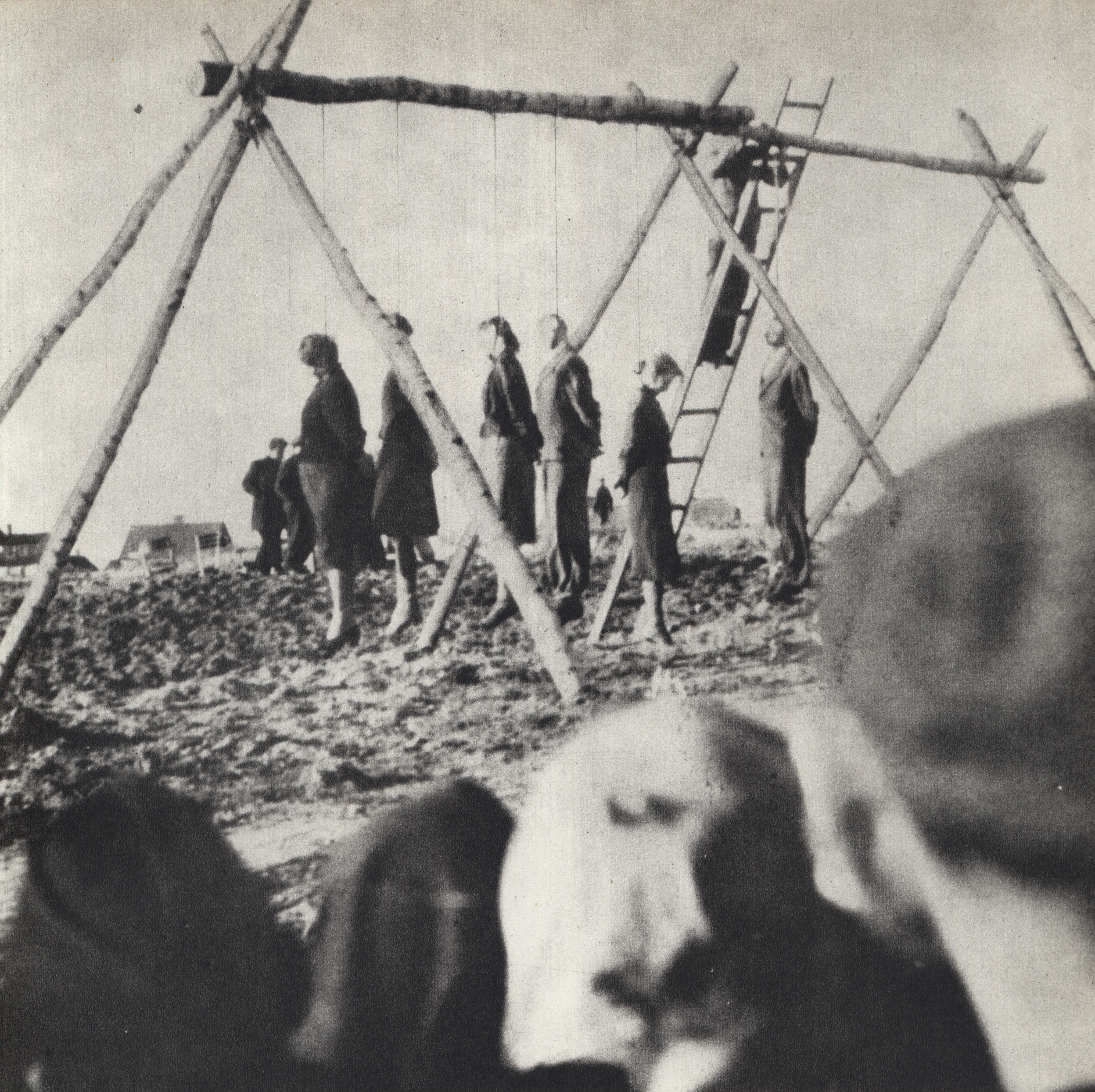
1942년 독일이 점령한 폴란드의 라돔 근처의 로즈키(Rożki)에서 폴란드인 54명을 독일군이 공개 처형하는 모습.

정복한 지역 중 일부는 히틀러의 대게르만국 건설이라는 장기적 목표의 일환으로 독일 본토에 편입되었다. 알자스-로렌과 같은 인접한 여러 지역은 가우(Gau, 직역: '행정 지역')의 관할 하에 두었으며, 일부 지역에서는 국가판무관부(Reichskommissariat)를 수립하여 관할하도록 했다. 이러한 국가판무관부에는 뵈멘-메렌 보호령, 오스트란트 국가판무관부, 우크라이네 국가판무관부 등이 있었으며, 벨기에와 북프랑스 지역은 군정청을 설치하여 군정청의 통제 하에 두었다. 1919년까지 독일의 일부였던 오이펜-말메디 지역과 폴란드 일부 지역은 독일국에 직접적으로 합병되었으며, 점령된 중부 폴란드에서는 총독부가 설치되었다. 덴마크, 노르웨이, 네덜란드에는 각각 지역 출신 인물을 수장으로 하는 민간 행정부를 수립했지만, 최종적으로 히틀러는 이러한 국가판무관부 중 여러 곳을 독일국에 직접 편입하려고 시도했다. 1943년 독일은 이탈리아 본토와 이탈리아령 알바니아, 이탈리아령 몬테네그로를 직접 점령했고, 1941년 점령한 세르비아에 괴뢰국을 수립했다.

## 정치

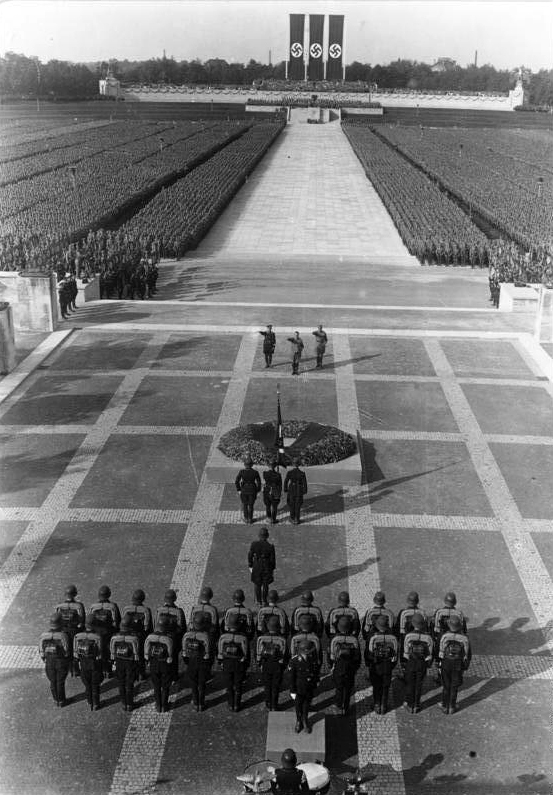
1934년 9월, 뉘른베르크 전당대회에서 하인리히 힘러, 히틀러, 빅토르 루츠가 나치식 경례을 하고 있다.

### 이념
나치당은 제1차 세계 대전이 종전된 이후 발생한 사회적, 경제적 격변 동안 생겨난 극우 파시즘 정당이었다. 이 정당은 창당 후 몇 년 동안 소규모 정당으로 소외된 세력이었으며, 1929년 대공황이 발생하기 직전인 1928년까지만 해도 독일 유권자 투표의 2.6%만을 차지했다. 1930년에 들어서 나치당은 유권자 투표의 18.3%를 차지하여 국가의회에서 두 번째로 큰 정당이 되었다. 1923년 맥주홀 폭동이 실패한 이후 감옥에 수감되었던 히틀러는 독일 사회를 인종에 기반한 사회로 변화시키려는 계획을 글로 쓴 《나의 투쟁》을 출판했다. 나치당의 이념은 반유대주의, 인종 위생, 우생학의 요소를 모아 범독일주의와 실지회복주의와 결합하여 게르만족을 위한 더 많은 레벤스라움을 확보하려는 목표를 세웠다.
나치 정권은 폴란드와 소비에트 연방을 공격하여 새로운 영토를 확보하려고 시도했고, 이곳에 거주하던 유대인과 슬라브족을 대량 학살하거나 추방해야 한다고 생각했으며, 유대인과 슬라브족을 아리아인보다 열등하고 유대-볼셰비즘 음모의 일부라고 주장했다. 나치당은 독일인들만이 볼셰비즘 세력을 물리치고 국제적인 유대인들의 지배로부터 인류를 구할 수 있다고 믿었으며, 정신적, 신체적 장애인, 롬인, 동성애자, 여호와의 증인, 사회 부적응자 등을 "살 가치가 없는 생명"이라고 규정하고 척결해야 한다고 주장했다. 추가로 프리메이슨과 같은 종교 집단은 엄격하게 감시되고 박해받았다.
푈키셰 운동의 영향을 받은 나치 정권은 문화적 모더니즘과 지성주의에 반대했고 광범위한 군대의 발전을 주장했다. 나치 정권은 창의성과 예술을 선전 매체로 사용할 수 있는 경우를 제외하고는 모두 억압했으며, 전당대회에서 깃발과 같은 상징, 의식을 사용하여 단결을 촉진하고 당의 인기를 높여나갔다.

### 정부

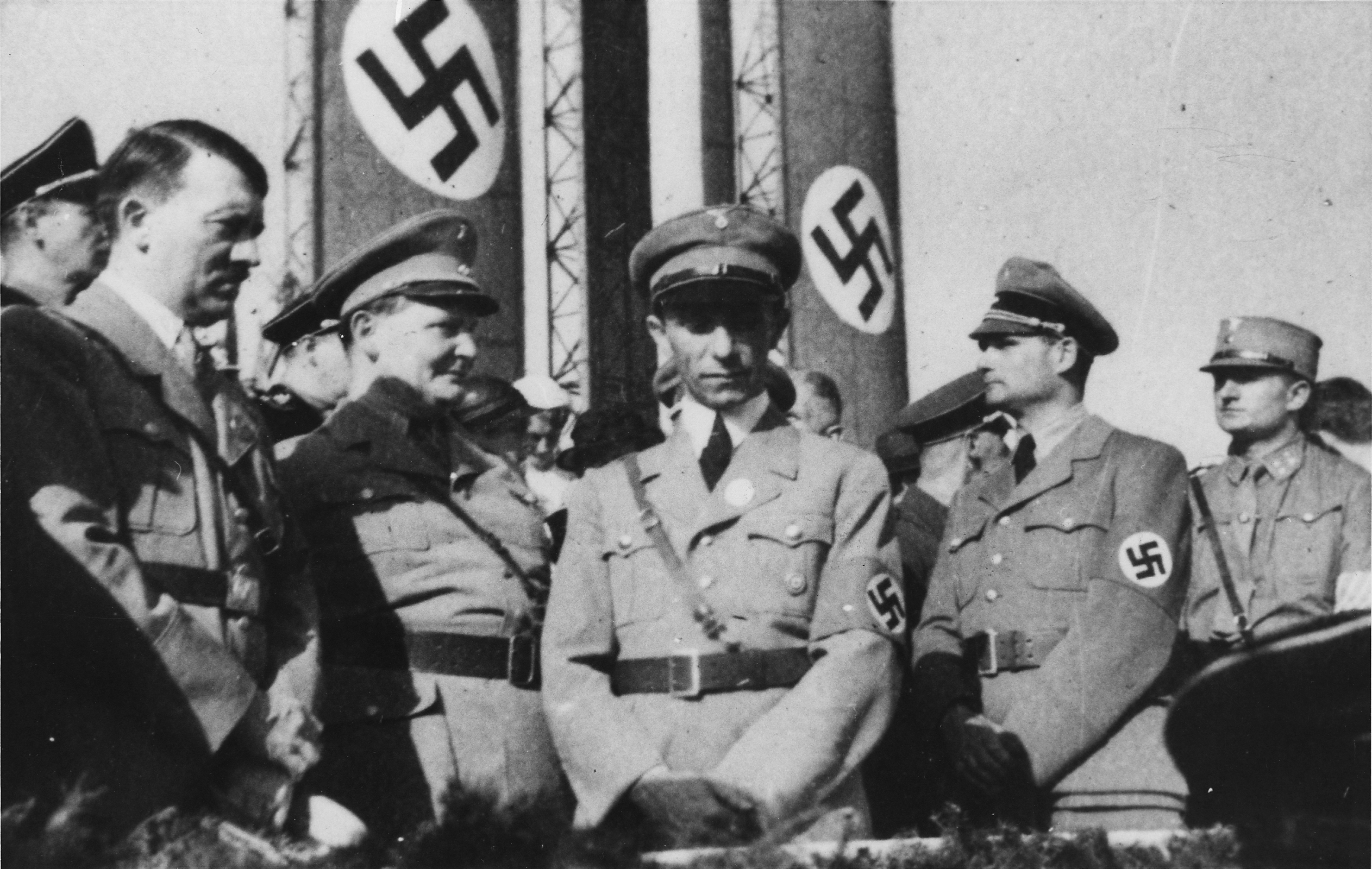
1933년 군사 행진 도중의 히틀러, 괴링, 괴벨스, 루돌프 헤스의 모습.

히틀러는 모든 부하의 절대적인 복종을 요구하는 "지도자원리"(Führerprinzip)를 주장하며 나치 독일을 독재적으로 통치했다. 그는 정부 구조를 피라미드 형태로 만들었고, 자신이 그 피라미드의 정점에 위치했다. 당의 직위는 선거가 아닌, 더 높은 상관이 임명하여 채워나갔다. 나치당은 선전을 활용하여 히틀러 중심의 개인숭배를 발전시켰다. 이언 커쇼와 같은 역사학자들은 연설가로서의 히틀러의 기술이 사람들에게 심리적으로 미치는 영향을 강조하며, 역사학자 로저 길은 이러한 선전에 대해 "그의 감동적인 연설은 수많은 독일인들의 마음과 정신을 사로잡았다. 그는 사실상 청중들을 최면에 걸었다"라고 말했다.
최고 관리들은 히틀러에게 보고하고 그의 지시를 따랐지만 상당한 자율성을 가졌다. 그는 관리들이 "총통을 위해 일할 것"을 기대했는데, 이는 일상적인 의사 결정에 관여하지 않아도 관리들이 알아서 당과 히틀러의 목표를 위해 정책과 행동을 추진할 것이라는 믿음에 의해서였다. 이로 인해 정부는 당 엘리트들이 이끄는 무질서한 파벌들의 집합체였으며, 권력을 축적하고 총통의 호감을 얻기 위해 고군분투했다. 히틀러의 리더십 스타일은 부하들에게 모순되는 명령을 내리고 그들의 의무와 책임이 겹치도록 만들었으며, 이러한 방식으로 그는 부하들 사이에 불신, 경쟁, 내분을 조장하여 자신의 권력을 통합하고 극대화했다.
1933년부터 1935년까지 연이은 독일국의 라이히슈타탈터(Reichsstatthalter) 법령은 기존 란더(Länder) 형식의 행정구역을 폐지하고 나치당의 대관구지휘자(Gauleiter)가 통치하는 새로운 행정구역인 가우(Gau)로 대체했다. 란더는 여전히 교육부와 같은 일부 정부 부서의 행정구역으로 이용되었기 때문에 가우로의 변화는 완벽하게 이행되지 않았으며, 이로 인해 나치 정권의 행정 업무에서 흔히 볼 수 있는 중복된 관할권과 책임의 얽힘이 발생했다.
1933년 유대인 공무원은 제1차 세계 대전에서 군복무를 한 인원을 제외하고 모두 해고되었으며, 나치당원이나 당 지지자가 그 자리를 대체했다. 글라이히샬퉁(Gleichschaltung) 과정의 일환으로 1935년 독일국 지방 정부법은 지방 선거를 폐지했고 시장은 내무부에서 임명하는 것으로 변경되었다.

### 법

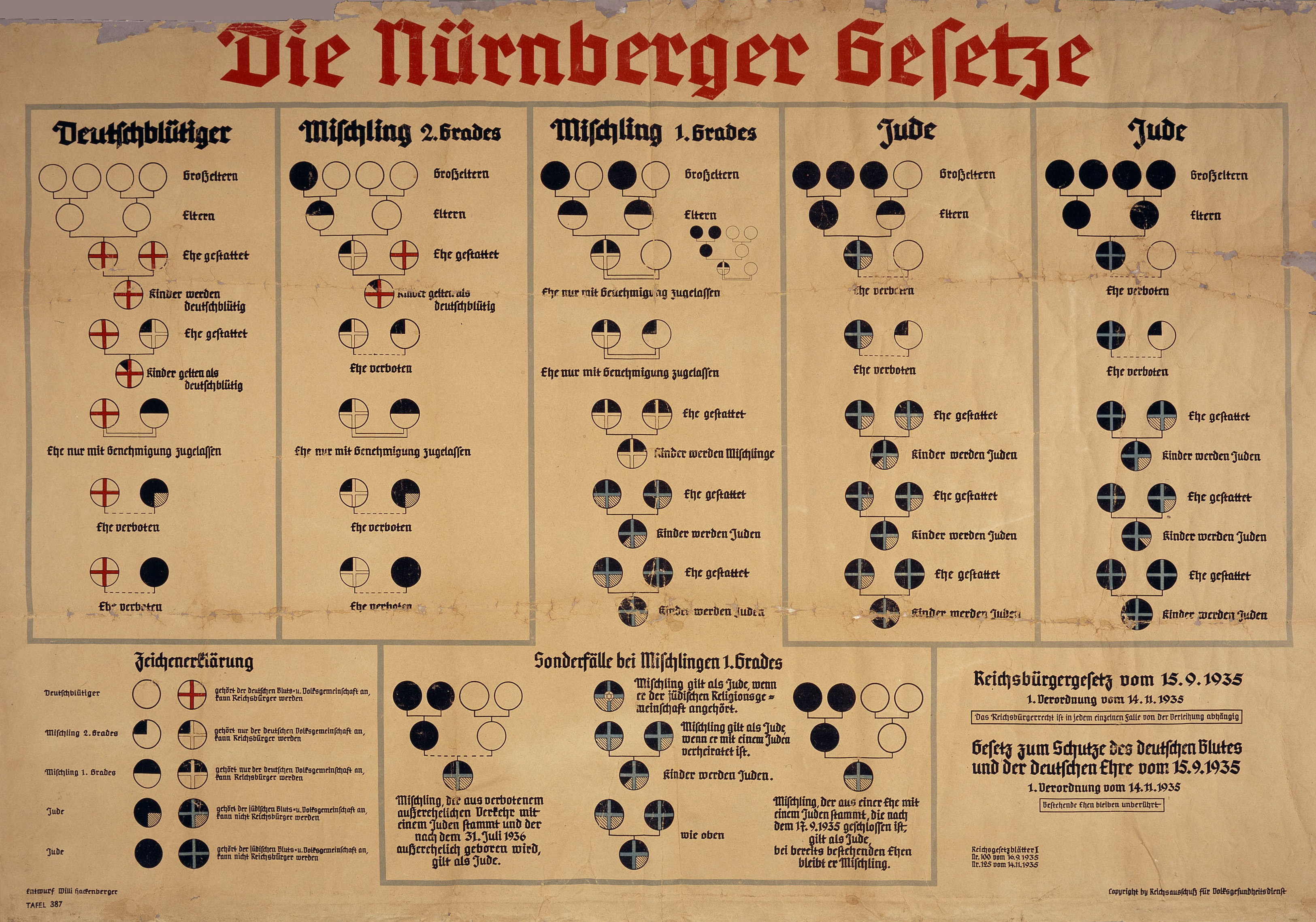
나치 독일의 인종 정책에 사용된 표로, 나치당의 유사과학적 요소를 잘 보여주고 있다.

1934년 8월, 공무원과 군인들은 히틀러 개인에 대한 무조건적인 복종을 맹세해야만 했으며, 이로 인해 히틀러의 말이 기존의 모든 법률보다 우선한다는 "지도자원리"의 기초가 되었다. 히틀러가 승인한 모든 행위, 심지어는 살인까지도 합법화되었다. 내각에 속한 장관이 제안한 모든 법안은 최고 공무원 임명을 거부할 권한을 가진 총통 대리 루돌프 헤스의 승인을 받아야만 했다.
바이마르 공화국의 사법 체계와 법률의 대부분은 정치 외의 범죄를 처리하기 위해 거의 그대로 유지되었다. 그러나 법원은 나치당이 집권한 이후 훨씬 더 많은 사형을 선고하고 집행했으며, 사소한 범죄라도 세 가지 이상의 범죄로 유죄판결을 받은 사람은 상습범으로 지정되어 무기한 투옥될 수 있었다. 성 노동자나 소매치기범과 같은 사람들은 본질적으로 범죄자이며 지역사회에 위협이 되는 존재로 법원에서 판단했으며, 수천 명이 체포되어 재판 없이 무기한 구금되었다.

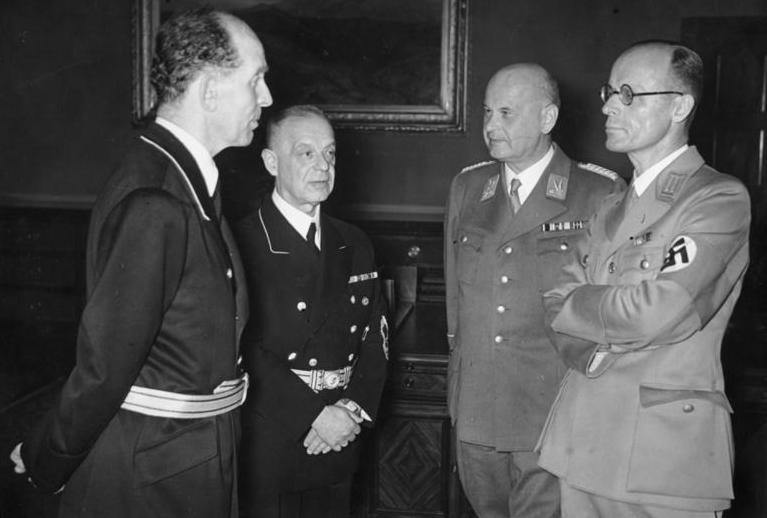
독일의 법 체계에 나치당의 이념을 강요한 4명의 법학자들의 모습, 왼쪽부터 롤란트 프라이슬러, 프란츠 슐레겔베르거, 오토 게오르크 티라크, 커트 로텐베르거이다.

새로운 유형의 법원인 인민법정(Volksgerichtshof)이 1934년 정치 범죄를 다루기 위해 설립되었다. 인민법정은 1945년 해산될 때까지 5천 건이 넘는 사형을 선고했으며, 공산주의자, 선동 전단지 인쇄를 하는 것부터 심지어는 히틀러나 다른 고위 관료들에 대한 농담을 하는 것까지 중범죄로 취급되어 사형을 선고받을 수 있었다. 게슈타포는 정치범, 유대인을 포함하는 바람직하지 않다고 판단되는 이들을 찾아내 감금하면서 나치당의 이념을 강화하기 위한 치안 유지를 담당했다. 감옥에서 풀려난 정치범들은 풀려난 즉시 게슈타포에 의해 다시 체포되어 강제 수용소에 구금되는 경우가 매우 많았다.
나치 독일은 인종 구분을 위한 법률을 정당화하기 위해 "라센샨데"(Rassenschande, 직역: '인종적 더럽힘')이라는 개념을 전파하고 선전에 사용했다. 1935년 9월, 뉘른베르크법이 제정되었으며, 처음에는 아리아인과 유대인 사이의 성관계 또는 결혼만을 금지했으나 이후에는 "롬인, 흑인, 또는 이들의 사생아"까지 이 법의 범위가 확대되었다. 또한 법률은 45세 미만의 독일 여성을 유대인 가정의 하인으로 고용하는 것을 금지했다. 〈독일국 시민권법〉은 "독일인 또는 관련 혈통"만이 독일국 시민이 될 수 있다고 명시하고 있으며, 이로 인해 법이 제정되자 유대인을 포함한 아리아인이 아닌 사람들은 독일 시민권을 박탈당했고, 나치당을 "충분히" 지지하지 않는 이들에게 시민권 부여를 거부할 수 있도록 했다. 11월에 비준된 추가 법령에서는 유대인을 3명 이상의 유대인 조부모가 있는 사람 또는 2명 이상의 유대인 조부모가 있는 유대교 신앙을 따르는 사람으로 정의했다.

## 군사와 준군사조직

### 국방군

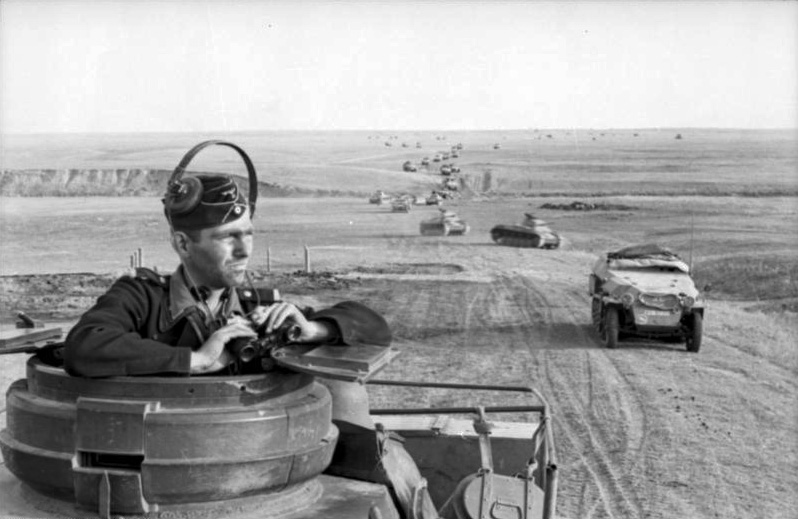
1942년 스탈린그라드 근처의 판처바페(Panzerwaffe) 소속 전차 및 기타 장갑차 행렬의 모습.

1935년부터 1945년까지 독일의 통일된 군대는 국방군(Wehrmacht)이라는 명칭으로 지칭되었으며, 이 "국방군"에는 육군(Heer), 전쟁해군(Kriegsmarine), 루프트바페(Luftwaffe)가 포함되었다. 1934년 8월 2일부터 소속 군인들은 히틀러 개인에 대해 무조건 복종에 대한 서약을 해야만 했다. 국가의 헌법과 합법적인 국가기관에 대한 충성을 요구하던 이전 서약과 달리, 이 새로운 서약은 군인들이 불법적인 명령을 받더라도 히틀러에게 무조건적으로 복종해야 함을 의미했다. 히틀러는 동유럽에서 수백만 건의 살인을 저지른 이동식 죽음의 부대 특수작전집단(Einsatzgruppen)을 용인하고 심지어 이들에게 병참 지원까지 제공하라고 명령했으며, 국방군은 민간인을 사살하거나 반대파 작전이라는 명목으로 대량 학살을 저지르면서 홀로코스트에 직접적으로 가담했다. 나치당은 유대인이 파르티잔 투쟁의 원인이므로 제거해야 한다고 주장했다. 1941년 7월 8일, 라인하르트 하이드리히는 동부 점령 영토에 있는 모든 유대인은 파르티잔으로 간주해야 하며 15세에서 45세 사이의 모든 유대인 남성을 사살하라는 명령을 내렸으며, 이후 한 달 뒤인 8월 이 사살 명령은 유대인 전체로 확대되었다.
독일을 군사적으로 준비시키려는 노력에도 불구하고 독일 경제는 장기전의 소모전을 견뎌낼 수 없었다. 따라서 "전격전"(Blitzkrieg) 전술을 기반으로 전략이 개발되었으며, 이 전략은 적의 강점과 이득을 피하면서 신속하고 조정된 공격을 사용하는 것을 기반으로 했다. 공격은 포격으로 시작하여 이후 폭격과 기총 사격이 뒤를 이었으며, 그 이후 전차가 진격하고 마지막으로 보병이 이동하며 지역을 점령했다. 1940년 중반까지 승리가 계속되었지만 영국을 항복시키지 못한 것이 전쟁의 첫 번째 주요 전환점이었으며, 이후 소비에트 연방을 공격하기로 결정하고 스탈린그라드에서 결정적인 패배를 겪고 결국 전쟁에서 패배했다. 1935년부터 1945년까지 국방군에서 복무한 군인의 총 수는 약 1,820만 명이었으며 그 중 약 530만 명이 사망했다.

### 돌격대와 슈츠슈타펠
1921년에 창설된 돌격대(Sturmabteilung), 또는 갈색 셔츠단은 나치당의 첫 번째 준군사조직으로, 처음에는 집회와 당대회에서 나치 지도자들을 보호하는 것이 주요 임무였으며, 이에 더불어 이들은 경쟁 정당과의 시가전과 유대인을 포함한 외부 세력의 사람들을 대상으로 한 폭력적인 임무도 수행했다. 에른스트 룀의 지도 하에 돌격대는 1934년까지 50만 명 이상의 구성원을 확보한 조직으로 성장했다. 예비군을 포함하면 구성원이 450만 명에 달했고, 당시 독일국의 정식 군대는 베르사유 조약에 따라 여전히 10만 명으로 제한되어 있었다.
에른스트 룀은 독일군 내의 지휘력을 바탕으로 독일군을 돌격대에 편입시키고자 시도했으며, 이에 힌덴부르크와 국방장관 베르너 폰 블롬베르크는 나치당에 돌격대의 활동을 제한하지 않으면 계엄령을 선포하겠다고 위협했다. 결국 권력을 장악한 지 1년 반도 채 되지 않아 히틀러는 룀을 포함한 돌격대 지도부를 사살하라고 명령했으며, 1934년 숙청 이후 돌격대는 더 이상 중요한 세력이 아니었다.
처음에는 돌격대의 지원을 받는 소규모 경호 부대였던 슈츠슈타펠(Schutzstaffel, 직역: '친위대')이 1934년 숙청 이후 나치 독일에서 가장 크고 강력한 조직 중 하나로 성장했다. 1929년부터 SS전국지도자(Reichsführer-SS) 하인리히 힘러가 이끈 슈츠슈타펠은 1938년까지 25만 명이 넘는 구성원을 가진 조직으로 성장했으며, 힘러는 처음에 슈츠슈타펠을 히틀러를 보호하기 위한 마지막 방어선인 정예 경비대라고 여겼다. 그러나 이후 슈츠슈타펠의 한 분파인 무장친위대(Waffen-SS)가 국방군의 뒤를 이은 두 번째 군대로 성장했으며, 이 무장친위대는 중화기와 장비 보급에 대해 정규군인 국방군에 의존했고, 국방군최고사령부(OKW)의 전술적 통제를 받았다. 친위대에 가입하기 위한 기준이었던 엄격한 선발과 인종적 요구 사항은 1942년 말부터 더 이상 요구되지 않았으며, 모집과 징집이 인원 확장에만 기반을 두었기 때문에 1943년 이후로는 무장친위대가 더 이상 정예 전투 부대라고 불릴 수 없었다.
친위대 부대는 민간인과 연합국 군인에 대해 수많은 전쟁 범죄를 저질렀다. 1935년부터 친위대는 유대인 박해를 주도했고, 유대인들을 게토와 강제수용소로 이송시켰다. 제2차 세계 대전이 발발하자 친위대 소속 특수작전집단 부대는 국방군을 따라 폴란드와 소비에트 연방으로 1941년부터 1945년까지 진군하며 130만 명의 유대인을 포함하여 200만 명 이상을 살해했으며, 특수작전집단 구성원의 3분의 1은 무장친위대에서 모집되었다. 친위대 소속의 SS해골부대(SS-Totenkopfverbände)는 강제수용소와 학살수용소를 운영했으며, 이들은 수백만 명을 더 살해했다. 최대 6만 명의 무장친위대원이 수용소에서 복무했다.
1931년 힘러는 그의 부관 하이드리히의 지휘 하에 SS전국지도자 보안국(Sicherheitsdienst)의 정보부를 조직했으며, 조직된 정보부는 공산주의자를 포함한 정치적 반대파들을 찾아내 체포하는 임무를 맡았다. 힘러는 친위대 경제 및 행정 본부의 지원 하에 평행 경제를 확립했으며, 주택 공사, 공장과 출판사 등을 본부 소유로 넘겼다.

## 경제

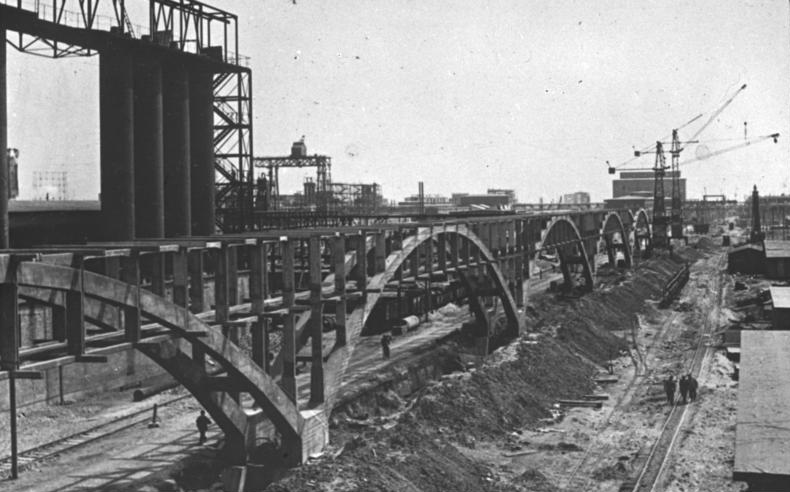
1941년 부나 바르케(Buna Werke)에 건설 중인 IG 파르벤의 합성 오일 공장. 이 공장은 아우슈비츠 강제 수용소 내부에 위치해 있었다.

나치당이 집권했을 때 직면한 가장 시급했던 경제 문제는 전체 인구의 30%에 달하는 높은 실업률이었다. 국가은행의 총재이자 경제부 장관이었던 경제학자 얄마르 샤흐트는 1933년 5월 적자인 재정을 위한 계획을 수립했다. 자본 계획은 메포 어음이라는 약속어음의 발행으로 지불되었는데, 이 어음이 국가은행에 지불되면 은행은 화폐를 인쇄했다. 히틀러와 그의 경제 보좌진들은 다가올 영토 확장이 급증하는 국가 부채를 상환할 수 있는 수단을 만들 수 있을 것이라고 생각했다. 샤흐트는 대공황 당시 그 어느 나라보다 독일의 실업률을 빠르게 감소시켰으나, 경제 회복은 지속적이지 못했고 근무 시간과 생활 필수품의 공급이 불규칙하여 1934년 초 일부 독일인들은 나치 정권에 환멸을 느꼈다.
1933년 10월 융커스 항공기 제작소가 수립되었으며, 루프트바페의 괴링의 지시에 따라 다른 항공기 제조업소와 협력하여 생산량을 급격히 증가시켰다. 이러한 변화로 독일 항공기 산업은 1932년에 연간 3,200명의 근로자가 100대의 항공기를 생산한 반면, 10년도 채 지나지 않아 25만 명의 근로자가 10,000대 이상의 발전된 항공기를 생산했다.
독일 시장에서 외국의 개입과 경쟁을 제거하고 불균형적 국제수지를 해결하기 위해 원자재와 완제품의 수입을 규제하고자 나치당은 매우 정교한 관료 조직을 만들었으며, 석유, 섬유와 같은 분야를 국내에서 장려했다. 1933년 독일 시장이 과잉 공급을 겪고 석유 가격이 낮았기 때문에 나치당은 IG 파르벤과 이익 분배 협정을 맺어 작센안할트주 로이나(Leuna)에 위치한 합성 오일 공장에 투자하여 5%의 수익을 보장받았으며, 이 금액을 초과하는 이익은 국가 소유로 넘겨졌다. 1936년부터 IG 파르벤은 이러한 협정을 맺은 것을 후회했는데, 이는 당시부터 초과 이익이 크게 발생하고 있었기 때문이었다. 적절한 전시 석유 공급을 확보하기 위한 또 다른 시도로 나치당은 루마니아를 위협하여 1939년 3월 무역 협정에 서명하게 만들었다.
적자 지출을 감수하면서 자금을 조달한 여러 공공 계획에는 대규모 아우토반 건설과 나치당 이전 정부가 시작했던 주택 및 농업 개선 계획 등이 있었다. 나치 정부는 민간 건설 산업을 자극하기 위해 민간 기업에 신용을 제공하고 주택 구매 및 수리에 보조금을 제공했다. 또한 아내가 직장을 다니지 않을 때 결혼한 부부는 최대 1,000라이히스마르크의 대출을 받을 수 있었고 상환해야 할 금액은 자녀 한 명당 25%씩 감소했으며, 이 정책에서 여성이 일하지 않아야 한다는 조건은 1937년 노동자 부족으로 제거되었다.
새로운 독일의 사회에서 자동차 소유가 널리 퍼질 것이라고 예상한 히틀러는 디자이너 페르디난트 포르셰가 대부분의 독일인이 구매할 수 있는 자동차를 KdF 바겐 조직을 통해 생산하는 계획을 세우도록 했다. 포르셰가 디자인한 프로토타입은 1939년 2월 17일 베를린 국제 모터쇼에서 전시되었다. 제2차 세계 대전의 발발 이후 자동차 산업의 공장은 군용 차량을 생산하기 위해 개조되었으며, 포르셰가 디자인한 차량은 전후 폭스바겐(Volkswagen)이라는 이름으로 판매되었다.

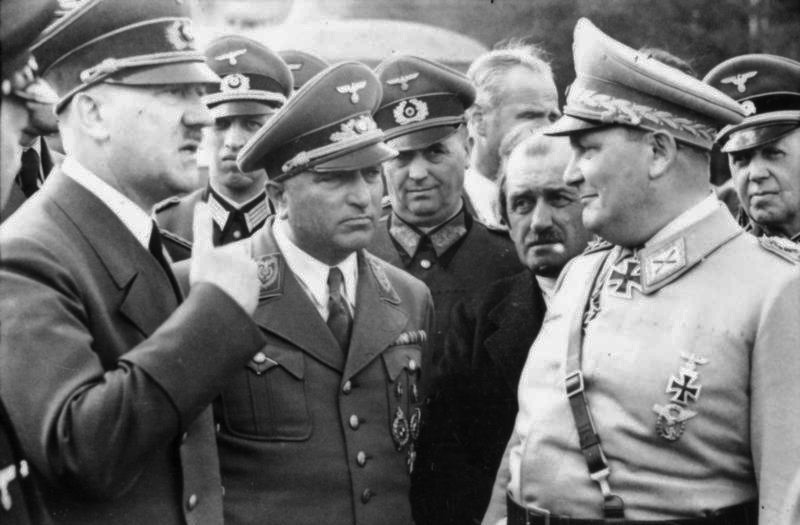
(왼쪽부터) 히틀러, 독일노동전선의 지도자 로베르트 라이, 군비 제조업사 대표 페르디난트 포르셰, 4개년 계획의 기획자 헤르만 괴링의 1942년 촬영된 사진.

나치당이 집권한 1933년 실업자는 300만 명에 달했는데, 이 수치는 1937년 100만 명 미만으로 크게 줄었으며, 이러한 수치는 부분적으로 여성의 노동력을 제외했기 때문에 발생했다. 실질 임금은 1933년과 1938년 사이에 25%가 감소했으며, 1933년 5월 노동조합이 모두 해체된 이후, 노동 지도자들은 나치당에 협력한 사람까지 모두 체포되었으며 자금은 압수되었다. 새로운 노동 조직인 독일노동전선이 수립되었으며 나치당 간부인 로베르트 라이가 이끌었다. 많은 실업자들이 독일노동전선에 의해 강제로 제복과 도구를 받고 일을 해야 했으며, 그 결과 실업자들이 거리에서 사라져 나치당이 경제 상황을 개선하고 있다는 인식을 확산시켰다. 또한 1933년 43시간이었던 주당 평균 근무 시간은 나치당 집권 이후 1937년 47시간까지 증가했다.
1934년 초 경제 정책은 재무장을 위해 바뀌기 시작했다. 1935년 군비 지출은 정부의 상품 및 서비스 구매의 73%를 차지했다. 1936년 10월 18일 히틀러는 재무장을 더 빠르게 진행하기 위한 4개년 계획의 전권대사로 헤르만 괴링을 임명했으며, 이에 괴링은 제철소, 합성 고무 공장을 포함한 많은 공장에 신속한 생산을 촉구하는 것 외에도 임금과 가격 통제, 주식 배당금 발행 제한 등을 시행했다. 적자가 점점 더 증가하고 있음에도 불구하고 재무장에 더 많은 지출이 이루어졌다. 1938년 후반에 발표된 해군 및 공군의 대규모 증원 계획은 계획상의 부대를 징집할 재정과 물질적 자원이 부족했을 뿐만 아니라 부대를 유지하기 위한 연료도 부족했기 때문에 이루어지지 못했다. 1935년 의무 병역 제도가 도입되면서 베르사유 조약의 조항에 따라 10만 명으로 제한되어 있던 독일군은 제2차 세계 대전 발발 직전 75만 명까지 증가했고 예비군은 100만 명이 더 있었다. 1939년 1월까지 실업자는 301,800명까지 줄었고 전쟁이 발발한 9월까지는 77,500명까지 크게 감소했다.

### 전시 경제와 강제 노동

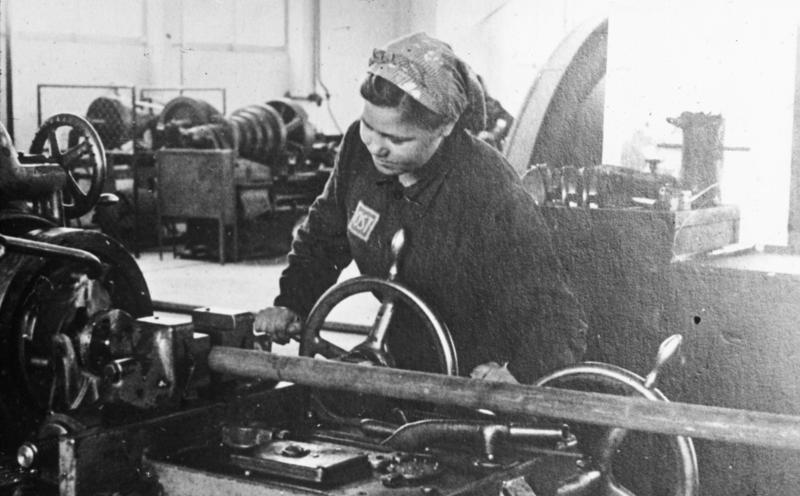
아우슈비츠의 IG 파르벤의 공장에서 일하는 "오스트아르바이터"(Ostarbeiter) 배지를 단 여성.

나치 독일의 전시 경제는 자유 시장과 중앙 계획 시장을 결합한 혼합 경제 성격을 가졌다. 역사학자 리처드 오버리는 나치 독일의 경제를 소비에트 연방의 계획 경제와 미국의 자본주의 경제 사이 어딘가에 있다고 주장한다.
1942년 군수탄약성 장관 프리츠 토트가 사망한 이후, 히틀러는 알베르트 슈페어를 후임으로 임명했다. 전시 소비재 배급으로 개인의 저축 규모가 증가했고, 이 자금은 다시 정부에 대출되어 전시 지출을 지원했다. 1944년까지 제2차 세계 대전은 독일 국내총생산의 75%에 달하는 규모의 지출을 만들어냈고, 이는 소비에트 연방의 60%, 영국의 55%에 비해 매우 큰 규모의 지출이었다. 알베르트 슈페어는 계획과 통제를 중앙집중화하고 소비재 생산을 줄이며 강제 노동과 포로들을 이용하여 생산을 개선시켰다. 전시 경제는 결국 노역자 노동의 대규모 고용에 크게 의존했으며, 나치 독일은 유럽 20개국에서 1,200만 명을 데려와 노역자로 삼아 공장과 농장에서 일하게 했다. 이 1,200만 명 중 75%는 동유럽 출신이었다. 많은 노역자들이 공습 보호를 받지 못하고 연합군의 폭격에 희생자가 되었으며, 열악한 생활 조건으로 인해 질병, 부상, 사망이 잦았고 범죄 활동도 벌어졌다. 또한 전시 경제는 대규모 자원 지원에 의존했는데, 처음에는 유대인 시민들의 재산으로, 전쟁 후반에는 점령지의 자원을 약탈함으로써 충당했다.
독일로 끌려온 외국인 노동자는 외국인 노동자, 군 수용자, 민간 노동자, 동유럽 노동자의 4가지로 분류되었다. 각 그룹은 다른 규정을 따랐으며, 모든 외국인 노동자는 나치당에 의해 성관계가 금지되었다.
1944년까지 50만 명이 남는 여성이 독일군에서 보조병으로 복무했으며, 유급 고용에 종사하는 여성의 수는 1939년에서 1944년 사이에 27만 1천 명(1.8%) 증가했다. 소비재 생산이 감소함에 따라 여성들은 민간 산업에서 떠나 전시 산업에서 일했고, 징집된 남성들이 종사하던 상점, 농장 등의 빈 일자리를 대체했다.
연합국의 매우 강력한 전략 폭격은 합성 석유와 가솔린을 생산하는 정유소와 특히 철도 중심지나 운하와 같은 운송 시스템을 표적으로 삼았다. 여러 요인으로 1944년 9월부터 독일의 군비 산업은 붕괴하기 시작했으며, 11월에는 연료와 석탄이 더 이상 목적지에 도달하지 못했고 새로운 군비 생산도 이루어지지 않았다. 리처드 오버리는 폭격으로 인해 독일의 전쟁 경제가 인력과 산업의 최대 4분의 1을 대공 지원에 투자해야 했으며 이로 인해 전쟁이 더 빠르게 끝났을 가능성이 매우 높다고 주장했다.

## 인종 정책과 우생학

### 인종주의와 반유대주의
인종주의와 반유대주의는 나치당과 나치 독일의 기본 이념 중 하나였다. 나치 독일의 인종 정책은 "우월 인종"(독일어: Herrenrasse)의 존재에 대한 믿음을 기반으로 시행되었다. 나치는 우월 인종 아리아인과 열등 인종, 그 중에서도 특히 유대인 사이에 인종 갈등이 존재하며 이 "혼혈 인종"인 유대인들이 사회에 침투하여 아리아인들을 착취하고 억압했다고 가정했다.

### 유대인 박해

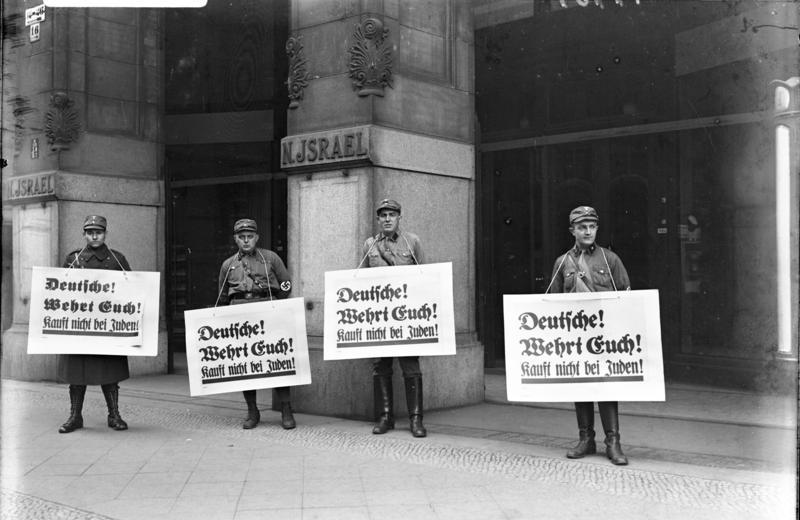
1933년 4월 유대인 기업에 대한 보이콧, 포스터에는 "독일인이여! 스스로를 보호하라! 유대인에게서 구입하지 마라!"라고 쓰여 있다.

나치당이 권력을 장악한 직후부터 유대인에 대한 탄압이 시작되었다. 돌격대가 유대인 기업과 시나고그를 한 달간 공격한 이후, 1933년 4월 1일 히틀러는 유대인 사업체에 대한 전국적인 보이콧을 시행했다. 4월 7일에 통과된 〈전문 공무원 복직을 위한 법률〉은 아리아인이 아닌 모든 공무원들을 행정계와 법조계에서 모두 은퇴하도록 강요했으며, 이후 이와 유사한 법률이 유대인 전문가들의 실무권을 박탈하고 4월 11일에는 유대인 부모나 유대인 조부모가 가족 중 한 명이라도 있다면 비아리아인으로 간주된다는 법률이 공포되었다. 독일의 문화에서 유대인의 영향력을 제거하려는 시도의 일환으로, 국가사회주의 독일 학생동맹 회원들은 독일적이지 않는다고 생각되는 모든 책을 도서관에서 제거했고, 5월 10일 독일 전역에서 도서 소각이 이루어졌다.
나치 정권은 폭력과 경제적 압박을 모두 사용하여 유대인들이 자발적으로 독일을 떠나도록 억압했다. 유대인 사업체는 시장에 관여하고 광고하는 것과 정부와의 계약하는 것 등이 금지되었으며, 유대인 시민들은 괴롭힘을 당하고 폭력적인 공격을 받았다. 많은 마을에서 유대인의 출입을 금지하는 표지판을 세웠다.
1938년 11월 7일, 유대인 청년 허스켈 그린스판이 독일 내에서 자신의 가족들이 받는 대우에 항의하기 위해서 파리 주재 독일 대사관 공사 비서인 에른스트 폼 라트를 총으로 쏴 죽였다. 이 사건을 계기로 나치당은 이틀 뒤 유대인을 상대로 포그롬을 선동했으며, 돌격대는 독일 전역의 시나고그와 유대인 소유 재산을 손상시키거나 파괴했다. 나중에 수정의 밤(Kristallnacht)이라는 명칭으로 알려진 이 학살로 최소 91명의 유대인이 사망했다. 그 후 몇 달 동안 유대인들은 사업을 소유하거나 소매점에서 일하는 것, 자동차 운전, 영화관과 도서관에 방문하는 것, 무기를 소유하는 것 등이 금지되었으며, 유대인 학생들은 학교에서 퇴학당했다. 유대인 커뮤니티는 수정의 밤을 일으킨 피해를 보상하기 위해 10억 마르크의 벌금을 물었고 모든 보험 합의금은 몰수되었다. 1939년까지 독일의 43만 7천 명의 유대인들 중 25만 명이 미국, 아르헨티나, 영국, 팔레스타인 등 여러 국가로 이주했으며, 나머지의 많은 사람들은 유럽 대륙에 머물기로 결정했다. 팔레스타인으로 이주한 유대인들은 하바라 협정에 따라 재산을 가지고 갈 수 있었지만, 다른 곳으로 이주한 유대인들은 사실상 독일에서의 재산을 모두 남겨두고 가야만 했으며 이 남은 재산은 정부가 압수했다.

### 롬인 박해
유대인들과 마찬가지로 롬인들은 나치 정권 초기부터 박해를 받았다. 롬인들은 독일계 시민과 결혼하는 것이 금지되었으며, 1935년부터 강제 수용소로 이송되고 많은 사람들이 살해되었다. 폴란드 침공 이후 2,500명의 롬인과 신티인이 총독부로 추방되어 강제 수용소에 수감되었으며, 이 수감자들은 대부분 베우제츠, 소비보르, 트레블링카 강제 수용소에서 살해된 것으로 추정된다. 1941년 후반 5,000명의 신티인과 오스트리아 랄레인이 우치 게토로 추방되었고, 그 곳에서 절반이 사망한 것으로 추정된다. 게토의 롬인 생존자들은 1942년 헤움노 강제 수용소로 이송되었다.
나치는 독일에서 모든 롬인들을 추방할 의도를 가지고 있었고, 이를 위해 롬인들을 "집시 수용소"(Zigeunerlager)에 수용시켰다. 1942년 12월 힘러는 롬인들에 대한 몇 가지 예외를 제외한 추방령을 내렸으며, 총 2만 3천 명의 롬인들이 아우슈비츠 강제 수용소로 추방되었고 그 중 1만 9천 명이 사망했다. 독일 국경 밖에서 롬인들은 정기적으로 강제 노동에 동원되었지만 대부분 살해되었다. 발트 3국과 소련에서 약 3만 여 명의 롬인들이 친위대, 국방군, 특수작전집단에게 살해되었으며, 독일군이 점령한 세르비아의 1,000명~12,000명, 크로아티아 독립국의 2만 5천 명의 롬인들은 모두 살해되었다. 전쟁이 끝날 당시 추산된 자료에 따르면 살해된 롬인은 약 22만 명으로 이는 유럽의 롬인 인구의 25%에 해당했다.

### 그 외 박해

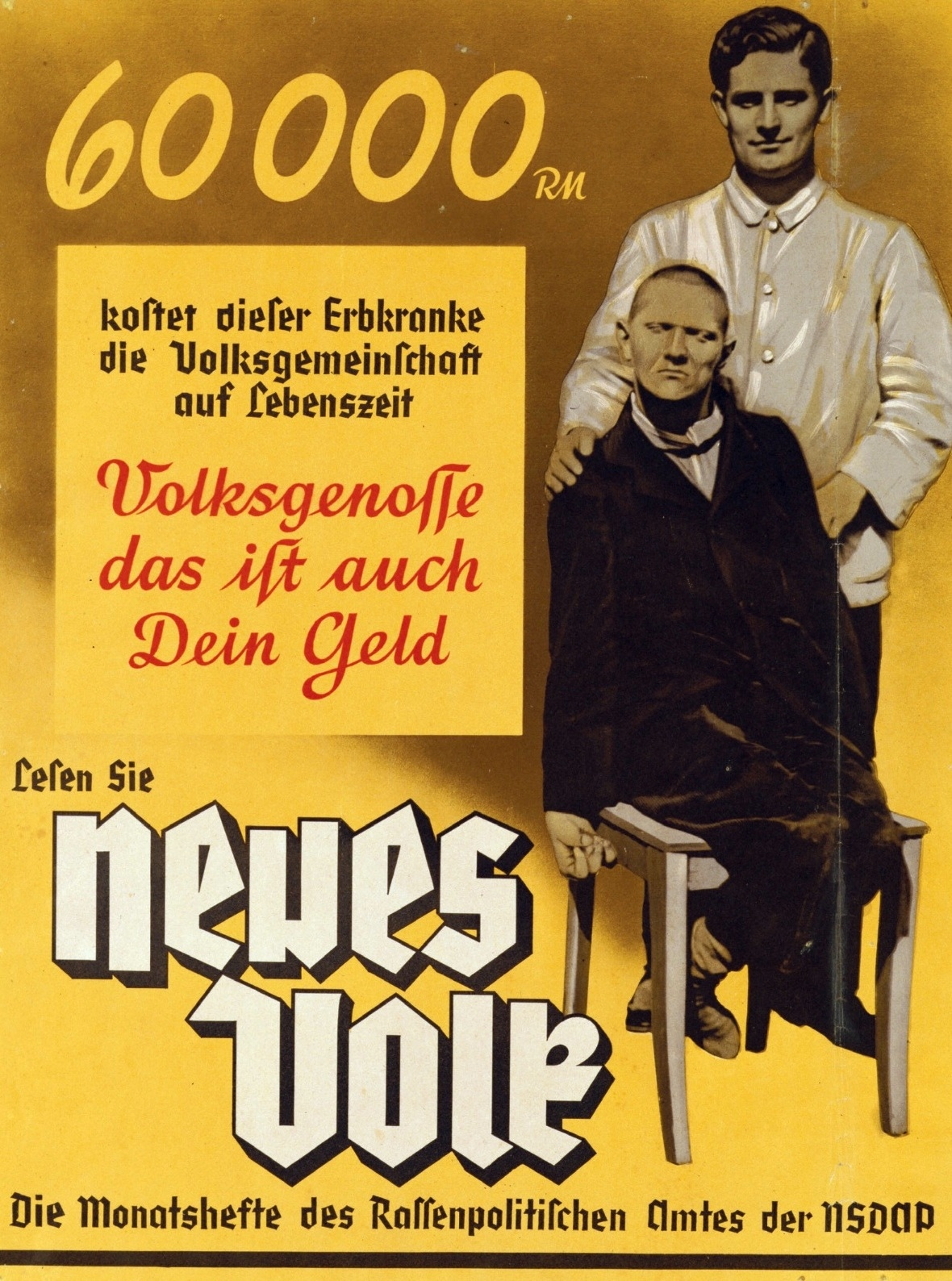
나치당 인종 정책 사무소의 포스터에 "60,000라이히스마르크는 유전적 질병을 앓고 있는 이 사람이 지역 사회에 지불해야 할 돈입니다. 시민 여러분, 이제 그것은 여러분의 돈입니다."라고 쓰여 있다.

T4 작전(Aktion T4)은 1939년부터 1941년까지, 그리고 전쟁이 끝나기 직전까지 지속된 신체적, 정신적 장애를 가진 사람들과 정신병원 환자들을 체계적으로 살해하는 계획이었다. 처음에는 특수작전집단과 그 일행이 장애를 가진 사람들을 총살했으며, 일산화 탄소를 이용하는 가스바겐과 가스실은 1940년 초부터 사용되었다. 1933년 7월 14일에 제정된 〈유전병 자손 예방법〉에 따라 40만 명 이상의 사람이 강제 불임화 수술을 받아야 했다. 나치가 장애를 가진 사람으로 분류한 사람의 절반은 정신적인 결함을 가진다고 간주되었는데, 여기서 결함은 지능 검사에서 낮은 점수를 받은 사람들뿐만 아니라 검소함, 청결, 성적인 행동에 관한 기준에서 벗어난 사람도 포함되었으며, 장애를 가진 사람으로 분류된 사람들은 대부분 매춘, 범죄와 관련이 있거나 가난하거나 노숙하는 사람들에서 나왔다. 박해받고 살해된 다른 집단에는 여호와의 증인, 동성애자, 사회부적응자, 정치 및 종교적 반대 세력 등이 있었다.

### 게네랄플란 오스트
독일의 동부에서의 전쟁은 유대인이 독일인들의 가장 큰 적이며 독일의 확장을 위해서는 레벤스라움이 필요하다는 히틀러의 주장에 기반했으며, 그는 동유럽에 주목하여 폴란드와 소비에트 연방을 정복하고자 했다. 히틀러는 러시아인들과 슬라브인 전체가 인종적으로 열등하다는 것을 믿었기 때문에 독일이 러시아를 공격하는 것은 불가피한 것이라고 생각했다. 1939년 폴란드 점령 이후 총독부 내의 모든 유대인들은 게토로 이송되었고, 신체적으로 건강한 사람들은 강제 노동을 해야만 했다. 1941년 히틀러는 폴란드라는 국가 자체를 완전히 파괴하기로 결정했으며, 15~20년 뒤까지 총독부는 모든 폴란드인들을 몰아내고 폴란드 영토에 독일인들을 정착시길 계획을 구상했다. 약 380만~400만 명의 폴란드인들이 강제 노동에 동원되었고 이 수치는 나치가 점령한 모든 영토에서 동원한 강제 노역자 1,400만 명 중 약 25%를 차지했다.
누구를 살해해야 할지 결정하기 위해 하인리히 힘러는 독일 혈통을 구분할 수 있도록 하는 기관인 독일인 명단(Deutsche Volksliste)를 수립했다. 힘러는 민족적으로 독일인으로 구분되기를 원치 않는 독일계 후손들을 강제 수용소로 추방하거나 자녀를 데려가거나 강제 노동을 시키라고 명령했으며, 또한 이 계획에서는 독일계로 추정되는 아리아-노르드 인종의 특성을 가진 어린이들을 납치하는 것도 포함되었다. 계획은 소비에트 연방을 완전히 정복한 이후 게네랄플란 오스트를 시행하는 것이었으나, 완전한 정복이 실패하자 히틀러는 다른 방법을 고려해야 했다. 고려된 방법 중 하나는 유대인들을 폴란드, 또는 팔레스타인, 또는 마다가스카르로 강제 이송하는 것이었다.
이에 더불어 나치는 굶주림 계획이라는 작전을 통해 기근을 인위적으로 만들어내 점령한 영토의 인구를 3천만 명 이하로 줄이려고 시도했다. 기근을 만들어내기 위해 점령지의 식량은 독일군이나 독일 민간인에게로 이송되었으며, 도시는 파괴되어 독일 시민들이 정착하여 식민화할 수 있었다. 굶주림 계획과 게네랄플란 오스트로 인해 소비에트 연방에서만 8천만 명이 넘는 사람들이 기아에 시달렸던 것으로 추정되며, 이렇게 부분적으로 실행된 계획들로 인해 소비에트 연방 전역과 유럽의 다른 지역들에서 약 1,930만 명의 민간인들과 전쟁 포로가 학살당했다. 전쟁 동안 소비에트 연방에서 약 2,700만 명의 사람이 사망했는데, 이 중 전투로 인한 사망자는 900만 명에 미치지 못했다. 소비에트 연방의 인구 중 4분의 1이 사망하거나 부상을 입었다.

### 홀로코스트와 최종 해결책

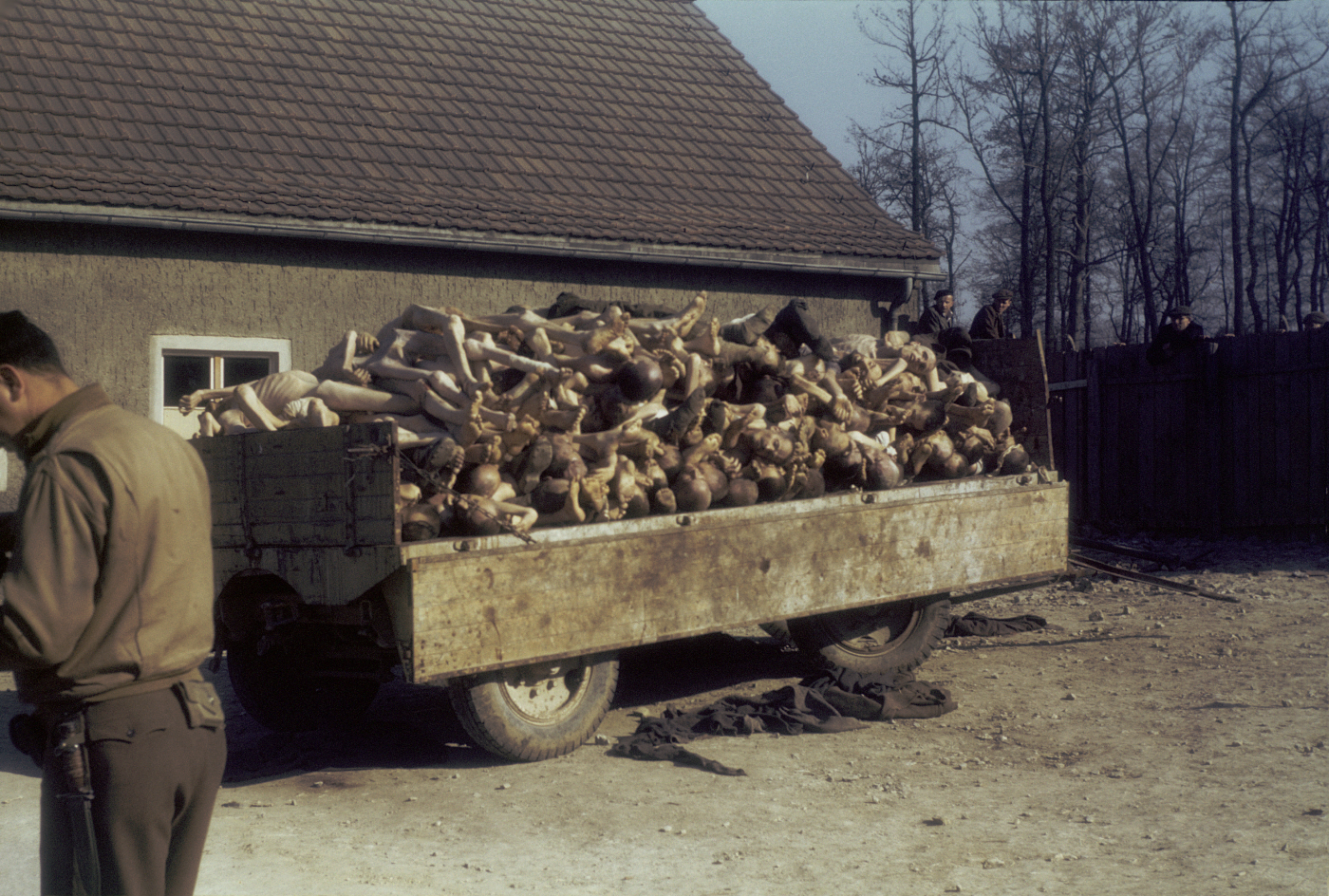
1945년 미군이 해방한 부헨발트 강제 수용소의 화장터 앞에 시체가 가득 쌓인 마차의 모습.

1941년 12월 모스크바 공세가 실패했을 무렵, 히틀러는 유대인을 즉시 근절하기로 결정했다. 폴란드와 소비에트 연방에서의 민간인 살해가 계속 이루어지는 동안, 1,100만 명에 달하는 유럽 유대인 인구를 근절하려는 계획이 1942년 1월 20일 반제 회담에서 공식화되었다. 일부 유대인은 강제 노역 도중 사망했고, 생존한 나머지는 최종 해결책이 시행되며 모두 살해당했다. 처음에 희생자들은 특수작전집단의 총살부대에 의해 살해되었고, 이후 가스실이나 가스바겐에서 살해되었으나, 이러한 방법들은 대규모의 학살에는 적합하지 않다는 것이 증명되었다. 1942년까지 아우슈비츠, 헤움노, 소비보르, 트레블링카 등 여러 수용소에서 학살을 위한 가스실이 설치되었고, 이렇게 살해된 총 유대인의 수가 550만~600만 명으로 추산되며 이 중에는 100만 명의 어린이가 포함되었다.
연합국은 주로 폴란드 지하국가로부터 보고받은 폴란드 망명정부나 바르샤바에 거주하던 지도자들이 정보를 전달하면서 학살에 대해 알게 되었으며, 독일 시민들은 점령지에서 돌아온 군인들이 행한 것과 본 것에 대한 내용이 전해지면서 무슨 일이 일어나고 있는지 알게 되었다. 역사학자 리처드 J. 에반스는 대부분의 독일 시민들이 집단 학살에 반대했다고 주장한다.

### 폴란드계 인종 박해
나치는 폴란드인들을 비아리아인으로 여겼고, 나치 독일의 폴란드 점령 기간 동안 270만 명의 폴란드계 인종 사람들이 목숨을 잃었다. 폴란드 민간인들은 독일 산업에서 강제 노역을 해야 했고 수용소에 갇혔으며 독일인의 폴란드 정착을 위해 추방되었고 대량 처형을 당했다. 나치 독일은 폴란드의 국가 정체성과 문화를 파괴하기 위한 체계적인 계획을 시행했으며, AB 작전(AB-Aktion) 동안 많은 폴란드의 지식인들과 교수들이 체포되어 강제 수용소로 이송되거나 처형되었다. 전쟁 중 폴란드는 의사의 약 39~45%, 변호사의 26~57%, 교사의 15~30%, 과학자와 대학 교수의 30~40%, 성직자의 18~28%를 잃은 것으로 추정된다.

### 소비에트 연방의 포로 학대

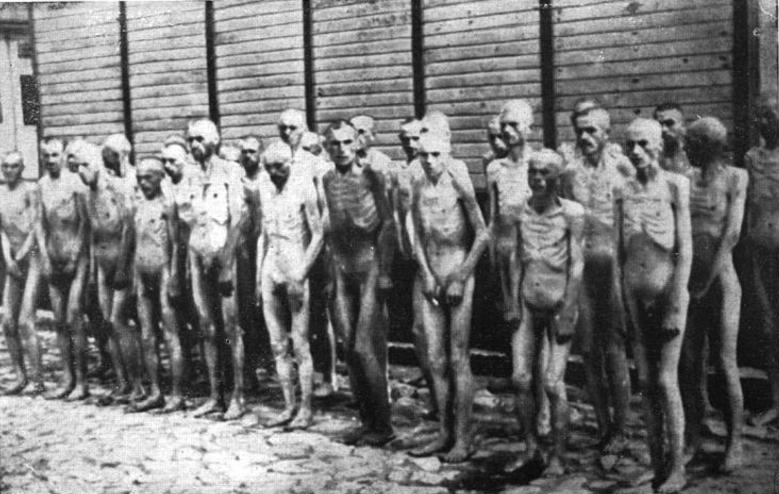
마우트하우젠 강제 수용소의 소비에트 연방 전쟁 포로.

나치는 약 575만 명의 소비에트 연방 전쟁 포로를 사로잡았으며, 이는 나머지 연합국의 모든 포로의 수를 합친 것보다 많았다. 포로로 잡은 이들 중 330만 명을 죽였으며 이 중 대부분인 280만 명은 1941년 6월에서 1942년 1월 사이에 죽임을 당했다. 많은 포로들은 아우슈비츠의 야외 수용소에 갇혀 있는 동안 굶어 죽거나 식인을 시도했다.
1942년부터 소비에트 연방의 포로들은 강제 노동의 근간으로 여겨졌고, 일할 수 있도록 처우가 약간 개선되었다. 1944년 12월까지 75만 명의 포로가 헤이그 협약과 제네바 협약을 위반하고 독일의 군수 공장, 광산, 농장 등에서 강제 노동을 했다.

## 사회

### 교육

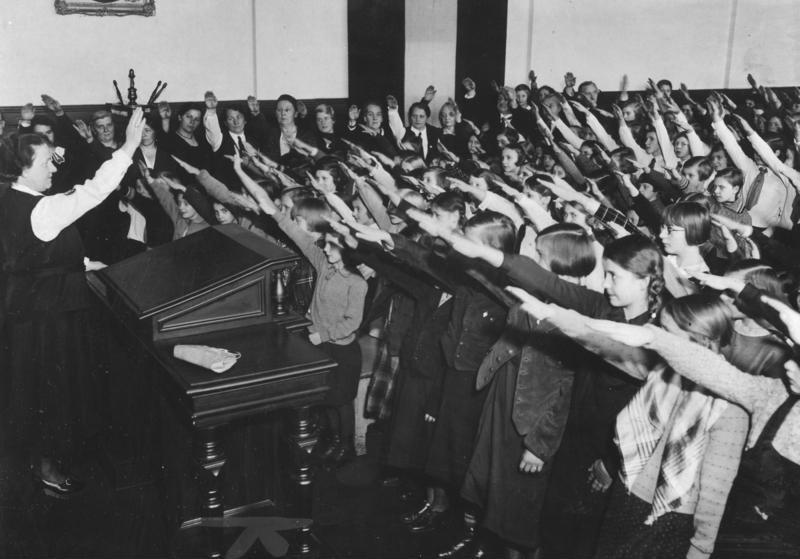
1934년 독일 학교에서 나치식 경례를 하고 있는 학생들의 모습.

1933년 통과된 반유대주의 법안으로 인해 모든 유대인 교사, 교수 공무원이 교육 체계에서 제외되었다. 또한 대부분의 교사들은 국가사회주의 교사동맹(Nationalsozialistischer Lehrerbund)에 가입해야 했고 대학 교수들은 국가사회주의 독일 교수동맹(Nationalsozialistischer Deutscher Dozentenbund)에 속해야 했다. 교사들은 히틀러에게 충성과 복종의 서약을 해야 했고, 나치당의 이상에 충분히 부합하지 않는 사람들은 학생이나 동료 교사에게 신고되어 해고되는 경우가 많았다. 급여 지급을 위한 예산이 부족해 많은 사람들이 교사를 그만두었으며, 이로 인한 교사 부족으로 인해 평균 학급 규모가 1927년 37명에서 1938년 43명으로 증가했다.
내무부 장관 빌헬름 프리크, 제국 과학, 교육 및 문화부 장관 베른하르트 루스트, 그리고 그 외 기관들은 초등학교와 중학교에서 사용할 수업 내용과 교과서에 관해 빈번하고 모순되는 지시를 내렸다. 나치 정권에 받아들여지지 않은 책은 학교 도서관에서 제거되었으며, 나치당 이념에 대한 세뇌는 1934년 1월 의무화되었다. 미래의 당 엘리트 구성원으로 선발된 학생들은 12세부터 초등 교육을 위한 아돌프 히틀러 학교에서 세뇌를 받았고, 중등 교육을 위한 국가 정치 교육 기관에서 교육받았다. 미래의 군 사령부 엘리트로 선발된 학생들은 오더 캐슬에서 세뇌를 받았다.
초등과 중등 교육은 인종 생물학, 인구 정책, 문화, 지리, 체력에 초점을 맞추었다. 생물학, 지리학, 심지어는 수학을 포함한 대부분의 과목의 목표는 인종에 집중하도록 변경되었으며, 체육에서는 군사 교육이 중심 구성 요소가 되었고, 물리학에서는 탄도학, 공기 역학과 같은 군사적 적용이 있는 분야를 지향했다. 또한 모든 학생들은 대중계몽선전국가부의 교육 부서가 준비한 모든 영화를 시청해야 했다.
대학에서 최고 직책의 임명은 교육부, 대학 위원회, 국가사회주의 독일 학생동맹 간의 권력 투쟁으로 이루어졌다. 동맹과 다양한 정부 부처의 압력에도 불구하고 대부분의 대학 교수들은 나치 시대에 강의나 교과 과정을 변경하지 않았으며, 이는 특히 가톨릭 인구 비율이 높은 지역에서 더욱 그러했다. 독일의 대학 등록생 수는 1931년 104,000명에서 1939년 41,000명으로 감소했지만, 유대인 의사들이 직업을 떠나야 했기 때문에 빈자리를 채우기 위해 의과대학 졸업생들은 좋은 취업 전망을 가졌고, 이에 의과대학 등록생은 급격히 증가했다. 1934년부터 대학생들은 돌격대가 운영하는 빈번하고 많은 시간을 투자해야 하는 군사 훈련에 참여해야 했다. 대학교 1학년 학생들은 제국 노동 서비스의 노동 수용소에서 6개월 간 복무해야 했으며, 2학년 학생들은 추가로 10주 간의 복무 기간을 거쳐야 했다.

### 여성과 가족의 역할
여성은 나치 독일 사회 정책의 초석이었다. 나치는 페미니즘 운동이 유대인이 창조한 개념이라고 주장하고 이에 반대했으며, 독일에서 "여성의 세상은 남편, 가족, 자녀, 집"이라는 것을 인식하도록 가부장적 사회를 옹호했다. 페미니스트 집단은 폐쇄되거나, 모성애와 가사 활동을 장려하기 위한 국가사회주의 여성동맹에 통합되었다. 육아, 재봉, 요리에 대한 교육이 제공되었으며, 저명한 페미니스트들인 아니타 아우그스푸르크, 리다 헤이만, 헬레네 슈퇴커 등은 나치에 의해 독일을 떠나 망명 생활을 해야 했다고 주장했다. 또한 여성동맹은 나치당이 유일하게 용인한 여성 잡지인 국가사회주의 여성 모니터(NS-Frauen-Warte)를 발행했으며, 약간의 선전을 위한 내용이 포함되었지만 다른 내용은 일반 여성 잡지와 비슷했다.
나치당은 여성들은 직장을 그만두도록 유도했고, 인종적으로 적합한 여성들이 많은 자녀를 가져 대가정을 만들도록 선전했다. 여성들은 4명 이상의 자녀를 가지면 독일 모친 명예 십자가(Ehrenkreuz der Deutschen Mutter)에서 청동을, 6명 이상은 은을, 8명 이상은 금상을 받았다. 대가족은 지출의 일부를 정부로부터 지원받았으며, 이러한 조치로 출산율 자체는 증가했지만 1935년과 1940년 사이에 4명 이상의 자녀를 가진 가정의 수는 5% 감소했다. 여성을 직장에서 제외하려는 노력은 남성의 일자리를 확보하려는 것이 아니었으며, 이는 여성들이 주로 가사도우미, 직조공, 음식과 음료 산업에 종사했고 이 분야의 직업들에서 남성들이 일하는 것은 매우 드물었기 때문이다. 나치당의 교리는 많은 수의 여성이 군수공장에서 일하는 것을 금지했기 때문에 점령된 영토에서 많은 외국인 노동자들을 데려와서 강제 노역을 시켜야 했다. 1943년 1월 히틀러는 50세 미만의 모든 여성들이 전쟁을 돕기 위한 업무에 배정하도록 명령하는 법안을 승인했으며, 이로 인해 여성들은 농업과 산업 분야에서 집중적으로 고용되었고 1944년까지 1,490만 명의 여성이 군수산업에서 종사했다.
나치당 지도자들은 합리적이고 이론적인 것을 다루는 분야가 여성의 본성과 맞지 않는다고 주장했고, 이에 따라 여성의 고등 교육 기회를 제한하려고 시도했다. 1933년 4월 통과된 법률은 대학에 입학하는 여성의 수를 입학하는 남성의 10% 미만으로 고정했다. 이로 인해 중학교에 등록한 여성의 수는 1926년 43만 7천 명에서 1937년 20만 5천 명으로 감소했으며, 전문대학에 등록한 여성의 수는 1933년 12만 8천 명에서 1938년 5만 1천 명까지 감소했다. 그러나 전쟁 말 대부분의 남성들이 군에 징집되면서 전문대학 등록생의 절반은 여성이 되었다.

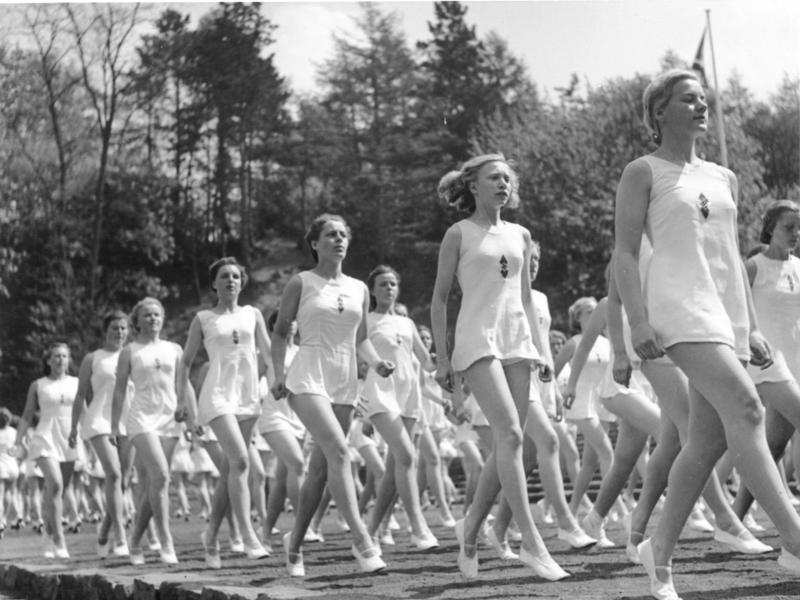
1941년 체조를 연습하는 독일 소녀동맹의 젊은 여성들의 모습.

또한 나치당은 여성들이 강하고 건강하며 활력이 넘칠 것을 요구했다. 땅을 일구고 강한 아이를 낳는 튼튼한 여성이 이상적으로 비춰졌으며, 운동 능력이 뛰어나고 야외에서 일해 검게 그을린 여성들이 높은 평가를 받았다. 나치당의 가치를 주입하기 위한 히틀러 청소년단이 수립되었으며, 1939년 3월 25일부터 10세 이상의 모든 어린이는 청소년단에 가입해야 했다. 소녀연합회(Jungmädelbund)는 10~14세 여성을 대상으로, 체육에 집중한 독일 소녀동맹(Bund Deutscher Mädel)은 14~18세 여성들을 대상으로 했다.
나치 정권은 성적으로 자유로운 행동을 장려했고 혼전 임신에 동정적이었다. 전쟁이 발발하고 성적으로 난잡해졌고, 미혼 군인들은 종종 여러 여성들과 친밀한 관계를 가졌으며, 한편 군인들의 아내는 혼외 관계에 휘말렸다. 종종 외국 노동자들의 성관계가 장려되었는데, 이는 더 많은 노동력을 착취하기 위해서였다. 반면 독일 여성들에게는 외국 노동자들과의 성관계를 피하라고 권고했다.
히틀러의 승인을 받아 힘러는 나치 정권의 새로운 사회가 사생아의 출산, 특히 인종적 순수성을 위해 심사를 거친 슈츠슈타펠 구성원이 가진 사생아들의 오명을 제거해기 위해 노력했다. 그의 희망은 슈츠슈타펠 구성원이 모두 4~6명의 아이를 갖게 하는 것이었으며, 힘러가 설립한 레벤스보른(Lebensborn) 기구는 임신 중인 미혼모를 수용하기 위해 산부인과 병원을 만들었다. 레벤스보른은 두 부모의 인종적 순수성을 검증한 뒤에 아이를 수용했으며, 태어난 아이들은 종종 슈츠슈타펠 구성원의 가정에 입양되기도 했다. 레벤스보른이 마련한 병원은 슈츠슈타펠과 나치당원의 아내에게도 개방되었으며, 그 결과 수용 인원 중 절반은 슈츠슈타펠과 나치당원 가정이 차지했다.
의학적 이유를 제외한 낙태를 금지하는 기존 법률은 나치 정권에 의해 엄격하게 시행되었다. 낙태 수는 1930년대 초 연간 3만 5천 건에서, 1930년대 말 연간 2천 건 미만으로 감소했지만, 1935년에는 우생학적 이유로 낙태를 허용하는 법률이 추가로 통과되었다.

### 의료

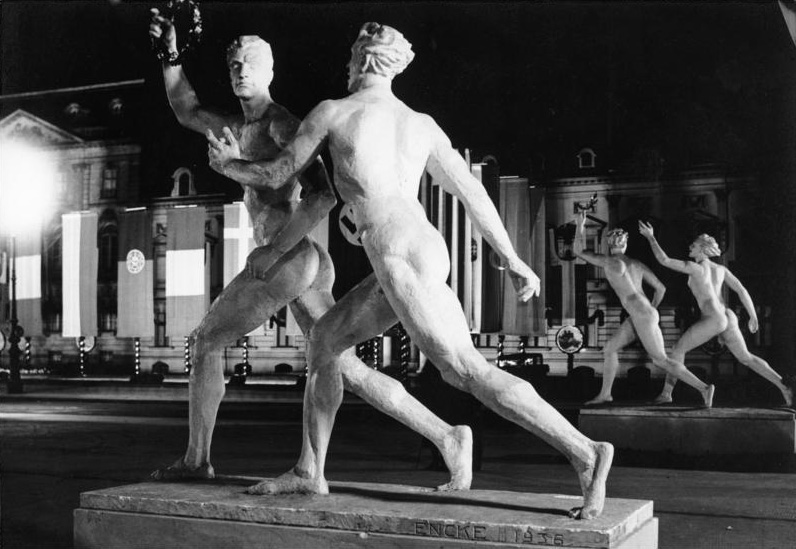
1936년 하계 올림픽을 준비하기 위해 베를린에 세워진 이상적인 신체를 표현하는 조각상.

1939년 프란츠 H. 뮐러의 선구적인 연구에서 담배와 폐암 사이의 인과 관계가 입증되었으며, 이에 따라 나치당은 강력한 반담배 운동을 전개했다. 독일국 보건국은 강의와 팜플렛을 제작하는 등 여러 방법으로 흡연을 방지하기 위한 조치가 진행되었으며, 많은 직장, 기차, 군대의 군인 사이에서 흡연이 금지되었다. 또한 나치 독일은 석면과 살충제을 포함한 다양한 발암 물질을 통제하기 위해 노력했으며, 대중 건강 캠페인의 일환으로 물 공급을 점검하고, 소비자 제품에서 납과 수은을 제거했으며, 여성에게 유방암 정기 검진을 받도록 촉구했다.
정부에서 보장하는 건강 보험 플랜이 있었지만, 1933년부터는 유대인의 보험 적용이 제외되었으며 유대인 의사는 보험 플랜에 의한 환자를 치료하는 것이 금지되었다. 1937년에 독일 내 유대인 의사들은 유대인이 아닌 환자를 치료하는 것이 금지되었으며 1938년부터는 의료 행위의 권리 자체가 박탈되었다.
대부분이 유사과학의 특징을 가진 여러 의학 실험들이 1941년부터 강제 수용소 수감자들을 대상으로 실행되었다. 이러한 의학 실험을 실행한 가장 악명 높은 사람은 아우슈비츠 강제 수용소의 담당의사 SS-최고돌격대지도자 요제프 멩겔레였으며, 그의 의학 실험에 동원된 사람들 대부분이 사망했다. 제약 회사에서는 강제 수용소 수감자들을 약물 테스트를 포함한 다양한 실험을 위해 비용을 지불하고 이용할 수 있었다.

### 환경
나치 사회에는 동물의 권리 보장을 주장하는 사람들이 있었고 많은 독일인들이 동물원과 야생 동물을 좋아했다. 정부는 동물과 환경의 보호를 위해 여러 가지 방법을 모색하고 실행했는데, 그 중 대표적으로 1933년 나치가 제정한 의학 연구에 사용되는 동물을 강력하게 규제하는 동물보호법을 제정했다. 그러나 이 법은 그리 엄격하게 시행되지 못했으며, 법적으로 동물의 해부가 금지되었음에도 불구하고 정부는 이와 관련된 동물 실험을 허가했다.
괴링의 지휘 하에 있는 국가임업청(Reichsforstamt)은 야생 동물의 서식지 확보를 위해 독일 내 임업인들에게 다양한 종류의 나무를 심도록 요구하는 규정을 시행했고, 이는 1933년 동물보호법의 제정에도 영향을 주었다. 나치 정권은 1935년 〈국가 자연보호법〉을 제정하여 과도한 경제 개발로부터 자연을 보호하려고 시도했으며, 이 법은 개인 소유 토지에 영향을 미치는 것을 허용했고 이는 장기적인 환경 보호 계획에 큰 도움이 되었다. 전쟁 전에 대기 오염을 억제하기 위한 형식적인 조치가 시행되었지만, 전쟁이 발발한 이후에는 그마저도 이루어지지 않았다.

### 종교
1933년 나치당이 집권했을 때, 독일 인구의 약 67%가 개신교도였고 약 33%가 로마 가톨릭교도, 1% 미만만이 유대교도였으며, 오스트리아 합병 이후 실시한 1939년 인구조사에서 인구의 54%가 자신을 개신교도로, 40%가 로마 가톨릭교도로, 3.5%가 고트글레우비게(Gottgläubige)로, 1.5%만이 무신론을 믿는다고 생각했다. 나치 독일은 기독교의 상징을 광범위하게 사용했고, 게르만족을 기독교화한 프랑크 제국 황제 카롤루스 대제의 탄생 1200주년을 기념하는 등 다양한 기독교적 행사를 진행했다. 나치당의 선전은 히틀러를 그리스도와 같은 메시아라고 주장했으며, "기독교적 구원의 인물"이나 "세상을 적그리스도로부터 해방시킬 인물"와 같은 명칭을 사용했다.
글라이히샬퉁(Gleichschaltung) 과정에 따라 히틀러는 기존 독일의 28개 국가 개신교회를 연합하여 독일 복음교회(Deutsche Evangelische Kirche)를 형성하려고 시도했다. 이에 따라 친나치 신학자 루트비히 뮐러가 독일국의 주교로 임명되었으며 친나치 압력 단체 게르만 기독교인(Deutsche Christen)이 새로운 교회를 장악했고, 이들은 유대인의 기원 때문에 구약성경에 반대하고 개종한 유대인들이 교회에서 추방되어야 한다고 주장했다. 이에 목사 마르틴 니묄러는 나치 정권에 반대하는 일부 성직자들과 함께 고백교회(Bekennende Kirche)를 설립했는데, 1935년 이 고백교회의 시노드가 나치의 정책에 항의했을 때 700명이 투옥되었다. 루트비히 뮐러가 사임한 이후, 히틀러는 한스 케를을 교회사무 장관으로 임명하여 교회를 통제하기 위한 노력을 지속했다. 이후 1936년 고백교회의 사절이 다시 히틀러에게 종교 박해와 인권 침해에 항의했으며, 이로 인해 추가로 수백 명의 목사들이 체포되었다. 이렇게 교회는 계속해서 저항했고 결국 1937년 초 히틀러는 개신교회를 통합하려는 희망을 포기했다. 그러나 통합을 포기했음에도 불구하고 교회에 대한 통제는 지속되었으며, 고백교회를 설립한 니묄러는 1937년 7월 1일 체포되어 작센하우젠과 다하우의 강제 수용소에서 남은 7년 간을 보냈으며, 신학교는 폐쇄되었고 지속적으로 항의하는 개신교회의 목사와 신학자들도 체포되었다.

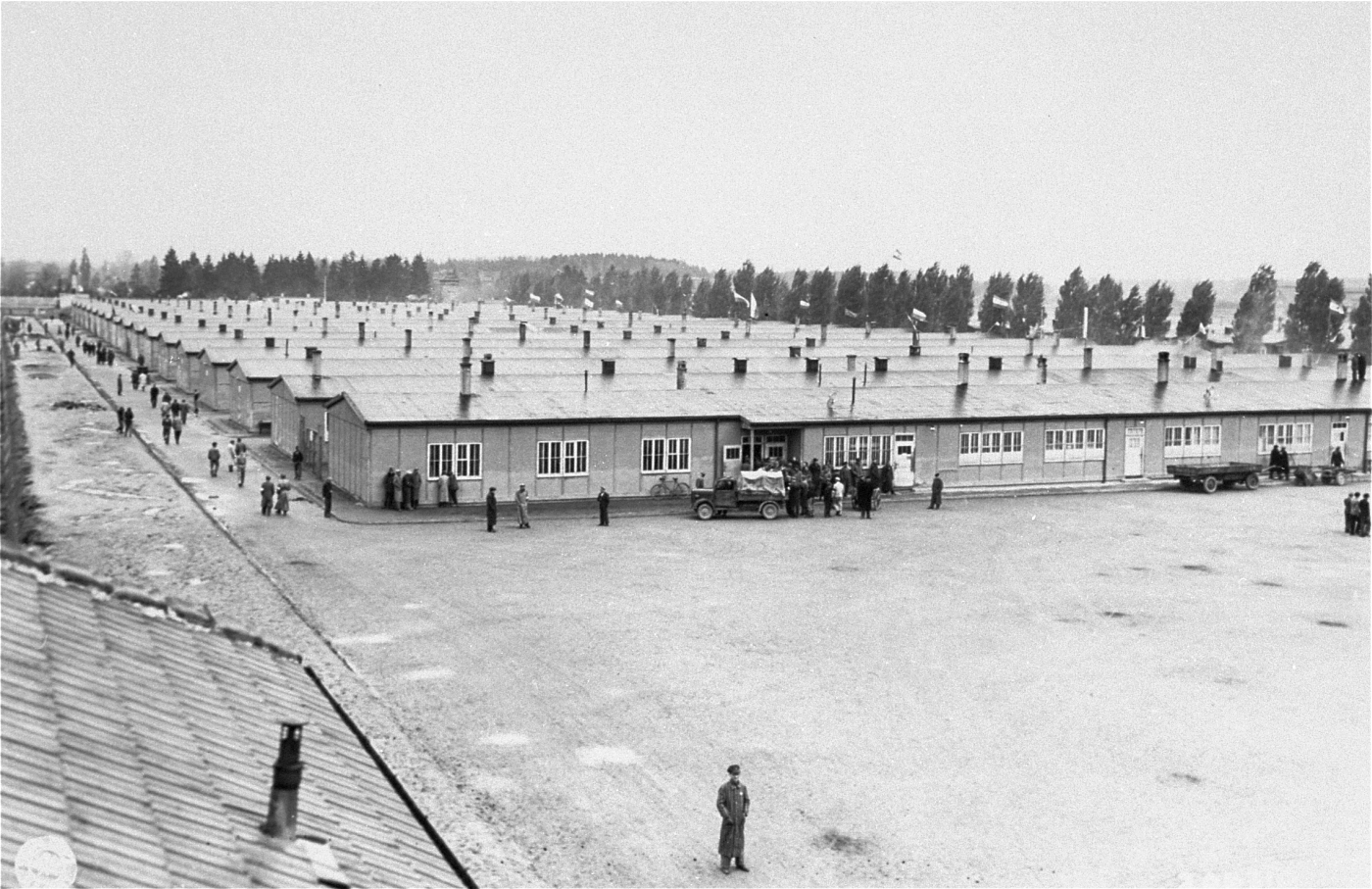
나치 정권에 반대하는 성직자들을 수용하기 위해 설치된 성직자 전담 막사를 건설한 다하우 강제 수용소의 모습.

독일에서 로마 가톨릭교회에 대한 박해는 나치 집권 이후 지속적으로 시도되었다. 히틀러는 집권하는 동시에 정치적 가톨릭교의 움직임을 신속히 근절하기 위해 노력했고, 가톨릭의 영향을 받은 바이에른 인민당과 중앙당의 당 지도부를 몰아냈으며, 이 당들은 다른 당들처럼 1933년 7월까지 모두 해산되었다. 독일 내에서 가톨릭 교회에 대한 지속적인 박해가 이어지던 1933년 독일과 교황령 간의 라이히스콩코르다트(Reichskonkordat, 직역: '국가 종교 협약')가 체결되었으며, 이 협약은 나치 정권이 가톨릭 기관의 독립성을 존중하되 성직자는 정치에 관여하지 않는다는 것을 약속했다. 그러나 히틀러는 일상적으로 협약의 조항을 무시하고 종교적으로 엄격하지 않은 가톨릭 교회를 폐쇄했으며, 이후 수년 동안 수천 명의 성직자, 수녀, 평신도 등의 사람들이 화폐 밀수나 부도덕한 혐의로 기소되어 체포되었다. 1934년 장검의 밤 작전에서 몇몇 가톨릭 지도자들이 표적이 되어 피해를 입었다. 대부분의 가톨릭 청년 단체들은 자체 해산하기를 거부했고, 이에 국가사회주의 학생동맹을 이끄는 발두어 폰 시라흐는 학생들에게 거리에서 가톨릭 소년들을 공격하도록 유도했다. 나치의 선전은 가톨릭 교회가 부패했다고 주장했으며, 이후 공개 집회가 제한되었고 가톨릭 출판물은 검열을 받아야 했다. 가톨릭 학교는 종교 교육 비율을 축소해야 했으며 모든 공공 건물에서 십자가가 제거되었다.
교황 비오 11세는 1937년 "불타는 우려와 함께"(Mit brennender Sorge) 회칙을 독일로 밀수하여 모든 설교단에 읽히면서 나치 정권의 교회에 대한 적대심을 비난했다. 이에 괴벨스는 가톨릭 신자 자체에 대한 선전과 탄압을 재개했으며, 가톨릭 학교 등록률은 급격히 감소했고 1939년까지 이러한 종류의 모든 학교는 해산되거나 공공 시설로 전환되었다. 이후 가톨릭 교회는 1942년 3월 22일 "기독교와 교회에 대한 투쟁"의 목회서로 항의했다. 나치 시대에 가톨릭 사제의 약 30%가 경찰에 의해 징계를 받았으며, 방대한 보안망이 성직자를 감시했고 사제들은 자주 고발되거나 체포되어 주로 다하우의 강제 수용소로 이송되었다. 1939년 합병된 폴란드 지역에서 나치는 가톨릭 교회에 대한 잔혹한 탄압과 체계적인 해산을 선동했다.
나치당 외무부장이자 히틀러가 임명한 나치 독일의 문화 교육 지도자인 알프레트 로젠베르크는 가톨릭 교회를 나치당의 주요 적으로 지목했으며, "독일로 수입된 외국 기독교 신앙을 근절"하고 모든 교회, 성당, 예배당에서 성경과 기독교 십자가를 《나의 투쟁》과 하켄크로이츠로 교체해야 한다고 주장했다. 가톨릭 교회뿐 아니라 다른 기독교 종파도 나치당의 표적이 되었으며 나치당 당관방 마르틴 보어만은 1941년 "국가사회주의와 기독교는 화해할 수 없다"고 선언했다.

## 문화
제3제국의 경험이 우리에게 가르쳐 주는 것이 있다면, 위대한 음악, 위대한 예술, 위대한 문학에 대한 사랑은 사람들에게 폭력, 잔혹 행위, 독재에 대한 복종으로부터 도덕적, 정치적으로 그 어떤 예외도 제공하지 않는다는 것이다. 
나치 정권은 독일인의 문화 공동체로 폴크스게마인샤프트(Volksgemeinschaft)라는 개념을 추구했으며, 이 개념의 목표는 인종적 순수성과 전쟁, 정복, 마르크스주의에 대한 투쟁에 대비할 것을 인식하는 계급 없는 사회를 건설하는 것이었다. 독일 노동 전선은 KdF 바겐 조직을 수립했으며, 수만 개의 사설 레크리에이션 클럽을 장악하고 크루즈, 휴가지, 콘서트와 같은 휴가와 오락을 제공했다.
국가 문화원(Reichskulturkammer)는 1933년 9월 계몽선전부의 통제 하에 조직되었으며, 영화, 라디오, 신문, 미술, 음악, 연극, 문학 등의 독일인들의 문화 생활을 통제하는 업무를 맡았다. 문화 분야에 종사하는 사람들은 이 조직에 가입해야 했으며, 유대인을 비롯해 정치적으로 신뢰할 수 없다고 여겨지는 사람들은 예술 분야에서 축출되었다. 책과 대본은 출판되기 전에 계몽선전부의 승인을 받아야 했다. 이렇게 문화 분야가 나치 정권에 의해 선전으로만 사용되는 것으로 인식되면서 예술적 수준이 저하되었다.
1930년대 독일에서는 라디오가 인기를 끌었다. 1939년까지 가구의 70% 이상이 수신기를 소유했는데, 이는 당시 그 어떤 나라보다 높은 수치였다. 1933년 7월까지 독일의 라디오 방송국에서는 좌파와 기타 바람직하지 않다고 여겨지는 이들이 제거되었다. 권력 장악 직후부터 라디오는 선전에 사용되었으며, 시간이 흐르면서 괴벨스는 청취자들이 오락을 위해 외국 방송을 듣지 않도록 라디오에서 더 많은 음악을 재생해야 한다고 주장했다.

### 검열

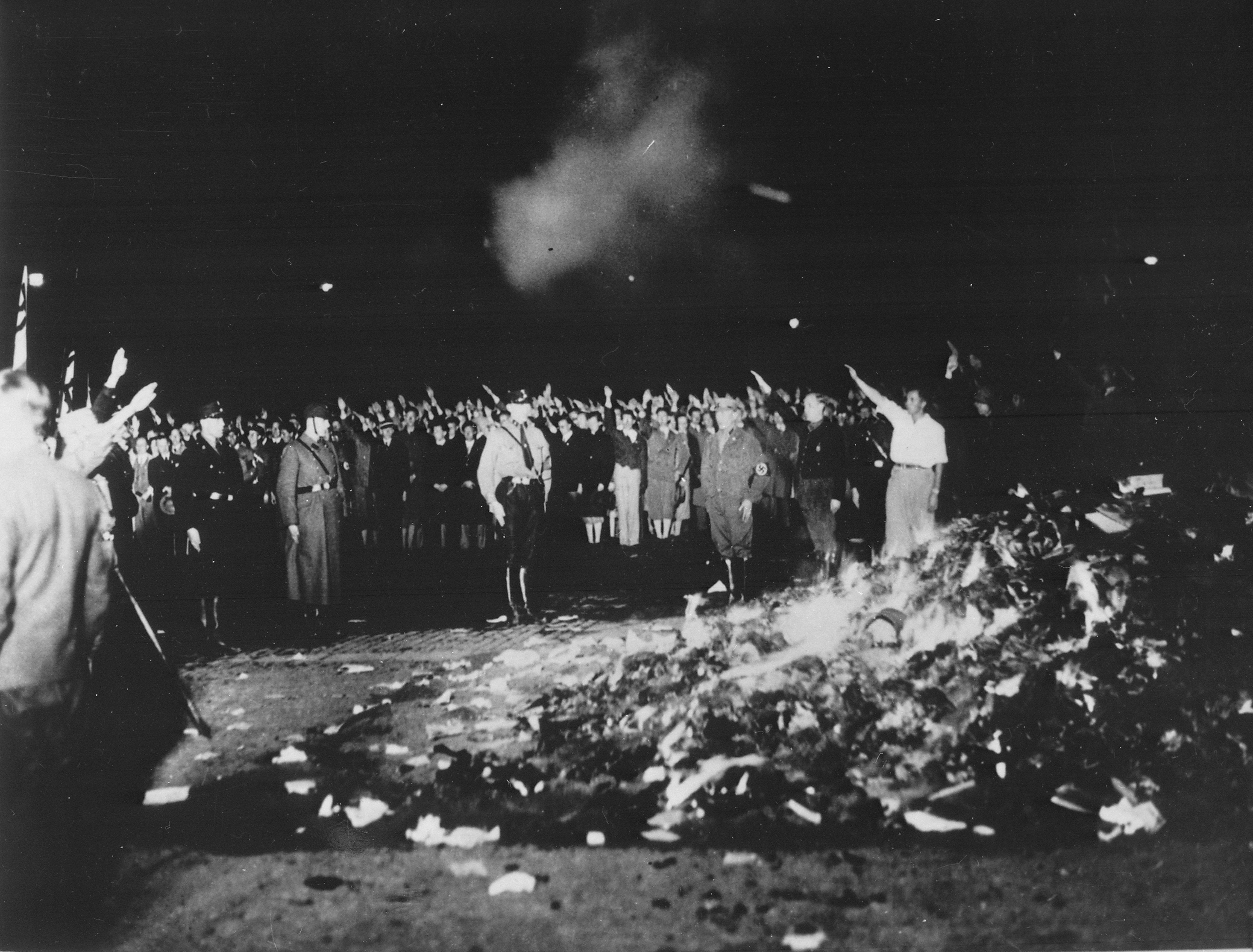
1933년 5월 10일 베를린에서 유대인과 좌파가 작성한 서적이 나치에 의해 불태워지고 있다.

신문은 다른 매체와 마찬가지로 국가의 통제를 받았다. 국가 언론원은 신문과 출판사를 폐쇄하거나 인수했으며, 이를 통해 1939년까지 신문과 잡지의 3분의 2 이상을 계몽선전부가 통제할 수 있었다. 나치당 일간지인 《푈키셔 베오바흐터》(Völkischer Beobachter)는 알프레트 로젠베르크가 편집했다. 괴벨스는 모든 통신 서비스를 통제하고 독일의 모든 신문이 정권에 유리한 내용만 보도해야 한다고 주장했으며, 괴벨스 치하에서 계몽선전부는 매주 정확히 어떤 뉴스를 게시하고 어떤 관점으로 작성해야 하는지 24가지의 지침을 내렸다. 각 신문은 일반적으로 어떤 부분을 생략해야 하는지에 대한 계몽선전부의 지침을 면밀히 따라야 했다. 신문의 독자 수는 계몽선전부의 간섭으로 품질이 저하되었을 뿐만 아니라 라디오의 인기가 급증했기 때문에 매우 빠르게 감소했으며, 전쟁 말부터는 독일인들이 해외 방송에서 정보를 얻을 수 있게 되면서 선전이 제대로 이루어지지 못했다.
많은 작가들이 독일을 떠났고 일부는 망명 도중 나치 정권을 비판하는 글을 썼다. 괴벨스는 남은 작가들에게 게르만 신화와 피와 땅의 개념에 집중하는 글을 쓸 것을 권고했으며, 1933년 말까지 유대인이 쓴 책이나, 유대인 인물이 등장하는 책 등 유대인과 관련된 천 권이 넘는 책이 금지되었다. 1933년 5월 10일 나치당이 도서를 불태우는 사건이 총 19곳에서 벌어졌다. 또한 알베르트 아인슈타인, 지그문트 프로이트, 헬렌 켈러, 알프레드 커, 마르셀 프루스트, 에리히 마리아 레마르크, 업턴 싱클레어, 야코프 바서만, H. G. 웰스, 에밀 졸라를 포함한 수십 명의 수만 권의 책이 소각되었다. 평화주의 작품과 자유주의, 민주주의 가치를 지지하는 문학 작품은 파괴의 대상이 되었으며 바이마르 공화국을 지지하는 글이나 유대인 작가가 쓴 글 또한 소각의 표적이 되었다.

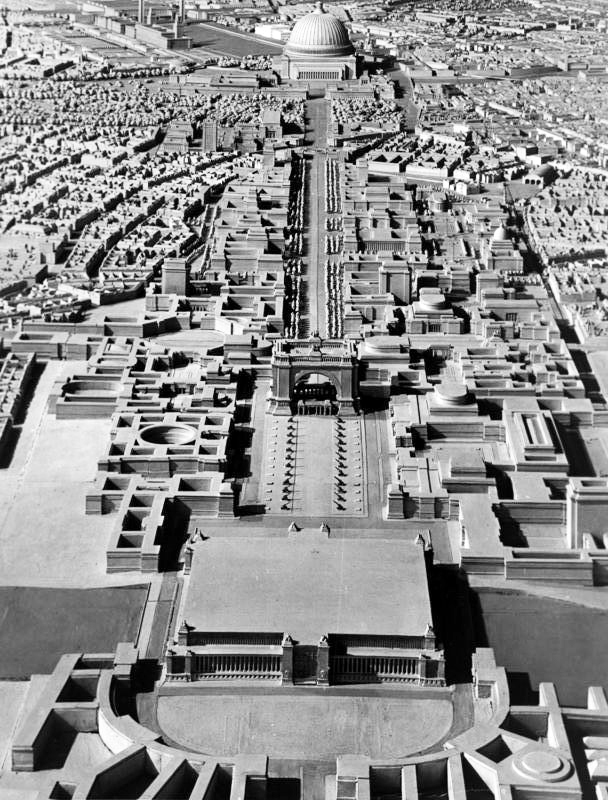
베를린 계획에는 넓은 대로의 양쪽 끝에 폴크스할레(Volkshalle, lit. '인민홀')와 개선문이 위치할 예정이었다.

### 건축과 예술
히틀러는 건축에 개인적인 관심을 가지고 건축가 파울 트루스트, 알베르트 슈페어와 긴밀히 협력하여 로마 건축을 기반으로 한 신고전주의 양식의 공공 건물을 건설했다. 슈페어는 뉘른베르크의 나치당 집회당, 베를린의 국가수상부와 같은 인상적인 구조물을 건축했다. 베를린 재건을 위한 히틀러의 계획에는 로마의 판테온을 기반으로 한 거대한 돔과 파리의 것보다 2배 이상 높은 개선문이 포함되었지만, 두 건설물 모두 건설되지 못했다.
히틀러는 추상 미술, 다다이즘, 표현주의, 근대 미술 등이 퇴폐적이라고 여겼고 이는 나치 정책의 근간이 되었다. 1933년 많은 미술 박물관장이 자리를 잃었고 나치당원들이 그 자리를 대신했으며, 약 6,500점의 현대 미술 작품이 박물관에서 철거되어 나치당 배심원단이 선택한 작품으로 대체되었다. "퇴폐 예술"과 같은 제목으로 거부된 작품들을 전시하는 전시회가 1935년까지 16개 도시에서 열렸으며, 1937년 7월부터 11월까지 뮌헨에서는 괴벨스가 조직한 퇴폐 예술 전시회가 엄청난 인기를 끌어 200만 명이 넘는 방문객들을 끌어모았다.
작곡가 리하르트 슈트라우스는 1933년 11월 설립된 국가 음악원(Reichsmusikkammer)의 회장으로 임명되었다. 다른 예술 분야와 마찬가지로 나치는 인종적으로 받아들일 수 없다고 여겨진 음악가들을 배척했고 대부분 너무 현대적이거나 무조성적인 음악을 좋게 보지 않았다. 특히 재즈는 부적절하다고 여겨졌고 외국인 재즈 음악가들은 독일을 떠나거나 추방당했다. 반면 히틀러는 리하르트 바그너의 음악과 같이 게르만 신화와 영웅 이야기를 기반으로 한 음악을 좋아했으며 1933년부터 1942년까지 매년 바이로이트 축제에 참석했다.

### 영화

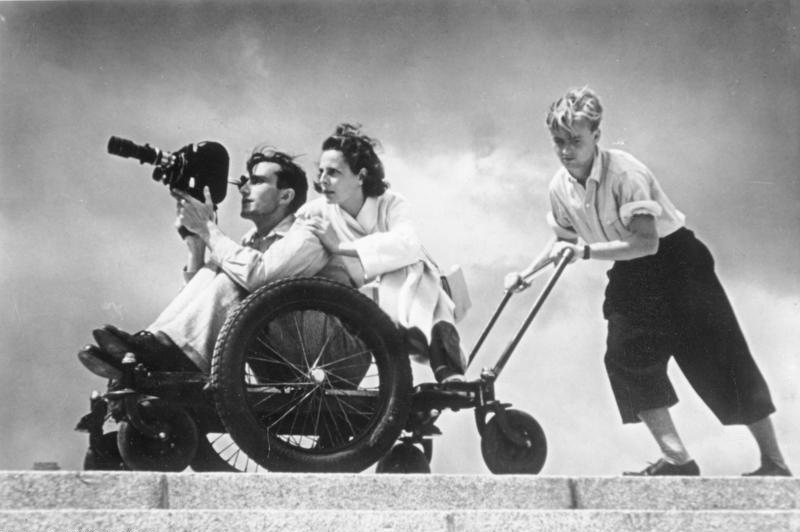
1936년 하계 올림픽에서 카메라맨 뒤에 앉아 있는 레니 리펜슈탈의 모습.

1930년대와 1940년대 독일에서 영화가 많은 인기를 끌었고, 1942년, 1943년, 1944년에 누적 10억 명이 넘는 관객이 영화관에 입장했다. 1934년, 독일의 통화 수출 제한 규정으로 인해 미국 영화 제작자들이 수익을 미국으로 보낼 수 없게 되었고, 많은 주요 영화 스튜디오는 독일 지사를 폐쇄했다. 또한 독일 영화의 수출은 급감했는데, 이는 극단적인 반유대주의적 내용 때문에 다른 나라에서 상영할 수 없었기 때문이었다. 두 개의 가장 큰 영화 회사인 우파와 빈 필름은 계몽선전부에 인수되었고, 1939년 독일의 영화는 대부분이 이 두 회사가 제작했다. 영화가 항상 공개적으로 선전을 펼치는 것은 아니었지만, 일반적으로 정치적 숨은 의미가 있었고 주제와 내용에 관해서는 당의 노선을 따라야 했으며, 각본은 사전에 검열되었다.
레니 리펜슈탈의 《의지의 승리》(1935)는 1934년 뉘른베르크 전당대회를, 《올림피아》(1938)는 1936년 하계 올림픽을 다루며 선진적인 카메라 움직임과 편집을 보여주었으며, 이는 후대 영화에 영향을 미쳤다. 망원 렌즈와 트랙에 장착된 카메라와 같은 새로운 기술이 사용되었으며, 두 영화 모두 예술적 장점이 나치 이상을 선전하는 것과 분리될 수 없기 때문에 여전히 논란의 여지가 있다.

## 유산

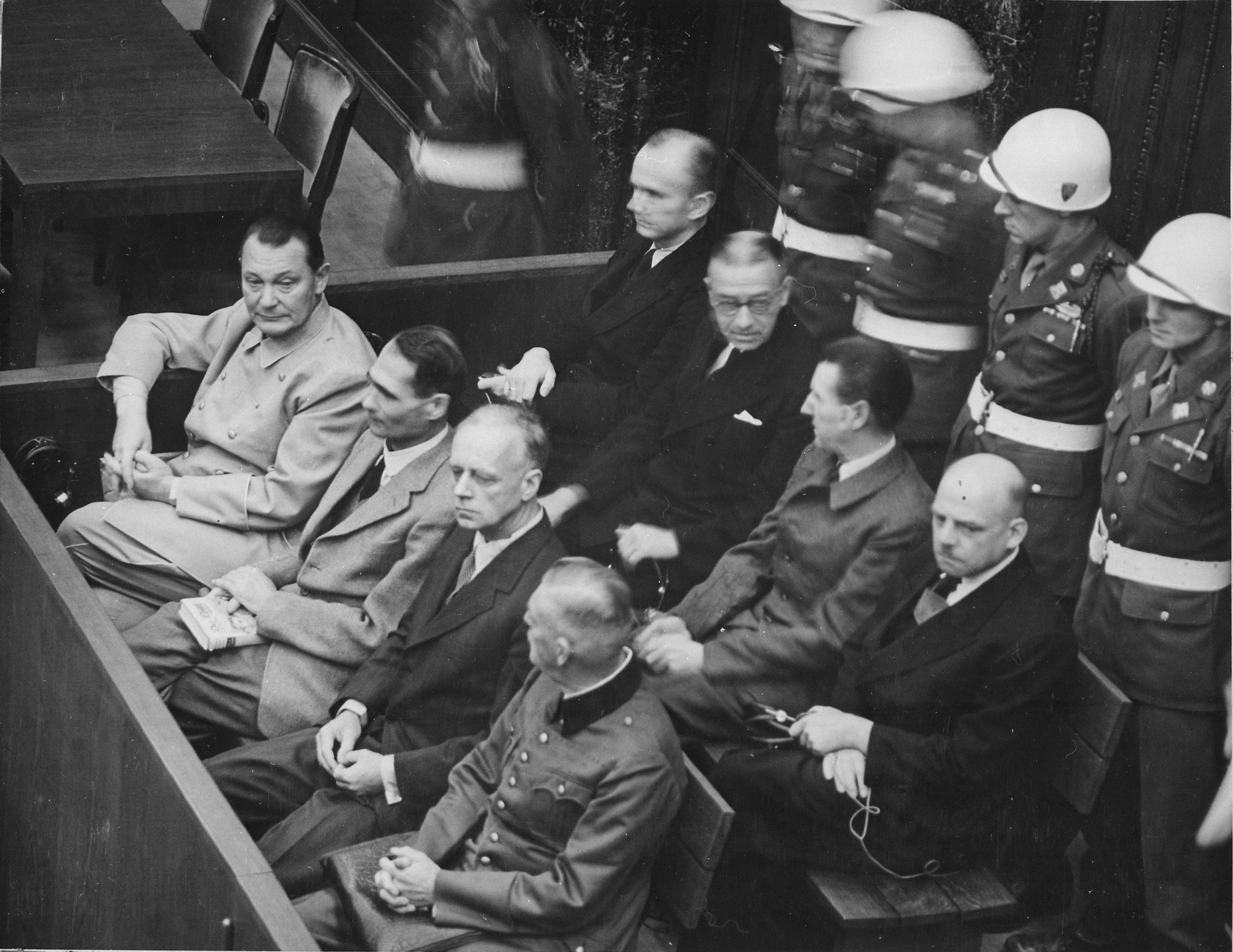
뉘른베르크 재판의 피고석에 선 피고인.

연합국은 1945년 11월부터 1946년 10월까지 이어진 뉘른베르크 국제군사재판을 시작으로 23명의 나치당 고위 간부에 대한 전쟁 범죄 재판을 조직했으며, 이들을 범죄 공모, 평화에 대한 범죄, 전쟁범죄 및 인도에 반한 죄로 기소했다. 3명을 제외한 모든 사람이 유죄 판결을 받았으며 12명이 사형을 선고받았고, 이후 184건의 피고인에 대한 12건의 후속 뉘른베르크 계속재판이 1946년과 1949년 사이에 열렸다. 1946년과 1949년 사이에 연합국은 3,887건의 사건을 수사했고 그 중 489건이 재판에 회부되었으며, 그 결과 1,426명이 유죄 판결을 받았다. 이 중 297명은 사형을 선고받았고 279명은 종신형을 선고받았으며 나머지는 이보다는 가벼운 형을 받았다. 사형 선고의 약 65%가 실제로 집행되었다. 폴란드는 다른 나라보다 전쟁 범죄 수사에 더 적극적이었으며, 그 예시로 재판에 회부된 아우슈비츠 강제 수용소의 직원 789명 중 673명을 모두 기소한 것이 있다.
히틀러와 나치가 내세운 정치적 프로그램은 세계 대전을 초래했고, 유럽을 황폐화하고 빈곤하게 만든 동시에 독일 본토도 대량의 파괴를 겪었으며, 이러한 일을 벌인 나치와 새로운 독일을 구분하기 위해 독일인들은 "0시"(Stunde Null)라는 단어를 사용했다. 제2차 세계 대전 동안 사망한 민간인의 수는 전쟁 역사상 전례가 없었으며, 나치당의 이념과 그 나치 정권이 취한 조치들의 결과로 인해 이러한 행위와 나치즘 자체는 전 세계에서 거의 보편적으로 매우 부도덕하고 옳지 못하다고 여겨진다. 역사학자, 철학자, 정치인들은 종종 히틀러와 나치 정권을 설명하기 위해 "악"이라는 단어를 사용한다. 또한 나치 독일에 대한 관심은 학계와 미디어에서 지속되고 있으며, 리처드 J. 에반스는 "살인적인 인종주의가 인류 전체에 경고로 작용하기 때문에 나치는 보편적인 매력을 발휘한다"고 쓴 반면, 젊은 신나치주의자들은 나치의 상징이나 슬로건이 제공하는 충격적 가치 자체를 즐긴다. 현재 나치 상징을 보여주거나 사용하는 것은 독일과 오스트리아에서 불법화되었다.
나치 독일은 서독(독일 연방공화국), 동독(독일 민주공화국), 그리고 오스트리아 3개국으로 나뉘었다. 연합국이 시작한 탈나치화 과정은 의학 및 공학과 같은 분야의 전문가에 대한 필요성이 너무 커서 부분적으로만 이루어졌다. 그럼에도 불구하고, 사회에서 나치 이념을 표현하는 사람들은 배척받게 되었고, 종종 그러한 이유로 직장에서 해고되기도 한다. 전쟁 종전 직후부터 1950년대까지 독일인들은 전쟁 경험에 대해 침묵을 지켰고 공동체적 죄책감을 가졌다.
1961년 아돌프 아이히만의 재판과 1978년 텔레비전 미니시리즈 《홀로코스트》의 방영은 독일인들에게 "페르강겐하이츠베벨티궁"(Vergangenheitsbewältigung, 직역: '과거 극복')이라는 과정을 조명하도록 만들었다. 1970년대부터 나치 독일에 대한 연구가 독일의 학교 커리큘럼에 도입되자 사람들은 가족의 경험에 대해 생각하기 시작했으며, 나치 시대에 대한 연구와 그 실수를 비판적으로 검토하려는 의지를 통해 독일에서 강력한 민주주의가 발전했다. 그럼에도 불구하고, 독일 사회에는 반유대주의와 신나치주의 사상의 암류가 남아 있다.
2017년 쾨르버 재단의 조사에 따르면 14~16세의 독일인의 47%만이 아우슈비츠가 무엇인지 알고 있었다. 저널리스트 알란 포제너는 독일의 영화와 텔레비전이 나치 시대의 독일 역사를 정확하게 반영하지 못한 데 부분적으로 독일의 "역사적 건망증이 심화되고 있다"고 주장했다.

## 같이 보기
- 추축국 부역
- 나치 독일의 상훈
- 존더베크
- 나치 독일의 동성애자 박해

### 내용주
1. ↑  1933년 7월 33일, 내무장관 빌헬름 프리크는 독일의 노래(Das Lied der Deutschen)가 연주된 직후에 호르스트 베셀의 노래(Horst-Wessel-Lied)를 연주할 것을 명령하였다. 다음 자료를 참고하라: Tümmler 2010, 63쪽.
2. 1 2  이 "대독일국"은 뵈멘-메렌 보호령과 총독부를 포함한다.
3. 1 2  독일국의 대통령
4. ↑  지도자 겸 국가수상
5. ↑  지도자 겸 국가수상
6. ↑  법률상 4월 30일부터 5월 1일까지
7. ↑  법률상 5월 2일부터 5월 23일까지
8. ↑  3월 12일 독일군의 진군으로 사실상 확정, 3월 13일 법 통과로 법률적인 확정[1]
9. ↑  1939년 폴란드 침공 직전 독일의 면적은 633,786 km2 (244,706 mi2)이었다. 다음 자료를 참고하라: Statistisches Jahrbuch 2006.
10. ↑  
  - 국가사회주의국
독일어: Nationalsozialistischer Staat 나치오날조치알리스티셔 슈타트[*]
  - 나치국
독일어: NS-Staat 엔에스 슈타트[*]
  - 국가사회주의 독일
독일어: Nationalsozialistisches Deutschland 나치오날조치알리스티셔 도이칠란트[*]
11. ↑  독일어: Deutsches Reich 도이체스 라이히[*]
12. ↑  독일어: Großdeutsches Reich 그로스도이체스 라이히[*] – 이 "대독일국"이라는 용어는 나치당에서 전쟁을 통해 확장된 독일을 지칭하는 데에 사용되었다.[4]
13. ↑  독일어: Drittes Reich 드리테스 라이히[*]
14. ↑  독일어: Tausendjähriges Reich 타우즌트예리거스 라이히[*]
15. ↑  "우리 공군은 영국 함대로부터 수송선을 보호할 수 없었으며, 이는 영국군의 작전은 다른 이유가 없다면 온전히 날씨에 달려 있었기 때문이었다. 우리 공군이 단기간이라도 해군의 부족을 메울 수 있을 것이라고 기대할 수 없었다." - Raeder 2001, 324–325쪽. 카를 되니츠 제독은 영국 침공에 공중 우세만으로는 충분하지 않다고 생각했으며, "우리는 공중과 해상 모두 장악하지 못했으며, 이 장소를 장악할 위치에 있지도 못했다."라고 말했다. - Dönitz 2012, 114쪽.
16. ↑  이렇게 실제로 설치된 국가판무관부를 제외하고도, 다른 지역을 독일이 점령했을 때를 준비하여 모스코비엔, 카우카지엔, 투르케스탄과 같은 지역에서도 추가로 국가판무관부를 설치할 것이 제안되었다.
17. ↑  "그럼에도 불구하고, 입수 가능한 정보에 따르면 전반적으로 독일 민간인들은 이를 수용하지 않았다. 괴벨스의 1941년 말과 1943년 선전 캠페인은 그들의 생각을 바꾸는 데 실패했다". Evans 2008, 561쪽.

### 참조주
1. ↑  Stiftung Deutsches Historisches Museum.
2. ↑  Soldaten-Atlas 1941, 8쪽.
3. 1 2  Ericksen & Heschel 1999, 10쪽.
4. ↑  Elvert 1999, 295 fn430쪽.
5. ↑  Shirer 1960, 5쪽.
6. ↑  Butzer 2003, 601쪽.
7. ↑  Lauryssens 1999, 102쪽.
8. ↑  Evans 2003, 103–108쪽.
9. ↑  Evans 2003, 186–187쪽.
10. ↑  Evans 2003, 170–171쪽.
11. ↑  Goldhagen 1996, 85쪽.
12. ↑  Evans 2003, 179–180쪽.
13. 1 2  Kershaw 2008, 81쪽.
14. ↑  Evans 2003, 180–181쪽.
15. ↑  Evans 2003, 181, 189쪽.
16. ↑  Childers 2017, 103쪽.
17. ↑  Shirer 1960, 136–137쪽.
18. ↑  Goldhagen 1996, 87쪽.
19. ↑  Evans 2003, 293, 302쪽.
20. ↑  Shirer 1960, 183–184쪽.
21. ↑  Evans 2003, 329–334쪽.
22. ↑  Evans 2003, 354, 359쪽.
23. ↑  Evans 2003, 351쪽.
24. ↑  Shirer 1960, 196쪽.
25. ↑  Evans 2003, 336쪽.
26. ↑  Shirer 1960, 199쪽.
27. ↑  Evans 2003, 358–359쪽.
28. ↑  Shirer 1960, 201쪽.
29. ↑  Evans 2005, 109, 637쪽.
30. ↑  Koonz 2003, 73쪽.
31. 1 2  Shirer 1960, 202쪽.
32. ↑  Shirer 1960, 268쪽.
33. ↑  Evans 2005, 14쪽.
34. ↑  Cuomo 1995, 231쪽.
35. 1 2  McNab 2009, 54쪽.
36. ↑  McNab 2009, 56쪽.
37. ↑  Kershaw 2008, 309–314쪽.
38. ↑  Evans 2005, 31–34쪽.
39. 1 2  Kershaw 2008, 306–313쪽.
40. ↑  Overy 2005, 63쪽.
41. ↑  Evans 2005, 44쪽.
42. ↑  Shirer 1960, 226–227쪽.
43. ↑  Kershaw 2008, 317쪽.
44. ↑  Shirer 1960, 230쪽.
45. ↑  Kershaw 2001, 50–59쪽.
46. ↑  Hildebrand 1984, 20–21쪽.
47. ↑  Childers 2017, 248쪽.
48. ↑  Evans 2003, 344쪽.
49. ↑  Evans 2008, map, p. 366.
50. ↑  Walk 1996, 1–128쪽.
51. ↑  Friedländer 2009, 44–53쪽.
52. ↑  Childers 2017, 351–356쪽.
53. ↑  Shirer 1960, 209–210쪽.
54. ↑  Evans 2005, 618쪽.
55. ↑  Shirer 1960, 210–212쪽.
56. ↑  Evans 2005, 338–339쪽.
57. ↑  Evans 2005, 623쪽.
58. ↑  Kitchen 2006, 271쪽.
59. ↑  Evans 2005, 629쪽.
60. ↑  Evans 2005, 633쪽.
61. 1 2  Evans 2005, 632–637쪽.
62. ↑  Evans 2005, 641쪽.
63. ↑  Shirer 1960, 297쪽.
64. ↑  Steiner 2011, 181–251쪽.
65. ↑  Evans 2005, 646–652쪽.
66. ↑  Evans 2005, 667쪽.
67. ↑  Kershaw 2008, 417쪽.
68. ↑  Kershaw 2008, 419쪽.
69. ↑  Evans 2005, 668–669쪽.
70. 1 2  Evans 2005, 671–674쪽.
71. ↑  Mazower 2008, 264–265쪽.
72. ↑  Weinberg 2010, 60쪽.
73. ↑  Evans 2005, 689–690쪽.
74. ↑  Kershaw 2008, 486쪽.
75. ↑  Evans 2005, 691쪽.
76. ↑  Kershaw 2008, 496쪽.
77. ↑  Snyder 2010, 116쪽.
78. ↑  Mazower 2008, chapter 9.
79. ↑  Evans 2008, 151쪽.
80. ↑  Kershaw 2008, 584쪽.
81. ↑  Shirer 1960, 803쪽.
82. ↑  Weinberg 2005, 414쪽.
83. ↑  Martin 2005, 279–280쪽.
84. ↑  Evans 2005, 699–701쪽.
85. ↑  Beevor 2012, 22, 27–28쪽.
86. ↑  Beevor 2012, 32쪽.
87. ↑  Longerich 2010, 148–149쪽.
88. ↑  Longerich 2010, 144쪽.
89. ↑  Evans 2008, 15쪽.
90. ↑  Beevor 2012, 40쪽.
91. ↑  Mazower 2008, 260쪽.
92. ↑  Tooze 2006, 332쪽.
93. ↑  Beevor 2012, 73–76쪽.
94. ↑  Evans 2005, 120쪽.
95. ↑  Shirer 1960, 709쪽.
96. ↑  Beevor 2012, 70–71, 79쪽.
97. ↑  Shirer 1960, 715–719쪽.
98. ↑  Shirer 1960, 731–738쪽.
99. 1 2  Shirer 1960, 696–730쪽.
100. ↑  Kershaw 2008, 562쪽.
101. ↑  Mazower 2008, 265쪽.
102. ↑  Evans 2008, 333–334쪽.
103. ↑  Mazower 2008, 271쪽.
104. ↑  Mazower 2008, 272, 279쪽.
105. 1 2  Mazower 2008, 262쪽.
106. ↑  Shirer 1960, 753, 774–782쪽.
107. ↑  Kershaw 2000b, 301–303, 309–310쪽.
108. ↑  Harding 2006.
109. ↑  Evans 2008, 149쪽.
110. ↑  Evans 2008, 153쪽.
111. ↑  Shirer 1960, 815–816쪽.
112. 1 2  Tomasevich 1975, 52–53쪽.
113. 1 2  Richter 1998, 616쪽.
114. ↑  Clark 2012, 73쪽.
115. ↑  Evans 2008, 160–161쪽.
116. ↑  Evans 2008, 189–190쪽.
117. ↑  Stolfi 1982, 32–34, 36–38쪽.
118. ↑  Stolfi 1982, 45–46쪽.
119. ↑  Shirer 1960, 900–901쪽.
120. ↑  Evans 2008, 43쪽.
121. ↑  Mazower 2008, 284–287쪽.
122. ↑  Mazower 2008, 290쪽.
123. ↑  Glantz 1995, 108–110쪽.
124. ↑  Melvin 2010, 282, 285쪽.
125. ↑  Evans 2008, 413, 416–417쪽.
126. ↑  Evans 2008, 419–420쪽.
127. ↑  Kershaw 2011, 208쪽.
128. ↑  Shirer 1960, 1007쪽.
129. ↑  Evans 2008, 467쪽.
130. ↑  Evans 2008, 471쪽.
131. ↑  Evans 2008, 438–441쪽.
132. ↑  Reisner 2015.
133. ↑  Strüber 2018.
134. ↑  Evans 2008, 461쪽.
135. ↑  Beevor 2012, 576–578쪽.
136. ↑  Beevor 2012, 604–605쪽.
137. ↑  Shirer 1960, 1072쪽.
138. ↑  Shirer 1960, 1090–1097쪽.
139. 1 2  Kershaw 2008, 910–912쪽.
140. ↑  Kershaw 2011, 224–225쪽.
141. ↑  Shirer 1960, 1108쪽.
142. ↑  Kershaw 2008, 954–955쪽.
143. ↑  Beevor 2002, 386쪽.
144. ↑  Shirer 1960, 1126쪽.
145. ↑  Beevor 2002, 381쪽.
146. ↑  Beevor 2002, 400–403쪽.
147. ↑  Evans 2008, 714쪽.
148. ↑  Kershaw 2011, 355–357쪽.
149. ↑  Lakotta 2005, 218–221쪽.
150. ↑  Goeschel 2009, 165쪽.
151. ↑  Hubert 1998, 272쪽.
152. 1 2  Overmans 2000, Bd. 46쪽.
153. ↑  Overy 2014, 306–307쪽.
154. ↑  Germany Reports 1961, 62쪽.
155. ↑  Bundesarchiv, "Euthanasie" im Nationalsozialismus.
156. ↑  Hoffmann 1996, xiii쪽.
157. ↑  Beevor 2002, 31–32, 409–412쪽.
158. ↑  Evans 2003, 62쪽.
159. ↑  Evans 2005, 623, 646–652쪽.
160. ↑  Shirer 1960, 461–462쪽.
161. ↑  Shirer 1960, 1005쪽.
162. 1 2  Evans 2008, 373쪽.
163. ↑  Longerich 2010, 147쪽.
164. ↑  Umbreit 2003, 26쪽.
165. ↑  Shirer 1960, 1006쪽.
166. ↑  Shirer 1960, 824, 841쪽.
167. ↑  Spielvogel 2016, 1쪽.
168. ↑  Evans 2005, 6–9쪽.
169. ↑  Kershaw 2008, 204쪽.
170. ↑  Kershaw 2008, 146–147쪽.
171. ↑  Evans 2008, 7쪽.
172. 1 2  Bendersky 2007, 161쪽.
173. 1 2 3  Gellately 1996, 270–274쪽.
174. ↑  Bytwerk 1998.
175. 1 2  Longerich 2010, 49쪽.
176. 1 2 3  Evans 2008, 759쪽.
177. ↑  Bergen 2016, 36–37쪽.
178. ↑  Evans 2005, 7, 443쪽.
179. ↑  Evans 2005, 210–211쪽.
180. ↑  Evans 2005, 121–122쪽.
181. ↑  Kershaw 2008, 170, 172, 181쪽.
182. ↑  Evans 2005, 400쪽.
183. ↑  Kershaw 2008, 105–106쪽.
184. ↑  Gill 2006, 259쪽.
185. ↑  Kershaw 2001, 253쪽.
186. ↑  Kershaw 2008, 320–321쪽.
187. ↑  McElligott, Kirk & Kershaw 2003, 6쪽.
188. ↑  Speer 1971, 281쪽.
189. ↑  Manvell & Fraenkel 2007, 29쪽.
190. ↑  Evans 2005, 48–49쪽.
191. ↑  Freeman 1995, 6쪽.
192. ↑  Evans 2005, 14–15, 49쪽.
193. ↑  Evans 2005, 49쪽.
194. ↑  Evans 2005, 43–44쪽.
195. ↑  Evans 2005, 45쪽.
196. ↑  Evans 2005, 46쪽.
197. 1 2  Evans 2005, 75쪽.
198. ↑  Evans 2005, 76쪽.
199. ↑  Evans 2005, 79–80쪽.
200. ↑  Evans 2005, 68, 70쪽.
201. ↑  Evans 2008, 514쪽.
202. ↑  Evans 2005, 72쪽.
203. ↑  Weale 2012, 154쪽.
204. ↑  Evans 2005, 73쪽.
205. ↑  Evans 2005, 539, 551쪽.
206. ↑  Gellately 2001, 216쪽.
207. ↑  Kershaw 2008, 346쪽.
208. 1 2  Evans 2005, 544쪽.
209. ↑  Kershaw 2008, 347쪽.
210. ↑  Evans 2005, 43–45쪽.
211. ↑  Longerich 2010, 146쪽.
212. ↑  Longerich 2010, 242–247쪽.
213. ↑  Kershaw 2000b, 467쪽.
214. ↑  Longerich 2010, 198쪽.
215. ↑  Longerich 2010, 207쪽.
216. ↑  Constable 1988, 139, 154쪽.
217. ↑  Evans 2008, 760–761쪽.
218. ↑  Weale 2012, 15–16쪽.
219. ↑  Weale 2012, 70, 166쪽.
220. ↑  Weale 2012, 88쪽.
221. ↑  Kershaw 2008, 306쪽.
222. ↑  Tooze 2006, 67쪽.
223. ↑  Weale 2012, 1, 26–29쪽.
224. ↑  Longerich 2012, 113, 255쪽.
225. ↑  Longerich 2012, 122–123쪽.
226. ↑  Stein 2002, 18, 23, 287쪽.
227. ↑  Weale 2012, 195쪽.
228. ↑  Wegner 1990, 307, 313, 325, 327–331쪽.
229. ↑  Stein 2002, 75–76, 276–280쪽.
230. ↑  Longerich 2012, 215쪽.
231. ↑  Kershaw 2008, 518–519쪽.
232. ↑  Bartrop & Jacobs 2014, 1424쪽.
233. ↑  Rhodes 2002, 257쪽.
234. ↑  Weale 2012, 116쪽.
235. 1 2  Evans 2008, 318쪽.
236. ↑  Wiederschein 2015.
237. ↑  Longerich 2012, 125쪽.
238. ↑  Longerich 2012, 212–213쪽.
239. ↑  Weale 2012, 411쪽.
240. ↑  Sereny 1996, 323, 329쪽.
241. ↑  Evans 2008, 343쪽.
242. 1 2 3 4  DeLong 1997.
243. ↑  Evans 2005, 345쪽.
244. ↑  Tooze 2006, 97쪽.
245. ↑  Tooze 2006, 125–127쪽.
246. ↑  Tooze 2006, 131쪽.
247. ↑  Tooze 2006, 106, 117–118쪽.
248. ↑  Tooze 2006, 308–309쪽.
249. ↑  Evans 2005, 322–326, 329쪽.
250. ↑  Evans 2005, 320쪽.
251. ↑  Evans 2005, 330–331쪽.
252. ↑  Evans 2005, 166쪽.
253. ↑  Evans 2005, 327–328, 338쪽.
254. ↑  Evans 2005, 328, 333쪽.
255. 1 2  Evans 2005, 331쪽.
256. 1 2  Kershaw 2008, 289쪽.
257. ↑  Childers 2001.
258. ↑  McNab 2009, 54, 71쪽.
259. ↑  Tooze 2006, 61–62쪽.
260. ↑  Evans 2005, 357–360쪽.
261. ↑  Evans 2005, 360쪽.
262. ↑  Tooze 2006, 294쪽.
263. ↑  Evans 2005, 141–142쪽.
264. ↑  McNab 2009, 59쪽.
265. ↑  Overy 2006, 252쪽.
266. ↑  Speer 1971, 263–264쪽.
267. ↑  Tooze 2006, 354–356쪽.
268. ↑  Evans 2008, 333쪽.
269. ↑  Speer 1971, 337쪽.
270. ↑  Fest 1999, 142–144, 146–150쪽.
271. ↑  Beyer & Schneider.
272. ↑  Panayi 2005, 490, 495쪽.
273. ↑  Hamblet 2008, 267–268쪽.
274. ↑  Nazi forced labour 1942.
275. ↑  Special treatment 1942.
276. ↑  USHMM, Women in the Third Reich.
277. ↑  Evans 2008, 361쪽.
278. ↑  Evans 2008, 358–359쪽.
279. ↑  Davis 1995.
280. ↑  Speer 1971, 524–527쪽.
281. ↑  Overy 2006, 128–130쪽.
282. ↑  Longerich 2010, 30–32쪽.
283. ↑  Shirer 1960, 203쪽.
284. ↑  Majer 2003, 92쪽.
285. ↑  Majer 2003, 60쪽.
286. ↑  Longerich 2010, 38–39쪽.
287. ↑  Longerich 2010, 67–69쪽.
288. ↑  Longerich 2010, 41쪽.
289. ↑  Shirer 1960, 233쪽.
290. ↑  Kitchen 2006, 273쪽.
291. ↑  Longerich 2010, 112–113쪽.
292. ↑  Longerich 2010, 117쪽.
293. ↑  Longerich 2010, 127쪽.
294. 1 2  Evans 2005, 555–558쪽.
295. 1 2  USHMM, Genocide of European Roma.
296. ↑  Longerich 2010, 138–141쪽.
297. ↑  Evans 2008, 75–76쪽.
298. 1 2  Kershaw 2008, 295쪽.
299. ↑  Longerich 2010, 47–48쪽.
300. ↑  Niewyk & Nicosia 2000, 45쪽.
301. ↑  Weikart 2009, 74쪽.
302. 1 2  Kershaw 2000a, 111쪽.
303. ↑  Berghahn 1999, 32쪽.
304. ↑  Powszechna PWN 2004, 267쪽.
305. ↑  Heinemann et al. 2006.
306. ↑  Overy 2005, 544쪽.
307. ↑  Nicholas 2006, 247쪽.
308. ↑  Lukas 2001, 113쪽.
309. ↑  Sereny 1999.
310. ↑  Snyder 2010, 416쪽.
311. ↑  Kershaw 2008, 683쪽.
312. ↑  Snyder 2010, 162–163, 416쪽.
313. ↑  Dorland 2009, 6쪽.
314. ↑  Rummel 1994, table, p. 112.
315. ↑  Hosking 2006, 242쪽.
316. ↑  Smith 1994, 204쪽.
317. ↑  Longerich, Chapter 17 2003.
318. ↑  Longerich 2012, 555–556쪽.
319. ↑  Evans 2008, 256–257쪽.
320. ↑  Browning 2005, 188–190쪽.
321. ↑  Longerich 2010, 279–280쪽.
322. ↑  USHMM, Children during the Holocaust.
323. ↑  Fleming 2014, 31–32, 35–36쪽.
324. ↑  Evans 2008, 559–560쪽.
325. ↑  Evans 2008, 555–556, 560쪽.
326. ↑  Evans 2008, 560–561쪽.
327. ↑  Materski & Szarota 2009, 9쪽.
328. ↑  Wrobel 1999.
329. ↑  Shirer 1960, 952쪽.
330. ↑  Goldhagen 1996, 290쪽.
331. ↑  Evans 2008, 295–296쪽.
332. ↑  Shirer 1960, 954쪽.
333. ↑  Shirer 1960, 951, 954쪽.
334. ↑  Nakosteen 1965, 386쪽.
335. ↑  Pine 2011, 14–15, 27쪽.
336. ↑  Shirer 1960, 249쪽.
337. ↑  Evans 2005, 270쪽.
338. ↑  Evans 2005, 269쪽.
339. ↑  Evans 2005, 263–264, 270쪽.
340. 1 2 3  Evans 2005, 264쪽.
341. ↑  Shirer 1960, 255쪽.
342. ↑  Pine 2011, 13–40쪽.
343. ↑  Evans 2005, 263–265쪽.
344. ↑  Farago 1972, 65쪽.
345. ↑  Evans 2005, 265쪽.
346. ↑  Evans 2005, 292쪽.
347. ↑  Evans 2005, 302–303쪽.
348. ↑  Evans 2005, 305쪽.
349. ↑  Evans 2005, 295–297쪽.
350. ↑  Evans 2005, 293쪽.
351. ↑  Evans 2005, 299쪽.
352. 1 2  Evans 2005, 516–517쪽.
353. ↑  Heidelberg University Library.
354. ↑  Rupp 1978, 45쪽.
355. ↑  Evans 2005, 518–519쪽.
356. ↑  Evans 2005, 332–333쪽.
357. ↑  Evans 2005, 369쪽.
358. ↑  Kershaw 2008, 749쪽.
359. ↑  McNab 2009, 164쪽.
360. ↑  Stephenson 2001, 70쪽.
361. ↑  Evans 2005, 297쪽.
362. ↑  Pauley 2003, 119–137쪽.
363. ↑  Overy 2005, 248쪽.
364. ↑  Rupp 1978, 45–46쪽.
365. ↑  Evans 2005, 272쪽.
366. ↑  Grunberger 1971, 278쪽.
367. ↑  Biddiscombe 2001, 612, 633쪽.
368. ↑  Biddiscombe 2001, 612쪽.
369. ↑  Rupp 1978, 124–125쪽.
370. 1 2  Longerich 2012, 370쪽.
371. 1 2 3  Longerich 2012, 371쪽.
372. ↑  Evans 2005, 521쪽.
373. ↑  Evans 2005, 515쪽.
374. ↑  Proctor 1999, 196쪽.
375. ↑  Proctor 1999, 198쪽.
376. ↑  Proctor 1999, 203쪽.
377. ↑  Evans 2005, 319쪽.
378. ↑  Proctor 1999, 40쪽.
379. ↑  Busse & Riesberg 2004, 20쪽.
380. ↑  Evans 2008, 611쪽.
381. ↑  Evans 2008, 608쪽.
382. ↑  Evans 2008, 609–661쪽.
383. ↑  Evans 2008, 612쪽.
384. ↑  DeGregori 2002, 153쪽.
385. ↑  Hanauske-Abel 1996, 10쪽.
386. ↑  Uekötter 2006, 56쪽.
387. ↑  Closmann 2005, 30–32쪽.
388. ↑  Closmann 2005, 18, 30쪽.
389. ↑  Uekötter 2005, 113, 118쪽.
390. ↑  Evans 2005, 222쪽.
391. ↑  USHMM, The German Churches and the Nazi State.
392. ↑  Lambert 2007, 534–538쪽.
393. ↑  Schreiner 1998, 345–346쪽.
394. ↑  Shirer 1960, 237쪽.
395. ↑  Shirer 1960, 234–238쪽.
396. ↑  Evans 2005, 220–230쪽.
397. ↑  Kershaw 2008, 295–297쪽.
398. 1 2 3 4  Berben 1975, 140쪽.
399. 1 2  Shirer 1960, 238–239쪽.
400. ↑  Shirer 1960, 239쪽.
401. ↑  Berben 1975, 276–277쪽.
402. ↑  Kershaw 2008, 332쪽.
403. ↑  Kershaw 2008, 290쪽.
404. ↑  Evans 2005, 234–235쪽.
405. ↑  Gill 1994, 57쪽.
406. 1 2  Shirer 1960, 234–235쪽.
407. ↑  Kershaw 2008, 315쪽.
408. ↑  Conway 2001, 92쪽.
409. ↑  Evans 2005, 226, 237쪽.
410. ↑  Evans 2005, 239–240쪽.
411. ↑  Evans 2005, 241–243쪽.
412. ↑  Evans 2005, 245–246쪽.
413. ↑  Fest 1996, 377쪽.
414. ↑  Evans 2005, 244쪽.
415. ↑  USHMM, Dachau.
416. ↑  Berben 1975, 141–142쪽.
417. ↑  Libionka, The Catholic Church in Poland.
418. ↑  Davies 2003, 86, 92쪽.
419. ↑  Shirer 1960, 240쪽.
420. ↑  Grunberger 1971, 18쪽.
421. ↑  Kershaw 2008, 182, 203, 272쪽.
422. ↑  Evans 2005, 465–467쪽.
423. ↑  Shirer 1960, 265쪽.
424. ↑  Shirer 1960, 241–242쪽.
425. ↑  Evans 2005, 133–135쪽.
426. ↑  Evans 2005, 136쪽.
427. 1 2  Evans 2005, 16쪽.
428. ↑  Evans 2005, 143–144쪽.
429. ↑  Shirer 1960, 149쪽.
430. ↑  Dussel 2010, 545, 555–557쪽.
431. ↑  Evans 2005, 146–147쪽.
432. ↑  Dussel 2010, 561쪽.
433. ↑  Evans 2005, 152–159쪽.
434. ↑  Shirer 1960, 241쪽.
435. ↑  Scobie 1990, 92쪽.
436. ↑  Evans 2005, 181쪽.
437. ↑  Speer 1971, 92, 150–151쪽.
438. ↑  Speer 1971, 115–116, 190쪽.
439. ↑  Evans 2005, 168쪽.
440. ↑  Evans 2005, 169쪽.
441. ↑  Shirer 1960, 243–244쪽.
442. ↑  Evans 2005, 171, 173쪽.
443. ↑  Evans 2005, 187쪽.
444. ↑  Evans 2005, 199쪽.
445. ↑  Evans 2005, 204쪽.
446. ↑  Evans 2005, 199–200쪽.
447. ↑  Evans 2005, 130쪽.
448. ↑  SPIO, Department of Statistics.
449. ↑  Evans 2005, 130–132쪽.
450. ↑  The Daily Telegraph, 2003.
451. ↑  Evans 2005, 125–126쪽.
452. 1 2  Evans 2008, 741쪽.
453. ↑  Shirer 1960, 1143쪽.
454. ↑  Marcuse 2001, 98쪽.
455. ↑  Rees 2005, 295–296쪽.
456. ↑  Fischer 1995, 569쪽.
457. ↑  Murray & Millett 2001, 554쪽.
458. ↑  Kershaw 2000a, 1–6쪽.
459. ↑  Welch 2001, 2쪽.
460. ↑  Evans 2009, 56쪽.
461. 1 2  The Economist 2015.
462. ↑  Strafgesetzbuch, section 86a.
463. ↑  Wüstenberg & Art 2008, 74–80쪽.
464. ↑  Evans 2008, 748–749쪽.
465. 1 2 3  Sontheimer 2005.
466. ↑  Goebel 2017.
467. ↑  Körber-Siftung 2017.
468. ↑  Posener 2018.

### 참고 문헌
- Bartrop, Paul R.; Jacobs, Leonard, 편집. (2014). 〈Einsatzgruppen〉. 《Modern Genocide: The Definitive Resource and Document Collection》 1. Santa Barbara, CA: ABC-CLIO. ISBN 978-1-61069-363-9.
- Beevor, Antony (2002). 《Berlin: The Downfall 1945》. London: Viking-Penguin Books. ISBN 978-0-670-03041-5.
- Beevor, Antony (2012). 《The Second World War》. New York: Little, Brown. ISBN 978-0-316-02374-0.
- Bendersky, Joseph W. (2007). 《A Concise History of Nazi Germany: 1919–1945》. Lanham, MD: Rowman & Littlefield. ISBN 978-0-7425-5363-7.
- Berben, Paul (1975). 《Dachau 1933–1945: The Official History》. London: Norfolk Press. ISBN 978-0-85211-009-6.
- Bergen, Doris (2016). 《War & Genocide: A Concise History of the Holocaust》 Thi판. Lanham, MD: Rowman & Littlefield. ISBN 978-1-44224-228-9.
- Berghahn, Volker R. (1999). 〈Germans and Poles, 1871–1945〉.   Bullivant, Keith; Giles, Geoffrey; Pape, Walter. 《Germany and Eastern Europe: Cultural Identities and Cultural Differences》. Yearbook of European Studies. Amsterdam; Atlanta, GA: Rodopi. ISBN 978-90-420-0688-1.
- Beyer, John C.; Schneider, Stephen A., 《Forced Labour under the Third Reich – Part 1》 (PDF), Nathan Associates,  9 May 2013에 원본 문서 (PDF)에서 보존된 문서, 12 May 2013에 확인함.
- Biddiscombe, Perry (2001). “Dangerous Liaisons: The Anti-Fraternization Movement in the US Occupation Zones of Germany and Austria, 1945–1948”. 《Journal of Social History》 34 (3): 611–647. doi:10.1353/jsh.2001.0002. ISSN 0022-4529. S2CID 145470893.
- Browning, Christopher (2005). 《The Origins of the Final Solution: The Evolution of Nazi Jewish Policy, September 1939 – March 1942》. UK: Arrow. ISBN 978-0-8032-5979-9.
- Busse, Reinhard; Riesberg, Annette (2004), 《Health Care Systems in Transition: Germany》 (PDF), Copenhagen: WHO Regional Office for Europe on behalf of the European Observatory on Health Systems and Policies, 2020년 3월 21일에 원본 문서 (PDF)에서 보존된 문서, 2019년 9월 4일에 확인함.
- Butzer, Hermann (2003). “Das "Dritte Reich" im Dritten Reich: Der Topos "Drittes Reich" in der nationalsozialistischen Ideologie und Staatslehre”. 《Der Staat》 (독일어) 42 (4/2003): 600–627. JSTOR 43643554. 2023년 6월 5일에 확인함.
- Bytwerk, Randall (1998). “Goebbels' 1943 Speech on Total War”. 《German Propaganda Archive》. Calvin University. 2016년 3월 3일에 확인함.
- Childers, Thomas (2001). 〈Racial Policy and the Totalitarian State〉. 《A History of Hitler's Empire, 2nd Edition》. 제7 회 (영어). The Great Courses.  12:20–12:41에 발생. 2023년 3월 28일에 확인함.
- Childers, Thomas (2017). 《The Third Reich: A History of Nazi Germany》. New York: Simon & Schuster. ISBN 978-1-45165-113-3.
- Clark, Lloyd (2012). 《Kursk: The Greatest Battle: Eastern Front 1943》. London: Headline Review. ISBN 978-0-7553-3639-5.
- Closmann, Charles (2005). 〈Legalizing a Volksgemeinschaft: Nazi Germany's Reich Nature Protection Law of 1935〉.   Brüggemeier, Franz-Josef; Cioc, Mark; Zeller, Thomas. 《How Green Were the Nazis?: Nature, Environment, and Nation in the Third Reich》. Athens: Ohio University Press. ISBN 978-0-8214-1646-4.
- Constable, George, 편집. (1988). 《Fists of Steel》. The Third Reich. Alexandria, VA: Time-Life Books. ISBN 978-0-8094-6966-6.
- Conway, John S (2001). 《The Nazi Persecution of the Churches, 1933–1945》. Vancouver: Regent College Publishing. ISBN 978-1-57383-080-5.
- Cuomo, Glenn R. (1995). 《National Socialist Cultural Policy》. New York: Palgrave MacMillan. ISBN 978-0-312-09094-4.
- Davies, Norman (2003). 《Rising '44: the Battle for Warsaw》. New York: Viking. ISBN 978-0-670-03284-6.
- Davis, Richard G. (1995). “German Rail Yards and Cities: U.S. Bombing Policy 1944–1945”. 《Air Power History》 42 (2): 46–63.
- DeGregori, Thomas R. (2002). 《Bountiful Harvest: Technology, Food Safety, and the Environment》. Washington: Cato Institute. ISBN 978-1-930865-31-0.
- DeLong, J. Bradford (February 1997). “Slouching Towards Utopia?: The Economic History of the Twentieth Century. XV. Nazis and Soviets”. 《econ161.berkeley.edu》. University of California at Berkeley. 11 May 2008에 원본 문서에서 보존된 문서. 21 April 2013에 확인함.
- 《Die Bevölkerung des Deutschen Reichs nach den Ergebnissen der Volkszählung 1939》 [Population of the German Realm according to the 1939 census] (2), 1941.
- Dönitz, Karl (2012) [1958]. 《Memoirs: Ten Years and Twenty Days》. London: Frontline. ISBN 978-1-84832-644-6.
- Dorland, Michael (2009). 《Cadaverland: Inventing a Pathology of Catastrophe for Holocaust Survival: The Limits of Medical Knowledge and Memory in France》. Tauber Institute for the Study of European Jewry series. Waltham, Mass: University Press of New England. ISBN 978-1-58465-784-2v |isbn= 값 확인 필요: invalid character (도움말).
- Dussel, Konrad (2010). “Wie erfolgreich war die nationalsozlalistische Presselenkung?” [How Successful was National Socialist Control of the Daily Press?] (PDF). 《Vierteljahrshefte für Zeitgeschichte》 (독일어) 58 (4): 543–561. doi:10.1524/vfzg.2010.0026. S2CID 147376008. (구독 필요)
- Elvert, Jürgen (1999). 《Mitteleuropa!: deutsche Pläne zur europäischen Neuordnung (1918-1945)》 (독일어). Verlag Wiesbaden GmbH. ISBN 3-515-07641-7.
- 《Encyklopedia Powszechna PWN》 (폴란드어) 3. Warsaw: Państwowe Wydawnictwo Naukowe. 2004. ISBN 978-83-01-14179-0.
- Ericksen, Robert P.; Heschel, Susannah (1999). 《Betrayal: German Churches and the Holocaust》. Minneapolis: Augsberg Fortress. ISBN 978-0-8006-2931-1.
- “"Euthanasie" im Nationalsozialismus”. 《Das Bundesarchiv》 (독일어). Government of Germany. 2012. 21 October 2013에 원본 문서에서 보존된 문서. 19 May 2013에 확인함.
- Evans, Richard J. (2003). 《The Coming of the Third Reich》. New York: Penguin. ISBN 978-0-14-303469-8.
- Evans, Richard J. (2005). 《The Third Reich in Power》. New York: Penguin. ISBN 978-0-14-303790-3.
- Evans, Richard J. (2008). 《The Third Reich at War》. New York: Penguin. ISBN 978-0-14-311671-4.
- Evans, Richard J. (2009). 《Cosmopolitan Islanders: British Historians and the European Continent》. Cambridge; New York: Cambridge University Press. ISBN 978-0-521-19998-8.
- Farago, Ladislas (1972) [1942]. 《German Psychological Warfare》. International Propaganda and Communications. New York: Arno Press. ISBN 978-0-405-04747-3.
- Fest, Joachim (1996). 《Plotting Hitler's Death: The German Resistance to Hitler 1933–1945》. London: Weidenfeld & Nicolson. ISBN 978-0-297-81774-1.
- Fest, Joachim (1999). 《Speer: The Final Verdict》. 번역 Osers, Ewald; Dring, Alexandra. San Diego: Harcourt. ISBN 978-0-15-100556-7.
- Fischer, Klaus P. (1995). 《Nazi Germany: A New History》. London: Constable and Company. ISBN 978-0-09-474910-8.
- Fleming, Michael (Spring 2014). “Allied Knowledge of Auschwitz: A (Further) Challenge to the 'Elusiveness' Narrative”. 《Holocaust and Genocide Studies》 28 (1): 31–57. doi:10.1093/hgs/dcu014. S2CID 143736579.
- Freeman, Michael J. (1995). 《Atlas of Nazi Germany: A Political, Economic, and Social Anatomy of the Third Reich》. London; New York: Longman. ISBN 978-0-582-23924-1.
- Friedländer, Saul (2009). 《Nazi Germany and the Jews, 1933–1945》. New York: Harper Perennial. ISBN 978-0-06-135027-6.
- Gellately, Robert (1996). “Reviewed work(s): Vom Generalplan Ost zum Generalsiedlungsplan by Czeslaw Madajczyk. Der "Generalplan Ost". Hauptlinien der nationalsozialistischen Planungs- und Vernichtungspolitik by Mechtild Rössler; Sabine Schleiermacher”. 《Central European History》 29 (2): 270–274. doi:10.1017/S0008938900013170.
- Gellately, Robert (2001). 《Social Outsiders in Nazi Germany》. Princeton, NJ: Princeton University Press. ISBN 978-0-691-08684-2.
- Germany (West) Presse- und Informationsamt (1961). 《Germany Reports. With an introduction by Konrad Adenauer》 (독일어). Wiesbaden: F. Steiner. OCLC 5092689.
- Gill, Anton (1994). 《An Honourable Defeat: A History of the German Resistance to Hitler》. London: Heinemann.
- Gill, Roger (2006). 《Theory and Practice of Leadership》. London: SAGE Publications. ISBN 978-0-7619-7176-4.
- Glantz, David M. (1995). 《When Titans Clashed: How the Red Army Stopped Hitler》. Lawrence, KS: University Press of Kansas. ISBN 978-0-7006-0899-7.
- Goebel, Nicole (2017년 9월 28일). “Auschwitz-Birkenau: 4 out of 10 German students don't know what it was”. 《Deutsche Welle》. 2017년 9월 28일에 원본 문서에서 보존된 문서. 2019년 2월 16일에 확인함.
- Goeschel, Christian (2009). 《Suicide in Nazi Germany》. Oxford; New York: Oxford University Press. ISBN 978-0-19-953256-8.
- Goldhagen, Daniel (1996). 《Hitler's Willing Executioners: Ordinary Germans and the Holocaust》. New York: Knopf. ISBN 978-0-679-44695-8.
- Grunberger, Richard (1971). 《The 12-Year Reich: A Social History of Nazi Germany 1933–1945》. New York: Holt Rinehart and Winston. ISBN 978-0-03-076435-6.
- Hamblet, Wendy C. (2008). “Book Review: Götz Aly: Hitler's Beneficiaries: Plunder, Racial War, and the Nazi Welfare State”. 《Genocide Studies and Prevention》 3 (2): 267–268. doi:10.1353/gsp.2011.0076. S2CID 143661188.
- Hanauske-Abel, Hartmut M. (1996년 12월 7일). “Not a slippery slope or sudden subversion: German medicine and National Socialism in 1933” (PDF). 《BMJ》 313 (7070): 1453–1463. doi:10.1136/bmj.313.7070.1453. PMC 2352969. PMID 8973235. 2020년 4월 17일에 원본 문서 (PDF)에서 보존된 문서. 2013년 5월 9일에 확인함.
- Harding, Thomas (2006년 8월 23일). “Battle of Britain was won at sea. Discuss”. 《The Telegraph》. 2017년 12월 22일에 확인함.
- Heinemann, Isabel; Oberkrome, Willi; Schleiermacher, Sabine; Wagner, Patrick (2006). 《Nauka, planowanie, wypędzenia : Generalny Plan Wschodni narodowych socjalistów : katalog wystawy Niemieckiej Współnoty Badawczej》 (PDF) (폴란드어). Bonn: Deutsche Forschungsgemeinschaft. 2019년 4월 2일에 원본 문서 (PDF)에서 보존된 문서. 2020년 6월 4일에 확인함.
- Hildebrand, Klaus (1984). 《The Third Reich》. Boston: George Allen & Unwin. ISBN 978-0-04-943032-7.
- Hoffmann, Peter (1996) [1977]. 《The History of the German Resistance, 1933–1945》. Montreal: McGill-Queen's University Press. ISBN 978-0-7735-1531-4.
- Hosking, Geoffrey A. (2006). 《Rulers and Victims: The Russians in the Soviet Union》. Cambridge: Harvard University Press. ISBN 978-0-674-02178-5.
- Hubert, Michael (1998). 《Deutschland im Wandel. Geschichte der deutschen Bevolkerung seit 1815》 (독일어). Stuttgart: Steiner, Franz Verlag. ISBN 978-3-515-07392-9.
- Kershaw, Ian (2000b). 《Hitler, 1936–1945: Nemesis》. New York; London: W. W. Norton & Company. ISBN 978-0-393-32252-1.
- Kershaw, Ian (2000a). 《The Nazi Dictatorship: Problems and Perspectives of Interpretation》 4판. London: Arnold. ISBN 978-0-340-76028-4.
- Kershaw, Ian (2001) [1987]. 《The "Hitler Myth": Image and Reality in the Third Reich》. Oxford; New York: Oxford University Press. ISBN 978-0-19-280206-4.
- Kershaw, Ian (2008). 《Hitler: A Biography》. New York: W. W. Norton & Company. ISBN 978-0-393-06757-6.
- Kershaw, Ian (2011). 《The End: Hitler's Germany, 1944–45》. London; New York: Penguin. ISBN 978-1-59420-314-5.
- 《Kinobesuche in Deutschland 1925 bis 2004》 (PDF) (독일어), Spitzenorganisation der Filmwirtschaft e. V,  4 February 2012에 원본 문서 (PDF)에서 보존된 문서,  4 September 2019에 확인함.
- Kitchen, Martin (2006). 《A History of Modern Germany, 1800–2000》. Malden, MA: Blackwell. ISBN 978-1-4051-0040-3.
- Koonz, Claudia (2003). 《The Nazi Conscience》. Cambridge, MA: Belknap Press of Harvard University Press. ISBN 978-0-674-01172-4.
- Lakotta, Beate (March 2005). “Tief vergraben, nicht dran rühren”. 《Der Spiegel》 (독일어). 2호 (Hamburg: Spiegel-Verlag). 218–221쪽. 2020년 4월 17일에 원본 문서에서 보존된 문서. 2013년 5월 26일에 확인함.
- Lambert, Peter (2007). “Heroisation and Demonisation in the Third Reich: The Consensus-building Value of a Nazi Pantheon of Heroes”. 《Totalitarian Movements & Political Religions》 8 (3–4): 523–546. doi:10.1080/14690760701571155. S2CID 144769526.
- Lauryssens, Stan (1999). 《The Man Who Invented the Third Reich: The Life and Times of Arthur Moeller van den Bruck》. Stroud: Sutton. ISBN 978-0-7509-1866-4.
- “Leni Riefenstahl”. 《The Daily Telegraph》 (London). 2003년 9월 10일. ISSN 0307-1235. OCLC 49632006. 2013년 5월 10일에 확인함.
- Libionka, Dariusz. “The Catholic Church in Poland and the Holocaust, 1939–1945” (PDF). 《The Reaction of the Churches in Nazi Occupied Europe》. Yad Vashem. 2020년 4월 17일에 원본 문서 (PDF)에서 보존된 문서. 2013년 8월 26일에 확인함.
- Longerich, Peter (2003). “Hitler's Role in the Persecution of the Jews by the Nazi Regime”. 《Holocaust Denial on Trial》 (Atlanta: Emory University). 17. Radicalisation of the Persecution of the Jews by Hitler at the Turn of the Year 1941–1942. 2009년 7월 9일에 원본 문서에서 보존된 문서. 2013년 7월 31일에 확인함.
- Longerich, Peter (2010). 《Holocaust: The Nazi Persecution and Murder of the Jews》. Oxford; New York: Oxford University Press. ISBN 978-0-19-280436-5.
- Longerich, Peter (2012). 《Heinrich Himmler: A Life》. Oxford; New York: Oxford University Press. ISBN 978-0-19-959232-6.
- Lukas, Richard C. (2001) [1994]. 《Did the Children Cry?: Hitler's War Against Jewish and Polish Children, 1939–1945》. New York: Hippocrene. ISBN 978-0-7818-0870-5.
- Majer, Diemut (2003). 《"Non-Germans" under the Third Reich: The Nazi Judicial and Administrative System in Germany and Occupied Eastern Europe, with Special Regard to Occupied Poland, 1939–1945》. Baltimore; London: Johns Hopkins University Press. ISBN 978-0-8018-6493-3.
- Manvell, Roger; Fraenkel, Heinrich (2007) [1965]. 《Heinrich Himmler: The Sinister Life of the Head of the SS and Gestapo》. London; New York: Greenhill; Skyhorse. ISBN 978-1-60239-178-9.
- Marcuse, Harold (2001). 《Legacies of Dachau: The Uses and Abuses of a Concentration Camp, 1933-2001》. Cambridge; New York: Cambridge University Press. ISBN 978-0-521-55204-2.
- Martin, Bernd (2005) [1995]. 《Japan and Germany in the Modern World》. New York; Oxford: Berghahn Books. ISBN 978-1-84545-047-2.
- Materski, Wojciech; Szarota, Tomasz (2009). 《Polska 1939–1945: straty osobowe i ofiary represji pod dwiema okupacjami》 (폴란드어). Instytut Pamięci Narodowej, Komisja Ścigania Zbrodni przeciwko Narodowi Polskiemu. ISBN 978-83-7629-067-6.
- Mazower, Mark (2008). 《Hitler's Empire: How the Nazis Ruled Europe》. New York; Toronto: Penguin. ISBN 978-1-59420-188-2.
- McElligott, Anthony; Kirk, Tim; Kershaw, Ian (2003). 《Working Towards the Führer: Essays in Honour of Sir Ian Kershaw》. Manchester: Manchester University Press. ISBN 978-0-7190-6732-7.
- McNab, Chris (2009). 《The Third Reich》. London: Amber Books. ISBN 978-1-906626-51-8.
- Melvin, Mungo (2010). 《Manstein: Hitler's Greatest General》. London: Weidenfeld & Nicolson. ISBN 978-0-297-84561-4.
- Murray, Williamson; Millett, Allan R. (2001) [2000]. 《A War to be Won: Fighting the Second World War》. Cambridge, MA: Belknap Press of Harvard University Press. ISBN 978-0-674-00680-5.
- Nakosteen, Mehdi Khan (1965). 《The History and Philosophy of Education》. New York: Ronald Press. OCLC 175403.
- 《NS-Zwangsarbeit: "Verbotener Umgang"》 (독일어), Stadtarchiv Göttingen Cordula Tollmien Projekt NS-Zwangsarbeiter, 1942.
- Nicholas, Lynn H. (2006). 《Cruel World: The Children of Europe in the Nazi Web》. New York: Vintage. ISBN 978-0-679-77663-5.
- Niewyk, Donald L.; Nicosia, Francis R. (2000). 《The Columbia Guide to the Holocaust》. New York: Columbia University Press. ISBN 978-0-231-11200-0.
- 《'NS-Frauenwarte': Paper of the National Socialist Women's League》, Heidelberg University Library, 2013년 5월 8일에 확인함.
- Oberkommandos der Wehrmacht (1941). 《Soldaten Atlas》 (독일어).
- Overmans, Rüdiger (2000) [1999]. 《Deutsche militärische Verluste im Zweiten Weltkrieg》. Beiträge zur Militärgeschichte (독일어). München: R. Oldenbourg. ISBN 978-3-486-56531-7.
- Overy, Richard (2005) [2004]. 《The Dictators: Hitler's Germany, Stalin's Russia》. UK: Penguin Group. ISBN 978-0-393-02030-4.
- Overy, Richard (2006) [1995]. 《Why The Allies Won》. London: Random House. ISBN 978-1-84595-065-1.
- Overy, Richard (2014). 《The Bombers and the Bombed: Allied Air War Over Europe 1940–1945》. New York: Viking. ISBN 978-0-698-15138-3.
- Panayi, Panikos (2005). “Exploitation, Criminality, Resistance: The Everyday Life of Foreign Workers and Prisoners of War in the German Town of Osnabruck, 1939–49”. 《Journal of Contemporary History》 40 (3): 483–502. doi:10.1177/0022009405054568. JSTOR 30036339. S2CID 159846665.
- Pauley, Bruce F. (2003) [1997]. 《Hitler, Stalin, and Mussolini: Totalitarianism in the Twentieth Century》. European History Series. Wheeling, IL: Harlan Davidson. ISBN 978-0-88295-993-1.
- Pine, Lisa (2011) [2010]. 《Education in Nazi Germany》. Oxford; New York: Berg. ISBN 978-1-84520-265-1.
- Posener, Alan (2018년 4월 9일). “German TV Is Sanitizing History”. 《Foreign Policy》. 2019년 2월 16일에 확인함.
- Proctor, Robert N. (1999). 《The Nazi War on Cancer》. Princeton, NJ: Princeton University Press. ISBN 978-0-691-07051-3.
- Raeder, Erich (2001) [1956]. 《Grand Admiral: The Personal Memoir of the Commander in Chief of the German Navy From 1935 Until His Final Break With Hitler in 1943》. New York: Da Capo Press. ISBN 978-0-306-80962-0.
- Rees, Laurence (2005). 《Auschwitz: A New History》. New York: Public Affairs, member of Perseus Books Group. ISBN 978-1-58648-303-6.
- Reisner, Markus (February 2015). “Der Luftkrieg 1944/45 über Österreich”. 《www.bundesheer.at》 (독일어). Bundesministerium für Landesverteidigung. 2021년 11월 17일에 원본 문서에서 보존된 문서. 2021년 2월 7일에 확인함.
- Rhodes, Richard (2002). 《Masters of Death: The SS-Einsatzgruppen and the Invention of the Holocaust》. New York: Vintage Books. ISBN 978-0-375-70822-0.
- Richter, Heinz A. (1998). 《Greece in World War II》 (그리스어). transl by Kostas Sarropoulos. Athens: Govostis. ISBN 978-960-270-789-0.
- Rummel, Rudolph (1994). 《Death by Government》. New Brunswick, NJ: Transaction. ISBN 978-1-56000-145-4.
- Rupp, Leila J. (1978). 《Mobilizing Women for War: German and American Propaganda, 1939–1945》. Princeton, N.J.: Princeton University Press. ISBN 978-0-691-04649-5. OCLC 3379930.
- Schreiner, Klaus (1998). 〈Messianism in the Weimar Republic〉.   Schäfer, Peter; Cohen, Mark. 《Toward the Millennium: Messianic Expectations from the Bible to Waco》. Leiden: Brill. 311–362쪽. ISBN 90-04-11037-2.
- Scobie, Alexander (1990). 《Hitler's State Architecture: The Impact of Classical Antiquity》. University Park: Pennsylvania State University Press. ISBN 978-0-271-00691-8.
- Sereny, Gitta (1996) [1995]. 《Albert Speer: His Battle With Truth》. New York; Toronto: Random House. ISBN 978-0-679-76812-8.
- Sereny, Gitta (November 1999). “Stolen Children”. 《Talk》. 2012년 7월 1일에 확인함.
- Shirer, William L. (1960). 《The Rise and Fall of the Third Reich》. New York: Simon & Schuster. ISBN 978-0-671-62420-0.
- Stiftung Deutsches Historisches Museum. “Gerade auf LeMO gesehen: LeMO Kapitel: NS-Regime” (독일어). 2024년 7월 11일에 확인함.
- Smith, J. W. (1994). 《The World's Wasted Wealth 2: Save Our Wealth, Save Our Environment》. Cambria, CA: Institute for Economic Democracy. ISBN 978-0-9624423-2-2.
- Snyder, Timothy (2010). 《Bloodlands: Europe between Hitler and Stalin》. New York: Basic Books. ISBN 978-0-465-00239-9.
- “Sonderbehandlung erfolgt durch Strang”. 《Documents for National Socialism》 (독일어). NS-Archiv. 1942.
- Sontheimer, Michael (2005년 3월 10일). “Germany's Nazi Past: Why Germans Can Never Escape Hitler's Shadow”. 《Spiegel Online》. 2013년 5월 11일에 확인함.
- Speer, Albert (1971) [1969]. 《Inside the Third Reich》. New York: Avon. ISBN 978-0-380-00071-5.
- Spielvogel, Jackson J. (2016) [2005]. 《Hitler and Nazi Germany: A History》. Abingdon; New York: Taylor & Francis. ISBN 978-0-205-84678-8.
- Staff (2017년 9월 28일). “Deutsche wollen aus Geschichte lernen” [Germans want to learn from history] (독일어). Körber Foundation. 2022년 1월 12일에 원본 문서에서 보존된 문서. 2022년 7월 25일에 확인함.
- Staff (2015년 12월 16일). “What the Führer means for Germans today”. 《The Economist》 (영어). 2018년 9월 24일에 확인함.
- 《Statistisches Jahrbuch für die Bundesrepublik Deutschland》 (PDF) (독일어). Statistisches Bundesamt. 2006. 34쪽. 26 September 2007에 원본 문서 (PDF)에서 보존된 문서. 17 March 2012에 확인함.
- Stein, George (2002) [1966]. 《The Waffen-SS: Hitler's Elite Guard at War 1939–1945》. Cerberus Publishing. ISBN 978-1-84145-100-8.
- Steiner, Zara (2011). 《The Triumph of the Dark: European International History 1933–1939》. Oxford; New York: Oxford University Press. ISBN 978-0-19-921200-2.
- Stephenson, Jill (2001). 《Women in Nazi Germany》. London: Longman. ISBN 978-0-582-41836-3.
- Stolfi, Russel (March 1982). “Barbarossa Revisited: A Critical Reappraisal of the Opening Stages of the Russo-German Campaign (June–December 1941)”. 《Journal of Modern History》 54 (1): 27–46. doi:10.1086/244076. hdl:10945/44218. S2CID 143690841.
- “Strafgesetzbuch, StGB”, 《German Law Archive》, 1998년 11월 13일, 2019년 10월 29일에 원본 문서에서 보존된 문서, 2020년 7월 6일에 확인함.
- Strüber, Henning (2018년 8월 17일). “1943: Briten bombardieren Peenemünde”. 《www.ndr.de》 (독일어). 2021년 2월 7일에 확인함.
- Tomasevich, Jozo (1975). 《War and Revolution in Yugoslavia, 1941–1945: The Chetniks》. Stanford, CA: Stanford University Press. ISBN 978-0-8047-0857-9.
- Tooze, Adam (2006). 《The Wages of Destruction: The Making and Breaking of the Nazi Economy》. New York; Toronto: Viking. ISBN 978-0-670-03826-8.
- Tümmler, Holger (2010). 《Hitlers Deutschland: Die Mächtigen des Dritten Reiches》 (독일어). Wolfenbüttel: Melchior Verlag. ISBN 978-3-941555-88-4.
- Uekötter, Frank (2006). 《The Green and the Brown: A History of Conservation in Nazi Germany》. Cambridge; New York: Cambridge University Press. ISBN 978-0-521-84819-0.
- Uekötter, Frank (2005). 〈Polycentrism in Full Swing: Air Pollution Control in Nazi Germany〉.   Brüggemeier, Franz-Josef; Cioc, Mark; Zeller, Thomas. 《How Green Were the Nazis?: Nature, Environment, and Nation in the Third Reich》. Athens: Ohio University Press. ISBN 978-0-82144-196-1.
- Umbreit, Hans (2003). 〈Hitler's Europe: The German Sphere of Power〉.   Kroener, Bernhard; Müller, Rolf-Dieter; Umbreit, Hans. 《Germany and the Second World War, Vol. 5. Organization and Mobilization in the German Sphere of Power. Part 2: Wartime Administration, Economy, and Manpower Resources, 1942–1944/5》. Oxford; New York: Oxford University Press. ISBN 978-0-19-820873-0.
- USHMM. “Children during the Holocaust”. 《United States Holocaust Memorial Museum—Holocaust Encyclopedia》. 2013년 4월 24일에 확인함.
- USHMM. “Dachau”. 《United States Holocaust Memorial Museum—Holocaust Encyclopedia》. 2013년 7월 14일에 확인함.
- USHMM. “Genocide of European Roma (Gypsies), 1939–1945”. 《United States Holocaust Memorial Museum—Holocaust Encyclopedia》. 2018년 9월 16일에 확인함.
- USHMM. “The German Churches and the Nazi State”. 《United States Holocaust Memorial Museum—Holocaust Encyclopedia》. 2016년 9월 25일에 확인함.
- USHMM. “Women in the Third Reich”. 《United States Holocaust Memorial Museum—Holocaust Encyclopedia》. 2017년 8월 19일에 확인함.
- Walk, Joseph (1996). 《Das Sonderrecht für die Juden im NS-Staat: Eine Sammlung der gesetzlichen Maßnahmen und Rechtlinien, Inhalt und Bedeutung》 (독일어) 2판. Heidelberg: Müller Verlag. ISBN 978-3-82521-889-8.
- Weale, Adrian (2012) [2010]. 《Army of Evil: A History of the SS》. New York; Toronto: NAL Caliber (Penguin Group). ISBN 978-0-451-23791-0.
- Wegner, Bernd (1990). 《The Waffen-SS: Organization, Ideology and Function》. Hoboken, NJ: Blackwell. ISBN 978-0-631-14073-3.
- Weikart, Richard (2009). 《Hitler's Ethic: The Nazi Pursuit of Evolutionary Progress》. New York: Palgrave Macmillan. ISBN 978-1-349-38073-2.
- Weinberg, Gerhard L. (2010) [1970]. 《Hitler's Foreign Policy 1933–1939: The Road to World War II》. New York: Enigma Books. ISBN 978-1-929631-91-9.
- Weinberg, Gerhard L. (2005) [1994]. 《A World at Arms: A Global History of World War II》. Cambridge; Oxford: Cambridge University Press. ISBN 978-0-521-85316-3.
- Welch, David (2001). 《Hitler: Profile of a Dictator》. London: Routledge. ISBN 978-0-415-25075-7.
- Wiederschein, Harald (2015년 7월 21일). “Mythos Waffen-SS”. 《Focus》 (독일어). 2018년 10월 3일에 확인함.
- Wüstenberg, Jenny; Art, David (May 2008). “Using the Past in the Nazi Successor States from 1945 to the Present”. 《The Annals of the American Academy of Political and Social Science》 (영어) 617 (1): 72–87. doi:10.1177/0002716207312762. ISSN 0002-7162. S2CID 145313351.
- Wrobel, Peter (1999). 〈Warsaw Uprising 1944〉. 《The Devil's Playground: Poland in World War II》. The Canadian Foundation for Polish Studies of the Polish Institute of Arts & Sciences, Price-Patterson Ltd. ISBN 978-0-96927-841-2.